# Днепр (город)
Днепр (укр. Дніпро́, МФА: [dʲnʲiˈprɔ]о файле; в 1776—1796 годах и в 1802—1926 годах — Екатериносла́в, в 1796—1802 годах — Новоросси́йск, в 1926—2016 годах — Днепропетро́вск, разг. — Днипро́) — город на юго-востоке Украины, административный центр Днепропетровской области, Днепровского района и Днепровской городской общины, а также Днепровской агломерации. Расположен на реках Днепр и Самара. Крупный промышленный, культурный, научный и инновационный центр. Четвёртый по численности населения город Украины после Киева, Харькова и Одессы.
Один из крупнейших промышленных центров Украины: особенно развиты чёрная металлургия, металлообработка, машиностроение и другие отрасли тяжёлой промышленности, с 1965 года здесь располагалось Министерство чёрной металлургии Украинской ССР. Днепропетровск являлся одним из ключевых центров оборонной и космической промышленности Советского Союза, по этой причине город был закрыт для посещения иностранцами вплоть до 1990-х годов.
По данным на 02.03.2025 года население Днепра составляет 920 тысяч человек. В 1976—2011 годах и в конце 2017 — начале 2018 годов численность населения города превышала 1 млн человек.

## Названия

### Екатеринослав (1776—1796, 1802—1926)
Первоначальное название города — Екатеринослав. Оно либо происходит от имени тогдашней российской императрицы Екатерины II, либо, поскольку в XVIII веке было не принято называть города в честь здравствующих особ, образовано в честь святой Екатерины, небесной покровительницы государыни. Город назывался так в 1776—1796 и 1802—1926 годах.
В письменных источниках название «Екатеринослав» впервые упоминается 23 апреля (4 мая) 1776 года в рапорте азовского губернатора В. А. Черткова Григорию Потёмкину, где говорилось: «проект на построение губернского города Екатеринослава на речке Кильчене, недалеко от впадения её в реку Самару с подлежащим планом, профилями, фасадами и со сметами». Город находился на левом берегу Днепра, месте впадения Кильчени в Самару, до 1784 года. Затем строительство официально перенесли на правый берег. В указе Екатерины II от 22 января (2 февраля) 1784 года сказано: «Губернскому городу под названием Екатеринослав быть по лутчей удобности на правой стороне реки Днепра у Кайдака…» (имелся в виду Новый Кодак).

### Новороссийск (1796—1802)
В 1796—1802 годах город носил название Новороссийск. Переименование произошло в рамках стремления императора Павла I уничтожить всякие напоминания о деятельности своей матери, Екатерины II. После убийства Павла I император Александр I в 1802 году возвратил городу прежнее название — Екатеринослав.

### Днепропетровск (1926—2016)
20 июля 1926 года город Екатеринослав был переименован в Днепропетровск. Новое название было образовано от реки Днепр, на которой стоит город, и фамилии российского революционера и советского партийно-государственного деятеля Григория Петровского, который начинал здесь свою трудовую деятельность.

### Днепр (2016 — н. в.)
19 мая 2016 года Верховная Рада Украины в рамках процесса декоммунизации переименовала Днепропетровск в Днепр (укр. Дніпропетровськ в укр. Дніпро) по названию реки, протекающей через город. 3 июня того же года решение вступило в силу.
В связи с переименованием города появилась неопределённость в отношении передачи нового названия на других языках. Так, учёные Украинского института национальной памяти посчитали, что оно должно одинаково произноситься на украинском, русском и английском: «Дніпро», «Днипро», «Dnipro». В сентябре 2018 года СМИ был обнародован ответ Института украинского языка НАН Украины за подписью Павла Гриценко, где на запрос должностных лиц местного городского совета был дан ответ, что по-русски будет правильно именно «Днепр». Также в письме указывалось, что вопрос передачи имён собственных на русском относится к компетенции языковедов России.

### Неофициальные наименования
Также известно несколько неофициальных либо не утверждённых названий: Сечеслав (укр. Січеслав; неофициально использовалось украинскими национальными силами во время гражданской войны, ок. 1918—1919 гг.), Красноднепровск (не утверждено, 1924 год), Днепрослав (неофициально использовалось во время нацистской оккупации, 1941—1943 гг.).

## Физико-географическая характеристика

### Географическое положение
Днепр расположен в центральной части Украины на обоих берегах среднего Днепра в степной зоне. Правобережная часть находится на отрогах Приднепровской возвышенности — в основном, на четырёх холмах, разграниченных балками (ярами) с ручьями. Рельеф возвышенного правого берега Днепра на территории города характеризуется развитой густой овражно-балочной сетью, которая имеет общую протяжённость более 120 км, занимает площадь около 5 тыс. гектаров и образована 15 балками и более 40 оврагами. Левобережная часть — низменная, на западе изрезанная вытянутыми озёрами — остатками древней речки Протовча. В черте города в Днепр впадают реки Орель (канал) и Самара.
| С-З | Киев ~ 503 км Минск ~ 973 км                         | Полтава ~ 212 км Харьков ~ 234 км       | Белгород ~ 305 км Воронеж ~ 551 км                 | С-В |
| З   | Кропивницкий ~ 244 км Львов ~ 962 км                 | Роза ветров                             | Павлоград ~ 75 км Донецк ~ 258 км Луганск ~ 417 км | В   |
| Ю-З | Кривой Рог ~ 148 км Одесса ~ 470 км Кишинёв ~ 593 км | Запорожье ~ 104 км Севастополь ~ 541 км | Мариуполь ~ 369 км                                 | Ю-В |

### Климат
Климат Днепра классифицируют как влажный континентальный без сухого сезона и с жарким летом. Среднегодовая температура воздуха составляет +9 °C, наиболее низкая — в январе: −3,6 °C, наиболее высокая — в июле: +22,7 °C. В году от 165 до 200 солнечных дней. Самый влажный месяц — июнь. Самый сухой — октябрь. Самый жаркий месяц — июль, самый холодный — январь. Средняя температура зимой минус 3—4 градуса. Бывают ночи когда мороз ниже минус 25 градусов, хотя и редко, раз в 10—15 лет. Тяжелее всего переносится декабрь, в холодные годы возможны резкие перепады температуры и сильные морозы после тёплых дней. Для него также характерны: плотная облачность, влажные ветры, гололёд.
| Показатель                    | Янв. | Фев.  | Март  | Апр. | Май  | Июнь | Июль | Авг. | Сен. | Окт. | Нояб. | Дек.  | Год  |
| ----------------------------- | ---- | ----- | ----- | ---- | ---- | ---- | ---- | ---- | ---- | ---- | ----- | ----- | ---- |
| Абсолютный максимум, °C       | 12,3 | 17,5  | 24,1  | 31,8 | 36,1 | 37,8 | 39,8 | 40,9 | 36,5 | 32,6 | 20,6  | 13,7  | 40,9 |
| Средний суточный максимум, °C | −0,9 | 0,6   | 7,1   | 16,0 | 22,7 | 26,6 | 29,1 | 28,7 | 22,4 | 14,4 | 5,8   | 0,6   | 14,4 |
| Средняя температура, °C       | −3,6 | −2,8  | 2,5   | 10,3 | 16,5 | 20,5 | 22,7 | 22,1 | 16,2 | 9,2  | 2,6   | −1,9  | 9,5  |
| Средний суточный минимум, °C  | −6,1 | −5,8  | −1,2  | 5,1  | 10,9 | 15,1 | 17,1 | 16,3 | 11,0 | 5,2  | −0,1  | −4,2  | 5,3  |
| Абсолютный минимум, °C        | −30  | −27,8 | −19,2 | −8   | −2,4 | 3,9  | 5,9  | 3,9  | −3   | −8   | −17,9 | −27,8 | −30  |
| Норма осадков, мм             | 50   | 43    | 51    | 39   | 51   | 64   | 55   | 45   | 42   | 39   | 44    | 46    | 569  |
| Средняя влажность, %          | 88   | 85    | 79    | 67   | 62   | 66   | 65   | 62   | 70   | 77   | 87    | 88    | 75   |
| Средняя скорость ветра, м/с   | 4,9  | 5,1   | 5,0   | 4,6  | 4,0  | 4,0  | 3,9  | 3,9  | 4,1  | 4,5  | 4,7   | 4,9   | 4,5  |
| Источник:                     |      |       |       |      |      |      |      |      |      |      |       |       |      |

| Солнечное сияние, часов в год. | Солнечное сияние, часов в год. | Солнечное сияние, часов в год. | Солнечное сияние, часов в год. | Солнечное сияние, часов в год. | Солнечное сияние, часов в год. | Солнечное сияние, часов в год. | Солнечное сияние, часов в год. | Солнечное сияние, часов в год. | Солнечное сияние, часов в год. | Солнечное сияние, часов в год. | Солнечное сияние, часов в год. | Солнечное сияние, часов в год. | Солнечное сияние, часов в год. |
| Месяц                          | Янв                            | Фев                            | Мар                            | Апр                            | Май                            | Июн                            | Июл                            | Авг                            | Сен                            | Окт                            | Ноя                            | Дек                            | Год                            |
| Солнечное сияние, ч/мес        | 185                            | 207                            | 269                            | 309                            | 325                            | 311                            | 313                            | 287                            | 271                            | 247                            | 173                            | 160                            | 3057                           |
| ------------------------------ | ------------------------------ | ------------------------------ | ------------------------------ | ------------------------------ | ------------------------------ | ------------------------------ | ------------------------------ | ------------------------------ | ------------------------------ | ------------------------------ | ------------------------------ | ------------------------------ | ------------------------------ |

Наиболее низкая среднемесячная температура воздуха в январе: −14,5 °C, зафиксирована в 1950 году, наиболее высокая +1,5 °C — в 2007 году. Наиболее низкая среднемесячная температура в июле: +14,6 °C, наблюдалась в 1976 году, наиболее высокая: +25,6 °C — в 1936 году.
Абсолютный минимум температуры воздуха: −38,2 °C, зафиксирован 11 января 1940 года, абсолютный максимум: +40,9 °C — 10 августа 1930 года. В последние 100—120 лет температура воздуха в Днепре, равно как и в целом на Земле, имеет тенденцию к повышению. На протяжении этого периода среднегодовая температура воздуха повысилась по меньшей мере на 1 °C. Наиболее тёплым за весь период наблюдений оказался 2007 год. Наибольшее повышение температуры произошло в первую половину года.
В среднем за год в Днепре выпадает 569 мм атмосферных осадков, меньше всего их в июле, августе и сентябре, больше всего — в декабре и январе. Минимальное годовое количество осадков (273 мм) наблюдалось в 1951 году, максимальное (881 мм) — в 1960 году. Максимальное суточное количество осадков (82 мм) зафиксировано 23 августа 1960 года. В среднем за год в городе наблюдается 110 дней с осадками; меньше всего их (4) в августе, больше всего (по 13) — в декабре и январе. Ежегодно в Днепре образуется нестойкий снежный покров (декабрь-февраль), изредка оттепели. Относительная влажность воздуха в среднем за год составляет 75 %, наименьшая она (62 %) в августе, наибольшая (88 %) — в декабре. Наименьшая облачность наблюдается в августе, наибольшая — в декабре. Наибольшую повторяемость в городе имеют ветры с севера, наименьшую — с северо-запада и юго-запада. Наибольшая скорость ветра — в январе-феврале, наименьшая — летом. В январе она в среднем составляет 4,9 м/с, в июле — 3,9 м/с. Количество дней с грозами в среднем за год равно 35, градом — 5, снегом — 64.

## История

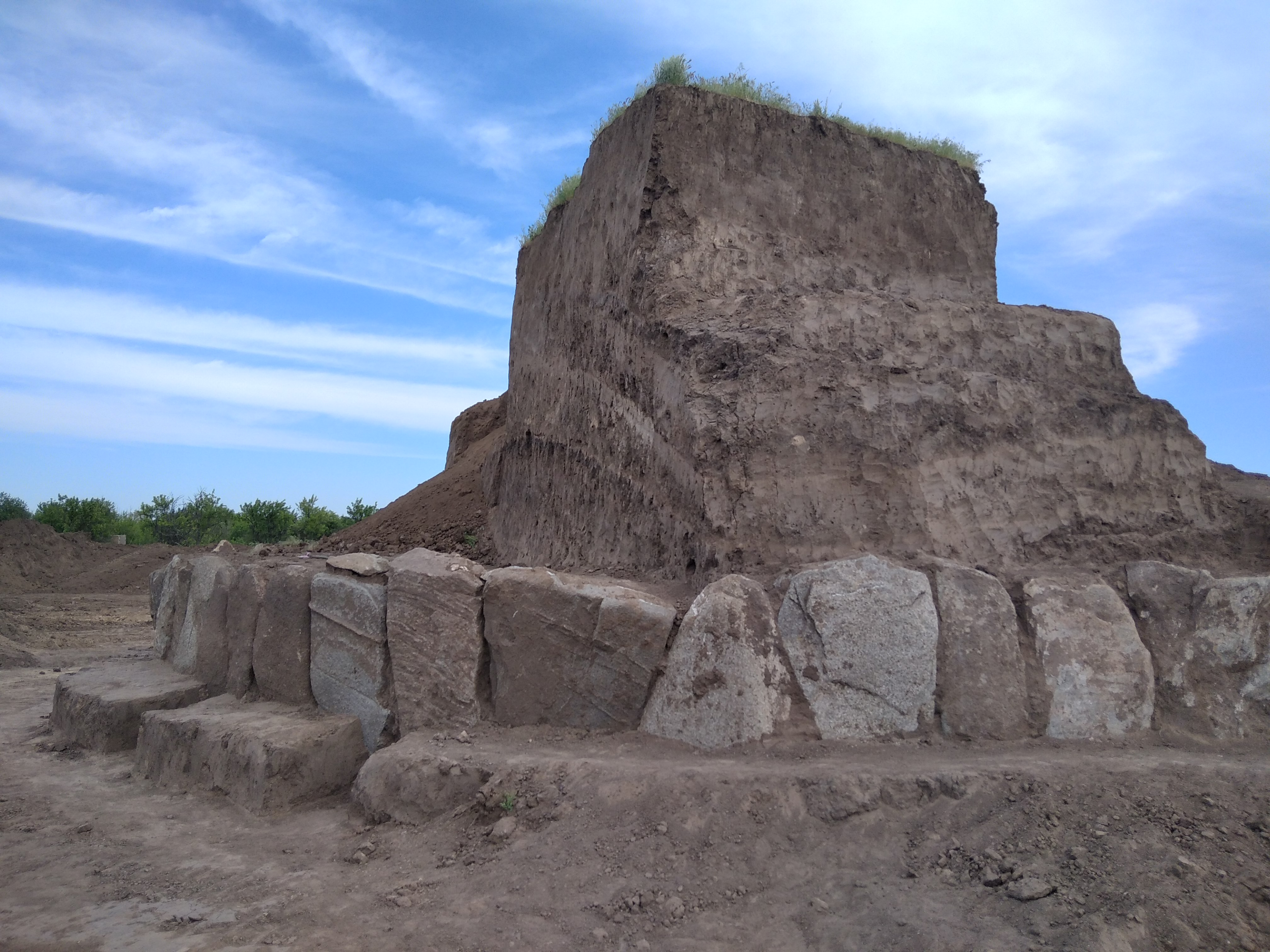
Новоалександровский курган — курган эпохи энеолита с позднейшими захоронениями бронзового века, раскопан в 2021 году

### Доисторический период
Ещё со времён палеолита (приблизительно 3 млн — 13 тыс. лет назад) территория близ Днепровских порогов была заселена людьми. В частности, многочисленные следы пребывания здесь представителей рода Homo находят на территории Монастрыского острова, парка им. Шевченко, Аптекарской балки, Диёвки, Приднепровска, пригородов. Все памятники этого периода носили сезонный характер и принадлежали, скорее всего, охотникам за большой дичью. Наиболее обжитой была территория Игреньского полуострова (ныне — восточная часть Днепра, Самарский район города): в неолите и энеолите здесь появляются первые поселения, вероятно, принадлежавшие носителям среднестоговской культуры скотоводов. По данным археологов, тут в разные времена существовали большие торговые поселения, которые занимались также обменом разнообразных товаров.
В ІІІ — ІІ тыс. до н. э. Надпорожье — один из ареалов племен ямной культуры — праиндоевропейских племён скотоводов. Именно в их время территории причерноморских степей, в том числе, окраин современного Днепра, покрываются многочисленными курганами.
Новый период в истории Северного Причерноморья связан с расселением на его просторах народов, о которых остались древнейшие письменные упоминания — кочевники: киммерийцы, скифы, сарматы (II тыс. до н. э. — начало I тыс. н.э.). На территории Днепра известны поселения киммерийцев в районе парка им. Шевченко и курган Сторожевая могила в пригороде Днепра с. Старые Кодаки. Скифы, предпочитавшие широкую степь овражно-балочной местности, на которой находится современный город, не оставили здесь значительных памятников. В Днепре следы скифских поселений найдены при раскопках на Баррикадной улице и в районе Нагорного рынка (V—III вв. до н. э).
Новый период связан с периодом Великого переселения народов и связанными с ним миграциями многочисленных народов: славян, германцев, авар, булгар и др. В районе Днепра и его окрестностей исследованы остатки поселений славян на Игрени, острове Каменоватом, в с. Волосском и др. Здесь находилась зона контактов между народами степи и культурами славян. На той же Игрени, а также возле Лоцманской Каменки и на прибрежной полосе от с. Волосского до с. Войсковое обнаружены артефакты черняховской культуры II—V веков, вероятно, также связанной со славянами.
В III—IV веках в 40 км южнее Днепра (у с. Башмачка), по данным некоторых исследователей, находился один из центров Готской империи, а возможно, и её столица Археймар (согласно древнеисландской саге о Хервёр, находившаяся в местности Данпарстадт — ср. с названием Днепр). Также существует версия, что городище Башмачка было одним из племенных центров носителей черняховской культуры.
Вследствие разрушительного нашествия гуннов территория Игрени, как и всего днепровского Надпорожья испытала сильное опустошение. Однако уже в VI—VII столетиях сюда начинают интенсивное продвижение славяне. В этот период земледельцы-славяне активно конфликтовали с кочевниками: в середине VI в. — с аварами, VII ст. — с булгарами, с конца VII в. — с хазарами. В этот период снова обживаются территории современных районов Игрени и с. Волосского. Последние даже становятся центром изготовления украшений из золота и серебра. Население этого периода отождествляют с летописными уличами, о которых Ипатьевская летопись сообщает, что они жили «по Бугу и по Днепру и приседяху до Дунаеви… оли до моря». Так, академик Б. А. Рыбаков считал, что главный улицкий город Пересечень, который упоминается в летописях, вероятно, находился на Днепре, южнее Киева. В связи с этим, внимание исследователей привлекли остатки большого славянского поселения, существовавшего в 800—1300 годах на песчаных холмах Игренского полуострова, где река Самара впадает в Днепр. Находки свидетельствуют об интенсивных торговых отношениях как с Русью, так и с печенегами.

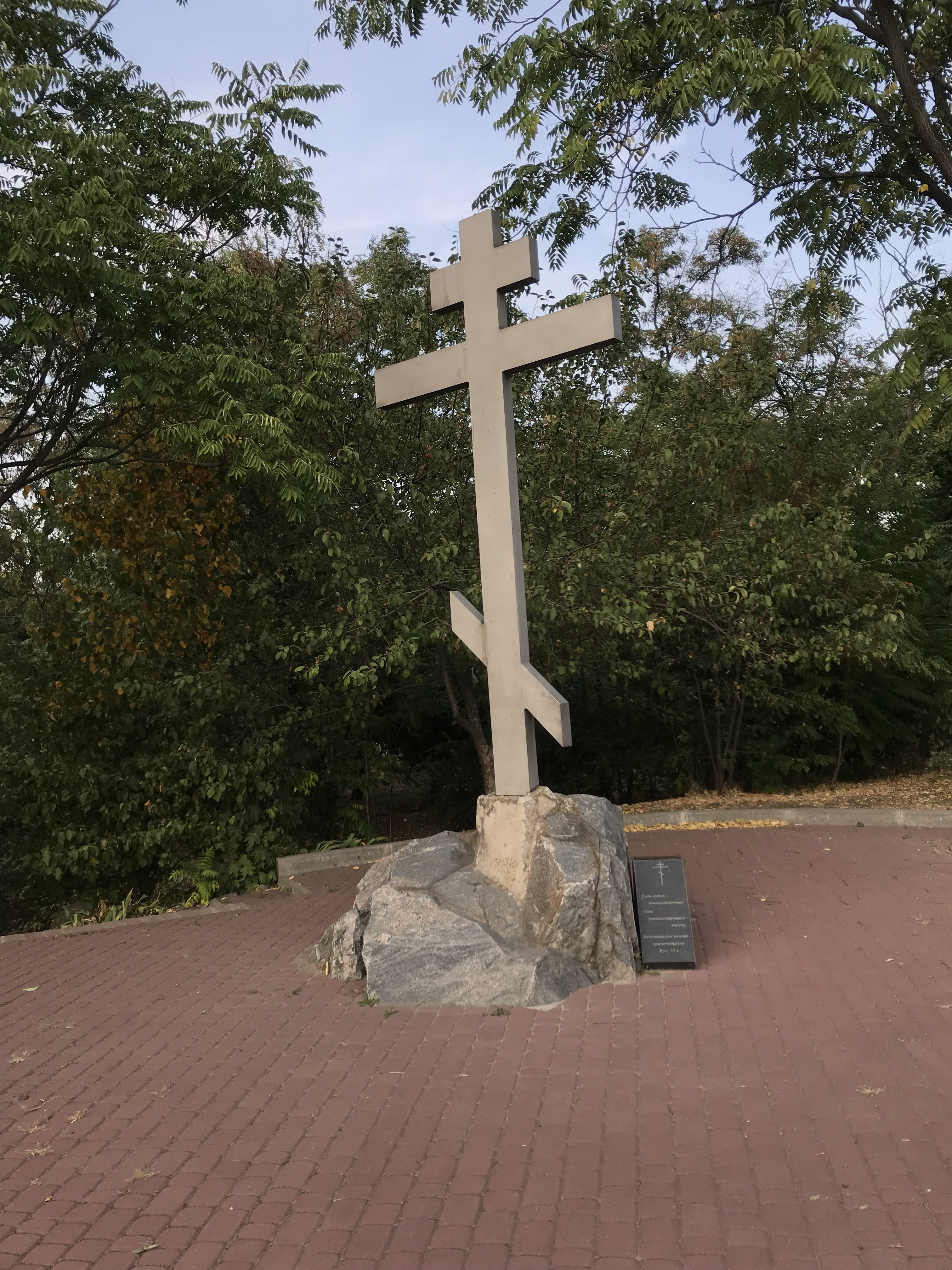
Крест на Монастырском острове в честь легендарного основания здесь монастыря

### Киевская Русь
В древнерусские времена окружающие земли находились под властью кочевников — печенегов, а затем половцев. По Днепру в начале X — середине XIII века проходил торговый путь «из варяг в греки». В 972 году недалеко от территории современного Днепра на порогах от рук печенегов погиб, возвращаясь после похода в Болгарию, князь Святослав Игоревич (точное место его гибели неизвестно, один памятный знак в честь этого события установлен в с. Никольское-на-Днепре Днепровского района, другой — на о. Хортица в Запорожье).
По легенде, в IX веке на одном из днепровских островов (ныне находящемся в черте города) византийские монахи основали монастырь (впрочем, никаких документальных или археологических подтверждений этому на данный момент не обнаружено). В Житии св. Феодосия Монастырский остров указан как северный пункт, куда прибыл в своей миссии христианского учения один из учеников Иисуса — апостол Андрей Первозванный. По преданию, в монастыре на острове в 957 году останавливалась княгиня Ольга, а в 988 году — князь Владимир Святославич. Как сообщают «Материалы для историко-статистического описания Екатеринославской епархии», в 1152 году князь Мстислав Изяславич, разбив половцев на Орели и Самаре, посетил «святой Днепровский остров Монастырску и всеми силами старался поддержать эти святые места от нападения кочевников».
После монгольского нашествия прекратил существование и полулегендарный монастырь на Монастырском острове, и центр уличей на Игрени. Предположительно, жители последнего переселились на другую сторону реки Самары, недалеко от её впадения в Днепр, где основали поселение под названием Самар, известное в источниках с первой половины XVI века.

### Казацкие времена
После разрушительного прихода монгол край запустел, оседлое население оттянулось далеко на северо-запад — вплоть до Киева и Лубнов. В степях же, получивших название «Дикого поля», кочевали ногайские орды, подвластные крымскому хану.

Ещё в XII веке в русских летописях упоминались так называемые «бродники» — люди, бежавшие с южный провинций Киевской Руси, а с конца XIV века — и Великого княжества Литовского, к которому перешли территории всех юго-западных русских княжеств, на Приазовье и Северное Причерноморье, желавшие заниматься там вольными промыслами — охотой, рыболовлей, собирательством, а иногда, если позволяли условия, и хлебопашеством. Именно из таких бродников, по версии большинства историков, и сформировался феномен казачества — лиц, по разным причинам бежавшим в степь из Литовского княжества, Крымского ханства, Польши, Московского государства, и стававшие там фактически вольными людьми. 

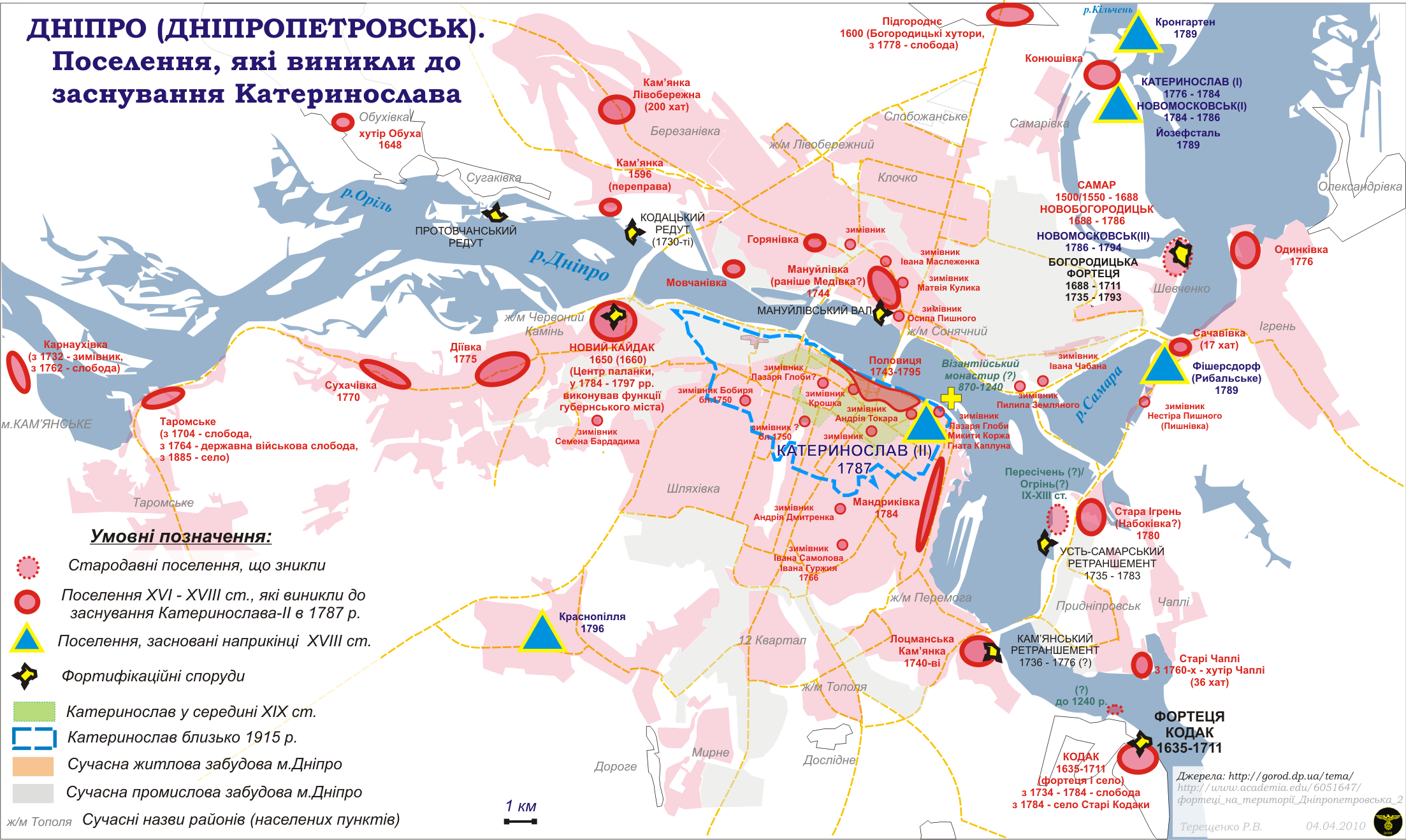
Поселения на территории современного Днепра, XVI—XVIII вв.

В XVI—XVIII веках территория современного города относилась к вольностям Войска Запорожского Низового — вооружённой организации запорожского казачества, в окончательном виде оформившейся во второй половине XVI века. Территория современного города Днепра стала местом многочисленных казацких поселений. В 1635 году для контроля за землями Сечи властями Речи Посполитой была построена крепость Кодак. Около 1650 года возник Новый Кодак (впоследствии — центр Кодакской паланки Запорожья), а, по мере экспансии Российского царства вглубь причерноморских степей, на месте торгового городка Самара в 1688 году — первая на запорожских землях русская колония Новобогородицк с крепостью и хозяйственной частью — посадом.

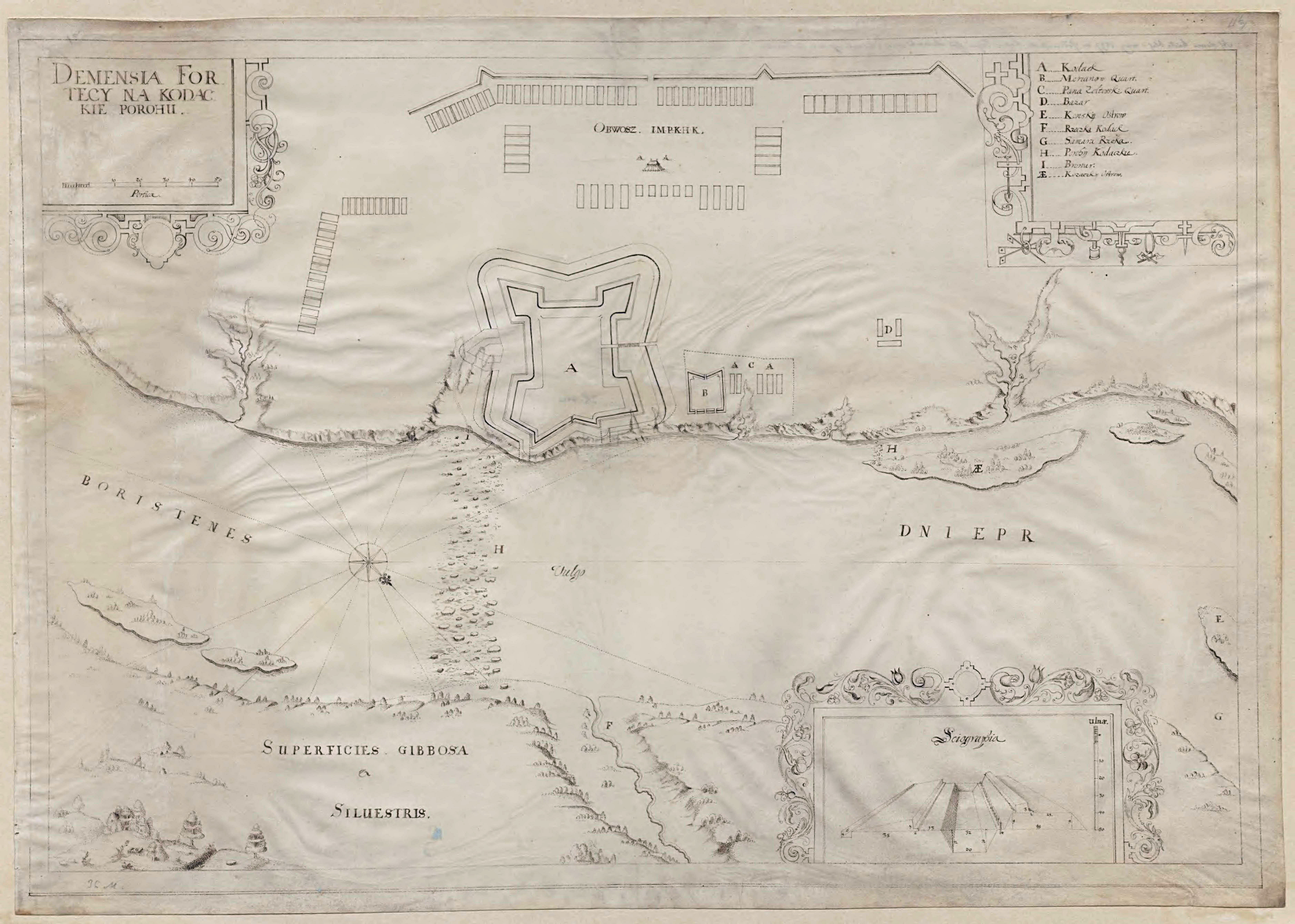
План крепости Кодак, 1634—1639 годы

В целом, на территории современного города и окрестностей известно несколько поселений и городов, которые возникли ещё в казацкие времена:
- 1500 (или 1550) — торговый казацкий городок Самар (Самарь, Самара) — в низовье реки Самары. Также существовал Самарский ретраншемент на полуострове в районе современной Пензенской улицы. Пришёл в упадок в 1688 году после основания здесь русской колонии и Богородицкой крепости;
- 1564 — известны казацкие курени в Таромском, с 1704 — слобода;
- 1596 — известен перевоз Каменка через Днепр;
- 1600 — известны Богородицкие хутора (ныне — город Подгородное);
- 1635 — по инициативе великого коронного гетмана Станислава Конецпольского и соответствующего постановления сейма Речи Посполитой была основана крепость Кодак, главной функцией которой был контроль над казаками и предотвращение побегов людей на Запорожье. Рядом возник городок — позже центр Кодакской паланки. Несколько раз переходила из рук в руки, разрушалась и восстанавливалась. Была окончательно разрушена по условиям Прутского трактата (1711). Слобода восстановилась около 1734—1735 годов под названием Старый Кодак, село под названием Старые Кодаки существует и поныне;
- 1648 — известен хутор Обуха (ныне — посёлок городского типа Обуховка);
- 1650 (или 1660) — известен Новый Кодак (центр паланки) в районе современного съезда с Кайдакского моста и проспекта Свободы;
- 1688 — рядом с казацким городом Самар (центром запорожской паланки) русским правительством основана Богородицкая крепость и посад — Новобогородицк — первое русское поселение на запорожских землях; казацкое население города Самар разошлось по соседним сёлам. Просуществовал до 1793 года, когда оно было переведено в современный Новомосковск;
- 1740-е (или 1770-е) годы — у первого порога основано поселение лоцманов — Лоцманская Каменка (в районе современного Южного моста);
- 1743—1795 годы — существовала слобода Половица. Исчезла вследствие расширения Екатеринослава (вошла в городскую черту); теперь — центр Днепра;
- 1744 — основана Мануйловка (в дальнейшем также Поповка);
- 1760-е годы — известен хутор Чапли;
- 1770 — основана Сухачёвка;
- 1775 — основана Диёвка;
- 1776 — основана Одинковка.

### Екатеринослав
В 1775 году Запорожская Сечь была упразднена и на бывших казачьих землях введено управление по общероссийскому образцу.
В связи с освоением присоединённых земель потребовался новый административный центр, который решено было основать в устье реки Кильчени при её впадении в Самару. Новый город был основан в 1776 году и назван Екатеринославом.
Однако ввиду неудачного расположения на болотистой местности и, как следствие, частых наводнений, болезней среди населения, Екатеринослав просуществовал здесь лишь несколько лет (1776—1783), после чего был издан указ о его переносе на новое место — высокий берег Днепра напротив устья Самары. Первоначальный Екатеринослав был переименован в уездный город Новомосковск (который в 1794 году также был переведён отсюда — выше по р. Самаре на место казацкого посёлка Новоселица). Освободившиеся земли были отданы немецким колонистам Йозефстали и Кронгартена.
Новый Екатеринослав официально был основан во время визита Екатерины II, которая 9 (20) мая 1787 года заложила первый камень в строительство Спасо-Преображенского собора (именно от этой даты в Российской империи велась летопись истории города — в 1887 году был отмечен 100-летний юбилей Екатеринослава). Город был первоначально задуман как третья столица Российской империи, после Санкт-Петербурга и Москвы.
Главным устроителем города был князь Г. А. Потёмкин, по его планам в Екатеринославе планировалось выстроить «судилище наподобие древних базилик, лавки полукружием наподобие Пропилеи или преддверия Афинского с биржею и театром посредине. Палаты государские, где жить и губернатору, во вкусе греческих и римских зданий, имея посредине великолепную и пространную сень… Фабрики суконная и шёлковая. Университет купно с академиею музыкальною или консерваториею».
Екатеринослав должен был занимать площадь 20 вёрст в длину, 15 вёрст в ширину, всего 300 кв. вёрст. Предполагалось, что главные улицы города будут иметь ширину 60—80 метров. Однако грандиозным планам не суждено было сбыться — в 1787 году началась очередная русско-турецкая война, и львиная доля денег, предназначавшихся для губернского города, была отправлена на нужды фронта. Вскоре ушёл из жизни Потёмкин, а через 5 лет после него — и Екатерина Великая. Кроме того, местоположение центра нового города (на холме) снова оказалось не очень удачным, возникли трудности с водоснабжением. Развитие города затормозилось.
Преемник Екатерины ІІ на престоле, император Павел I, своим указом переименовал Екатеринослав в Новороссийск, а вскоре распорядился: «все строения во всей губернии остановить». Единственным большим предприятием, которое успели открыть, оказалась суконная мануфактура. На окраинах города формировались колонии, в которых жили приезжие рабочие-иностранцы.
К концу XVIII века в городе насчитывалось 11 каменных домов, в том числе дворец Потёмкина, и 185 деревянных домов, а население составляло около 6 тыс. человек.
В 1808 году в Екатеринославе действовали: суконная фабрика, 8 сальных заводов, 8 свечных, 9 кирпичных, мыльный завод и пивоварня.
В течение первой половины XIX века количество предприятий заметно увеличилось. В 1856 году в Екатеринославе на Гостеприимной улице (ныне Магдебургского права) открыта табачная фабрика, единственная в губернии, на которой производили турецкий табак и сигареты.
В 1835 году военный министр А. И. Чернышёв распорядился закрыть екатеринославскую мануфактуру как убыточную для казны, а её здания и «фабричное народонаселение» (то есть рабочих и членов их семей) передать в военное ведомство. Немецкий учёный Франц Гакстгаузен, посетивший Екатеринослав в 1844 году, был неприятно удивлён тем, что фабрика была по сути разворована: «Здания фабрики теперь стоят оставленные в руинах, ставших убежищем для краж и бродяг…».

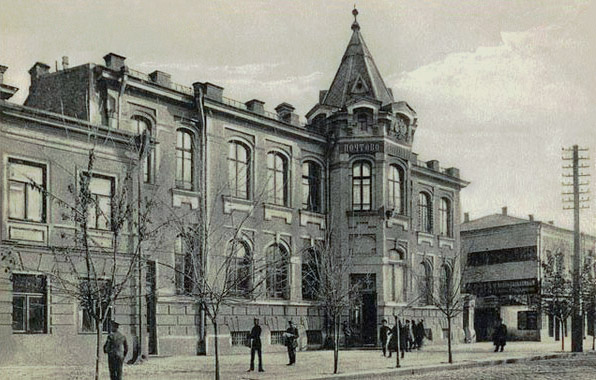
Почтовое отделение, 1870

В XIX веке население города продолжало увеличиваться и в 1853 году составило уже более 13 тыс. человек; в 1862 году в городе было 315 каменных домов, 3060 деревянных и, кроме суконной фабрики, действовали разные заводики — чугунолитейный, кирпичные, свечные, мыловаренные, салотопные и кожевенные. В 1873 году на левый берег от Харькова через Синельниково до Нижнеднепровска была проложена железнодорожная ветка, а через 11 лет через Днепр был построен мост и открыт вокзал в самом Екатеринославе на правом берегу. Екатерининская железная дорога связала угольные промыслы Донбасса с железной рудой Кривбасса, что дало мощный толчок развитию губернского города и края в целом. Локомотивное депо Екатеринослава стало крупнейшим на юге Российской империи.
Началось строительство металлургических предприятий на западе города и на левом берегу:
- 1887 г. — металлургический Александровский Южно-Российский завод (ныне — Днепровский металлургический завод);
- 1889 г. — трубный завод «Шодуар-А»;
- 1891 г. — металлургический завод Гантке (ныне — Нижнеднепровский трубопрокатный завод);
- 1898 г. — вагоноремонтные мастерские (ныне — Днепровский вагоноремонтный завод);
- 1899 г. — завод «Шодуар-В» (ныне — «Коминмет»);
- 1914 г. — завод «Шодуар-С» (металлургического оборудования, ныне — «Днепротяжмаш»);
- 1916 г. — мастерские стрелочной продукции Екатерининской железной дороги (ныне — Днепровский стрелочный завод).

Население города, в основном за счёт переселенцев, резко выросло: если в 1865 году в городе проживало 22,8 тыс. человек.
По данным переписи 1897 года, Екатеринослав, входя в состав преимущественно украиноязычного Екатеринославского уезда, являлся городом, где относительно преобладал русский (в переписи — «великорусский») язык: его из 112 839 жителей города родным назвали 47 140 человек (41,78 %), идиш («еврейский») — 39 979 (35,43 %), украинский («малорусский») — 17 787 (15,76 %), польский — 3 418 (3,03 %), немецкий — 1 438 (1,27 %), белорусский — 1 383 (1,23 %), другие языки — 1 694 (1,50 %).
Екатеринослав стал одним из крупнейших промышленных центров Российской империи. В том же году в городе запустили электрический трамвай — третий в Российской империи, после Киева и Нижнего Новгорода. В Екатеринославе появился ряд общественных, образовательных и культурных учреждений.
В начале XX века город продолжал бурно расти, развивалась промышленность, торговля, росло население, которое к 1910 году удвоилось и составило 252,5 тыс. человек. В 1910 году здесь была проведена крупная выставка южных регионов Российской империи — Екатеринославская выставка. В 1914 году было начато строительство второго железнодорожного моста через Днепр (окончен в 1932 году).

Екатеринославская выставка

Одной из ярких страниц в истории города была жизнь и деятельность в нём украинского историка Д. И. Яворницкого. Учёный опубликовал более 210 работ по истории Украины, Средней Азии, России. Главные из них: «История запорожских казаков» в трёх томах, «Источники для истории запорожских казаков», «По следам запорожцев», «К истории степной Украины». Яворницкий был также известным археологом, руководил раскопками сотен курганов ямной культуры, эпохи железа и запорожских времён. Кроме научных исторических трудов, он написал ещё и основательную историю города.
Много сил и энергии учёный отдавал местному историческому музею, которым руководил в 1902—1933 годах. Основан он был в 1849 году как музей древностей Екатеринославской губернии. В 1912 музею была передана коллекция А. Н. Поля, екатеринославского коллекционера и краеведа. Проводя археологические раскопки и экспедиции на территории Екатеринославщины, Поль собрал более 5000 предметов старины, которые стали основой музея его имени, а позже вошли в исторический музей имени Яворницкого.
Большой заслугой Яворницкого было то, что он собрал и ввёл в научный оборот огромное количество исторических источников. Многие из них он экспонировал в своём музее. Яворницкому приходилось тратить на экспедиции собственные средства, если не удавалось собрать их у частных лиц. Ему также принадлежит заслуга того, что он добился от советского правительства проведения крупных раскопок на территории будущего Днепрогэса, спасая таким образом сотни бесценных памятников истории.

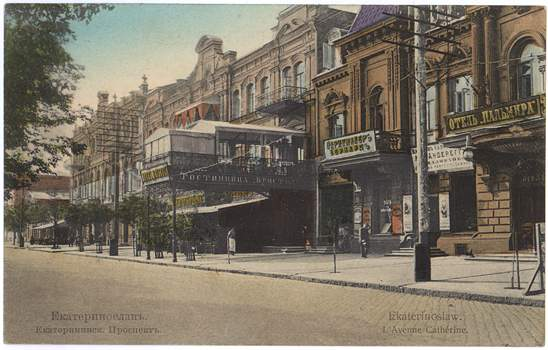
Городская улица, 1910

Во времена гражданской войны Екатеринослав был ареной боёв между разными армиями и группировками. При вычленении в течение месяца Донецко-Криворожской советской республики из провозглашённой большевиками Украинской народной республики Советов город входил в её состав.
После провозглашения Украинской народной республики в 1918 году было предложено переименовать город в Сечеслав, которое должно было напоминать о казацком характере края, однако новое название не успели утвердить, и фактически город оставался с прежним наименованием. Власть УНР в городе продержалась до 11 января 1918 года[календарный стиль?], когда после ожесточённых боёв город был взят превосходящими силами большевистских войск.
В конце марта 1918 года Екатеринославский кош свободного казачества начал операцию с целью выбить из города большевиков; отрядом руководил Гавриил Воробей. Отряд, заняв Жёлтые Воды и Пятихатки, 4 апреля с помощью немецких и австро-венгерских войск занял Екатеринослав.
В 1918 году при гетмане П. П. Скоропадском был открыт первый в городе университет.
На этот раз власть УНР и Украинской державы продержалась до 30 декабря 1918 года, когда город впервые заняли войска Н. И. Махно. Также 29 апреля — 14 декабря 1918 года в городе находилось управление корпуса — военного округа 8-го Екатеринославского корпуса Украинской державы.
2 января 1919 года в результате ожесточённых боёв с Красной армией, в которых принимали участие украинские повстанческие отряды атамана Малашко и Божко, сечевые стрельцы под командованием атамана Самокоша, к которым присоединился отряд атамана Саквы с Верхнеднепровского уезда заняли Екатеринослав, отбросив большевиков и махновцев на левый берег. Но уже 26 января 1919 года части Красной армии под командованием П. Е. Дыбенко вновь заняли город.

Т-образные виселицы во время Гражданской войны в России. Повешение австро-венгерскими войсками рабочих Екатеринослава во время оккупации в 1918 году

29 июня 1919 года в город вошли части Вооружённых сил Юга России, а 30 декабря 1919 года город заняла Красная армия и окончательно установила здесь советскую власть.
| Время                                           | Власть |
| ----------------------------------------------- | --- |
| 29 декабря 1917 (11 января 1918)— 4 апреля 1918 | Украинская народная республика Советов (Красная гвардия)                                                              |
| 4 апреля — 18 ноября 1918                       | Украинская народная республика → Украинская держава (австро-венгерские войска и армия УНР → армия Украинской державы) |
| 18 ноября — 11 декабря 1918                     | «Четверовластие» (австро-венгерские войска, армия УНР, Добровольческая армия, Красная армия)                          |
| 11—19 декабря 1918                              | Австро-венгерские войска, армия УНР, Украинская Красная армия                                                         |
| 19—27 декабря 1918                              | Армия УНР и Украинская Красная армия                                                                                  |
| 27—30 декабря 1918                              | Бои за город между армией УНР, с одной стороны, и Украинской Красной армией и «махновцами», — с другой.               |
| 30—31 декабря 1918                              | «Махновцы» |
| 31 декабря 1918 г. — 23 января 1919             | УНР |
| 23—27 января 1919                               | Бои за город между армией УНР, с одной стороны, и Украинской Красной армией и «махновцами», — с другой.               |
| 27 января — 11 мая 1919                         | «Махновцы» и Украинская Красная армия (Украинская ССР)                                                                |
| 12—15 мая 1919                                  | Атаман Григорьев (Григорьевское восстание)                                                                            |
| 15 мая — 29 июня 1919                           | Красная армия РСФСР                                                                                                   |
| 29 июня — 28 октября 1919                       | Вооружённые силы Юга России                                                                                           |
| 28 октября — 9 ноября 1919                      | Бои за город между «махновцами» и вооружёнными силами Юга России                                                      |
| 9 ноября — 8 декабря 1919                       | «Махновцы» |
| 8—30 декабря 1919                               | Вооружённые силы Юга России                                                                                           |
| 1920 год                                        | Красная армия РСФСР                                                                                                   |

9 июня 1922 года в городе Екатеринославе на основании приказа командующего войсками Харьковского военного округа № 839/926 началось формирование управления 8-го стрелкового корпуса. С 30 июня формирование продолжено в Полтаве. В июне 1924 года в город переехало управление 7-го стрелкового корпуса.

### Днепропетровск

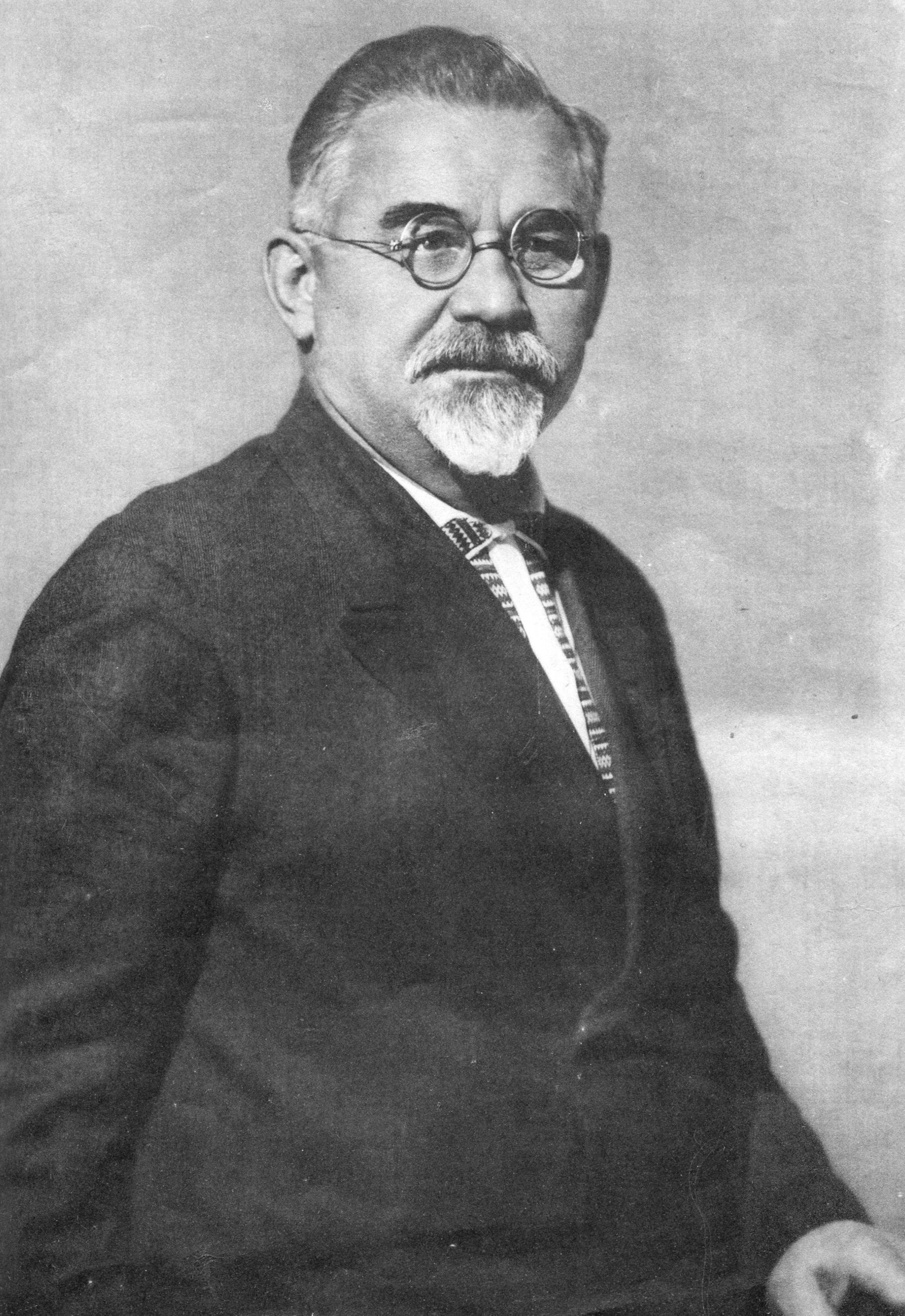
В 1926 году город был переименован в честь Григория Петровского, председателя Президиума ЦИК СССР от Украинской ССР

20 июля 1926 года город был переименован в Днепропетровск в честь советского партийного и государственного деятеля Г. И. Петровского. В ходе первых пятилеток город возродился и получил дальнейшее развитие.
С марта по 30 июня 1941 года в городе было сформировано управление 196-й стрелковой дивизии 7-го стрелкового корпуса Одесского военного округа. Полки дивизии и корпусные части формировались в Днепропетровской области. 30 июня дивизия убыла в состав 18-й армии к местечку Рахны.
22 июня 1941 года началась Великая Отечественная война. 30 июля на базе Днепропетровских артиллерийских курсов усовершенствования командного состава Красной армии создано Днепропетровское артиллерийское училище. С 3 августа 1941 года молодые курсанты, солдаты — вчерашние школьники и студенты ВУЗов Днепропетровска — защищали город от немецких войск. До октября личный состав училища воевал в Днепропетровске и Нижнеднепровске (оставлен в конце сентября).
25 августа 1941 года, после ожесточённой обороны, Днепропетровск был оккупирован немецкими войсками. Позже город стал центром одного из шести округов рейхскомиссариата Украина, а также Днепропетровского городского (нем. Kreisgebiet Dnjepropetrowsk-Stadt) и сельского (нем. Kreisgebiet Dnjepropetrowsk-Land) округа. Оккупационная власть пыталась восстановить жизнь города, коммуникации и промышленность, что смогла сделать лишь частично.
25 октября 1943 года под натиском 3-го Украинского фронта Красной армии в ходе Днепропетровской операции город был освобождён от немецких войск: В Москве был дан салют двадцатью артиллерийскими залпами из 224 орудий. Приказом ВГК присвоено наименование «Днепропетровских» десяти воинским формированиям.
После войны Днепр был восстановлен и вновь стал одним из важнейших промышленных центров СССР — теперь здесь появились крупнейшее предприятие ракетно-космической отрасли — Южный машиностроительный завод и конструкторское бюро «Южное». Также были открыты Приднепровская ГРЭС вместе с посёлком (позже городом) Приднепровск; впоследствии — завод тяжёлых прессов, шинный завод. В 1947 году была запущена линия городского троллейбуса, восстановлена и расширена сеть электрического трамвая. В центральной части города в 1966 году был сооружён автомобильный мост через Днепр.
В 1960-е годы началось массовое жилищное строительство, 5-этажная «хрущёвская» застройка появилась вдоль проспектов Гагарина, газеты «Правда», улиц Титова, Рабочей и др. В 1970-е в Днепропетровске впервые появились многоэтажные «спальные» районы: «Тополь», «Победа», «Сокол», «Солнечный», «Красный Камень», «Парус», «Коммунар» (сейчас — «Покровский»), а в начале 1980-х — «Фрунзенский» (сейчас — «Ломовский» и «Каменский»), «Левобережный», «Кротова».
К концу 1970-х население Днепра превысило 1 млн жителей, в том числе благодаря присоединению соседних городков Игрени и Приднепровска. Было принято решение о строительстве метрополитена.
|                 |                 |                    |                                |                               |
| Областной совет | Отель «Украина» | Вокзальная площадь | Центральное почтовое отделение | Элемент городской архитектуры |

20 мая 1976 года указом президиума Верховного Совета СССР: «Отмечая активное участие трудящихся города Днепропетровска в революционном движении, в борьбе с немецко-фашистскими захватчиками в годы Великой Отечественной войны, за большие достижения в хозяйственном и культурном строительстве, успешное выполнение заданий девятой пятилетки и в связи с 200-летием со дня основания город Днепропетровск награждён орденом Ленина».
Однако, по причине кризисных явлений, начавшихся с конца 1980-х годов, развитие города затормозилось, а население стало сокращаться.
После распада Советского Союза промышленность города начала приходить в упадок, в плачевном состоянии оказались дороги, жилищно-коммунальная сфера, городской транспорт. Повысился уровень преступности.
В начале 2000-х годов город начал выбираться из кризиса: были построены новые многоквартирные дома, торгово-развлекательные центры, отремонтированы некоторые улицы.
В 2007—2011 годах Днепр был одним из четырёх украинских городов, которые должны были принимать чемпионат Европы по футболу 2012 г. Однако, из-за ряда причин (главная из которых — неготовность днепропетровского аэропорта) право проведения матчей турнира было передано Харькову, а Днепропетровск стал лишь запасным городом.
В 2011—2013 годах капитально отремонтированы основные магистрали города, в частности, Запорожское шоссе, проспект газеты «Правда», началось строительство объездной дороги, даже завершена её первая очередь — участок между Запорожским и Криворожским шоссе.
4 октября 2012 года состоялось торжественное открытие нового завода «Интерпайп-сталь» (до 2012 года — «Днепросталь») корпорации «Интерпайп» В. М. Пинчука. По данным руководителей корпорации «Интерпайп-сталь» должен стать крупнейшим по мощности (1,32 млн тонн в год колёсных и трубных заготовок) электросталеплавильным комплексом в Европе. «Интерпайп-сталь» — крупнейший инвестиционный проект (700 млн долларов) за годы независимости Украины и первый металлургический завод, построенный на Украине с нуля за последние 40 лет.

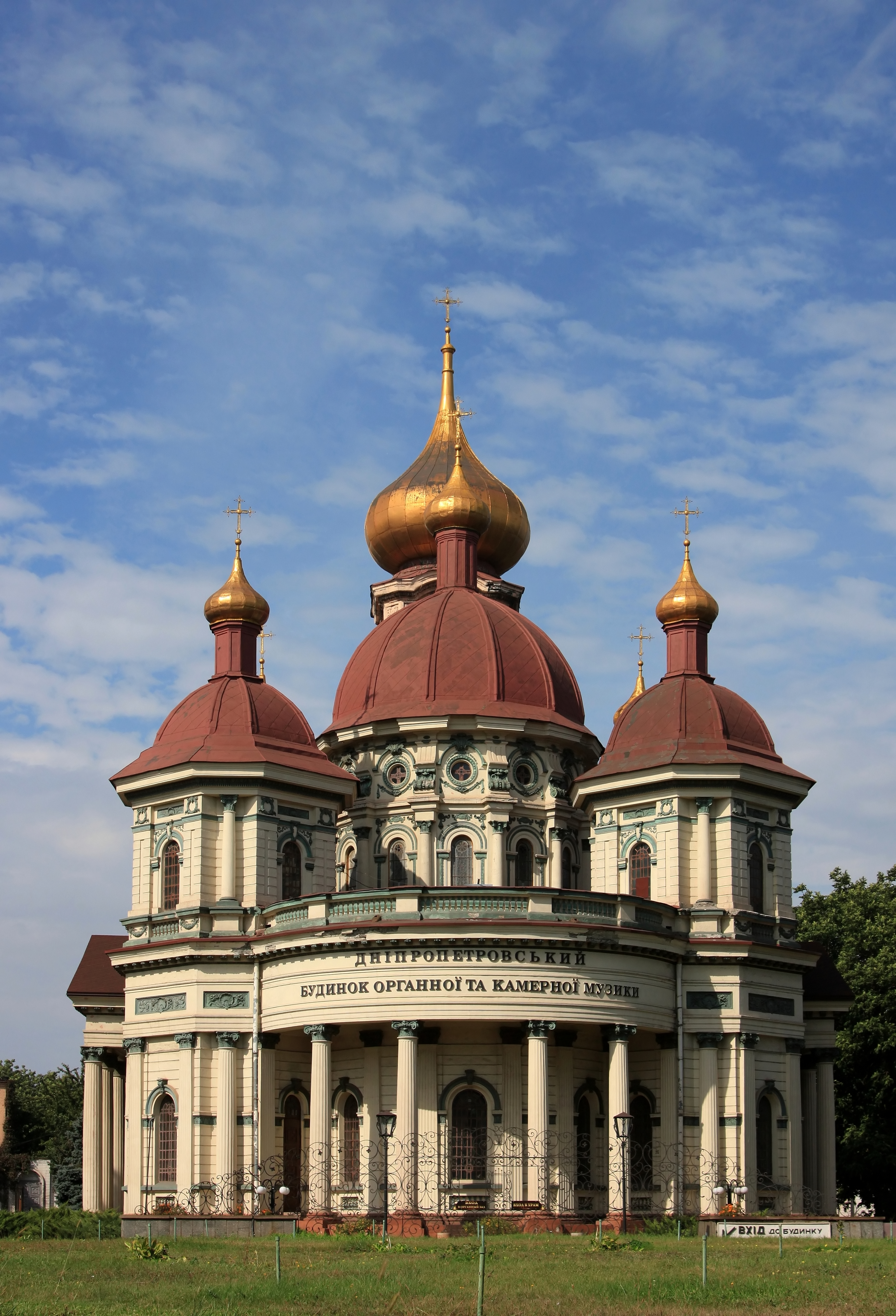
Дом органной музыки
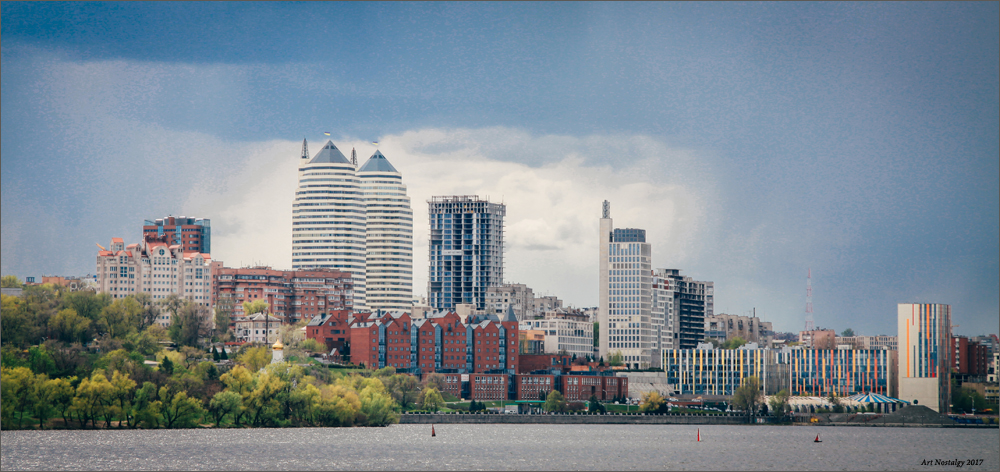
Современная застройка на правом берегу
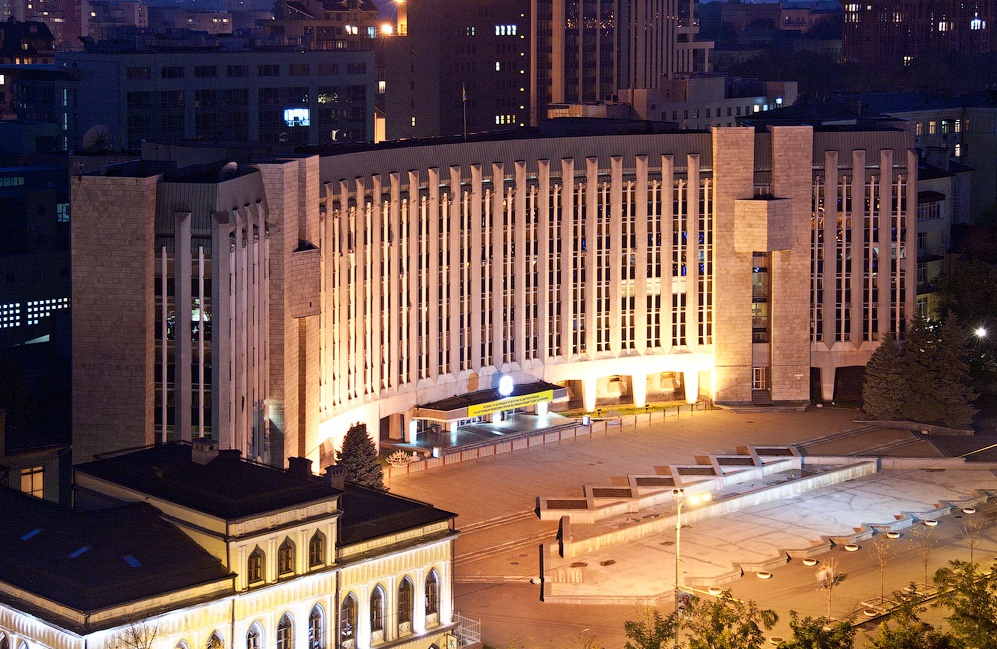
Днепровский городской совет
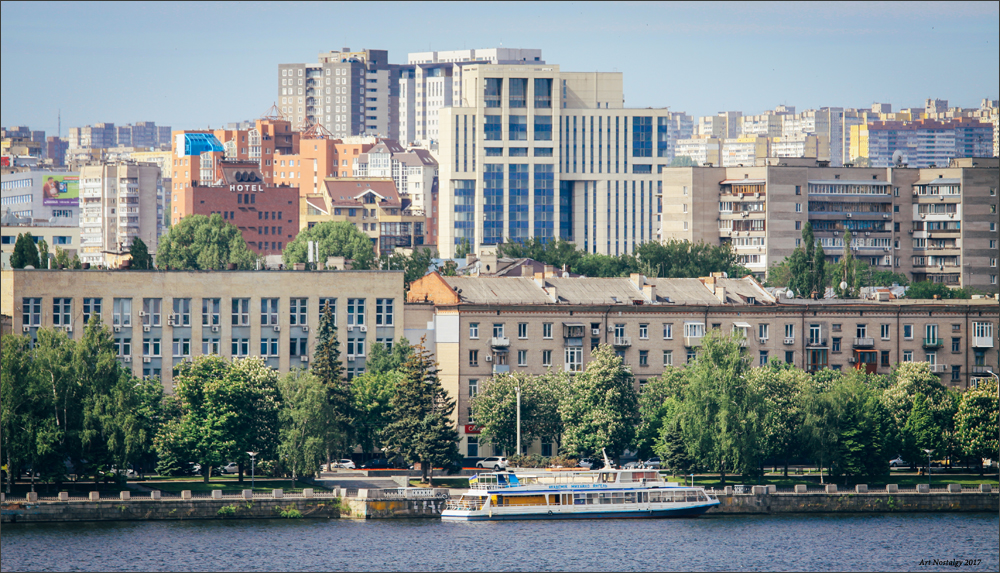
Вид части набережной на правом берегу
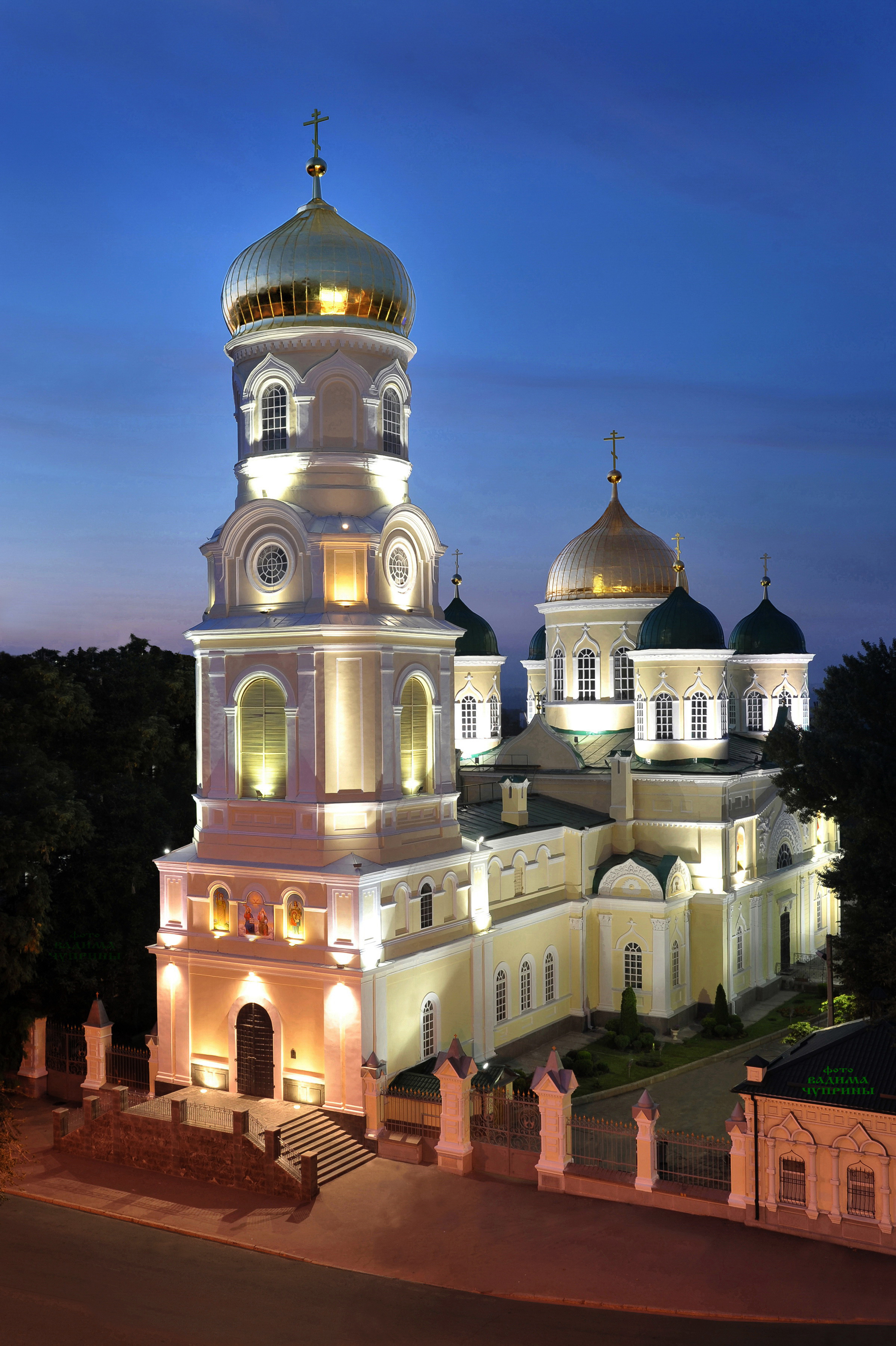
Свято-Троицкий собор

В период Евромайдана в Днепропетровске ежедневные акции протеста против Виктора Януковича проходили на Европейской площади, а по воскресеньям — у памятника Валерию Чкалову в парке Глобы с последующим маршем на Европейскую, собирая до нескольких десятков тысяч человек. Сторонники Януковича также здесь проводили митинги.
22 февраля 2014 года толпа активистов за несколько часов без сопротивления властей и милиции демонтировала стоявший на главной площади памятник Ленину. В тот же день Днепропетровский городской совет под давлением протестующих переименовал главную площадь города, площадь Ленина, в площадь Героев Майдана.
1 марта 2014 г. в городе начались пророссийские протесты. Протестующие собрались на центральной площади и скандировали «площадь Ленина!». Люди призывали к федерализации Украины и «воссоединению» с Россией, а также поддерживали проведение крымского референдума. Дальше протестующие двинулись к зданию городского совета, на официальном флагштоке которого был поднят флаг России и Украинской ССР. Впоследствии в центре города были проведены ещё несколько аналогичных митингов, но все они не принесли никакого результата.
В 2014—2016 годах в городе были демонтированы другие советские памятники.
В 2015 году капитально отремонтирована Рабочая улица и проспект Мира. В конце ноября появилось решение городской власти о переименовании ряда улиц Днепропетровска (согласно требованиям законодательства Украины о декоммунизации).
Город был одним из главных кандидатов на проведение турнира Евробаскет-2015, однако из-за сложной политической ситуации на Украине турнир был перенесён в другие страны.

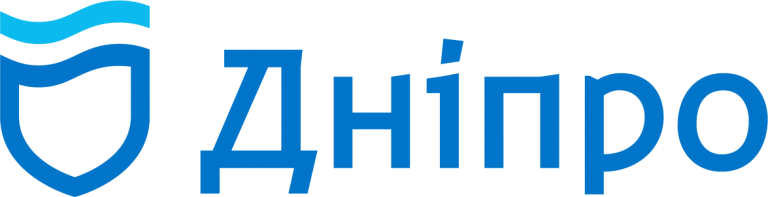
Логотип Днепра

29 января 2016 года активистами был демонтирован памятник Григорию Петровскому на Вокзальной площади.
В течение 2016 года продлён ремонт основных магистралей города, в частности, отремонтированы улицы Калиновая, Маршала Малиновского, проспект Богдана Хмельницкого.

### Днепр
19 мая 2016 года постановлением Верховной рады Украины город переименован из Днепропетровска в Днепр (укр. Дніпро). Решение принято в рамках процесса декоммунизации на Украине.
9 августа 2017 года в медиа-центре «Информатор» объявили победителя конкурса на лучшую концептуальную идею марки города Днепр и его логотипа.

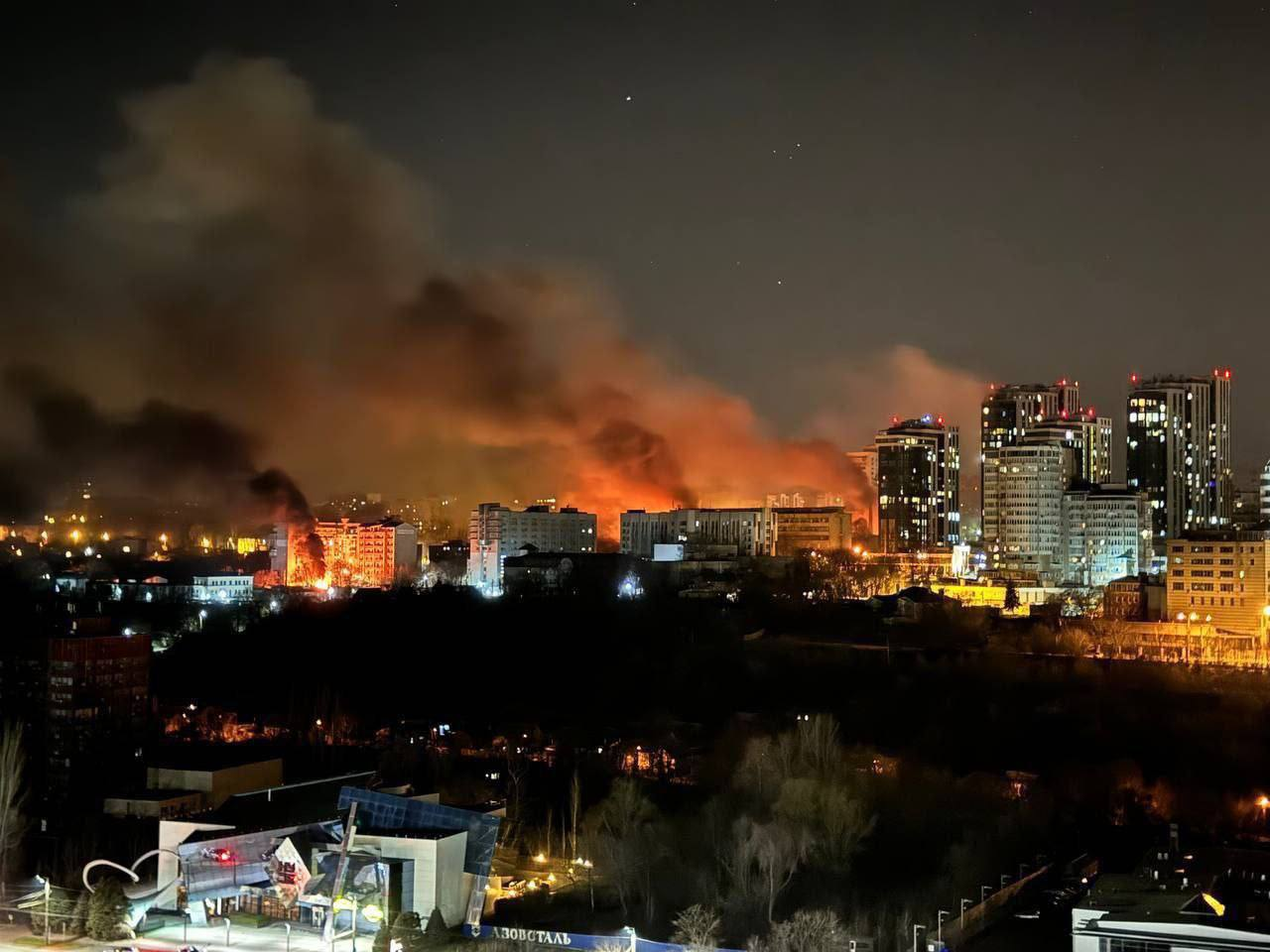
Фотография с горящим центром города, после вечерней атаки 26 марта 2025 года

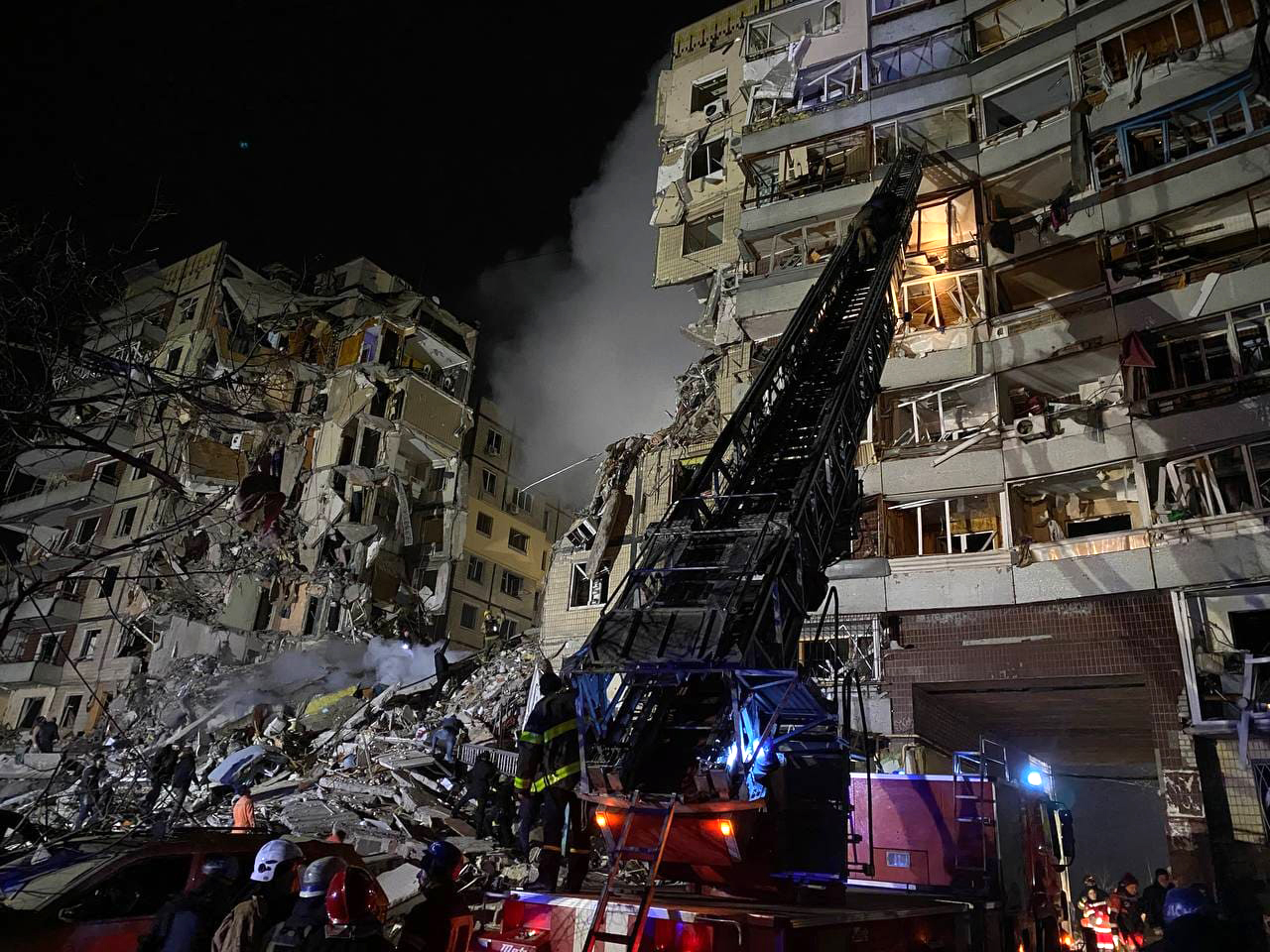
Многоэтажный жилой дом на набережной Победы после российского ракетного удара 14 января 2023 года

#### Российско-украинская война
Во время полномасштабного вторжения России на Украину город многократно подвергался обстрелам со стороны российских войск. В результате ракетного обстрела 14 января 2023 года был разрушен подъезд многоквартирного жилого дома.
28 апреля 2023 года ВС РФ ракетной атакой разрушили частный дом, убив при этом двоих, среди них двухлетнюю девочку.
19 апреля 2024 года российские войска нанесли ракетный удар по городу, в результате которого погибло семь человек, в том числе двое детей, а также ранив 35 человек.
24 июня 2025 года РФ нанесла ракетные удары по Днепру и области, из-за чего погибло 23 человека и более 340 были ранены.

## Население
По данным на 2023 год, население Днепра составляет 984 423 человека.
С 1976 до 2011 годы Днепропетровск был городом с населением более 1 миллиона жителей. Достигнув 1 млн жителей в 1976 году, население города продолжало расти вплоть до распада СССР, дойдя до исторического максимума в 1992 году, когда в собственно городе проживало 1 189 900 человек, после чего началось сокращение численности, за исключением 2002 года, когда в черту города был включён ранее упразднённый посёлок городского типа Таромское, после чего население города с 1 065 008 жителями по переписи 2001 года временно возросло к 2003 году до 1 069 106 человек. Несмотря на это, в 2011 году население города опустилось до 1 004 853 человек, и в последующие годы оно продолжало неуклонно снижаться.
К 1 августа 2019 года в городе проживало 996 787 человек, в границах городского совета, включая пгт Авиаторское — 999 257 человек.
По данным на 1 января 2019 года, в городе проживало 998 103 человека наличного населения, в границах горсовета, включая пгт Авиаторское — 1 000 576 человек; на 1 января 2018 года — 1 000 506 человек наличного населения, в границах горсовета, включая пгт Авиаторское — 1 002 944 человека, на 1 января 2017 года — 976 525 человек наличного населения, в границах горсовета, включая пгт Авиаторское — 978 943 человека, на 1 января 2016 года в городе — 983 836 человек, в горсовете —  986 258 человек.
На 1 ноября 2015 года численность населения города составляла 974.341 постоянный житель и 984.466 человек наличного населения, в границах горсовета,  включая пгт Авиаторское — 976.755 постоянных жителей и 986.887 человек наличного населения соответственно.
К 1 июня 2017 года по новым данным Укрстата население в городе вновь превысило 1 млн жителей: был зафиксирован резкий рост численности населения в Днепре с 973.693 жителей на 1 мая до 1.000.215 жителей на 1 июня 2017 года, при этом с 1 апреля до 1 мая фиксировалась прежняя тенденция сокращения численности его населения: c 974.450 жителей до тех же 973.693 жителей. Показатели были уточнены Укрстатом за счёт актуализации административных данных относительно изменения регистрации места проживания лиц, в том числе переселенцев из Донбасса. К 1 февраля 2018 года численность населения в Днепре вновь опустилась ниже 1 млн жителей.
Динамика изменения численности населения города Днепр

| Численность наличного населения Днепра | Численность наличного населения Днепра | Численность наличного населения Днепра | Численность наличного населения Днепра | Численность наличного населения Днепра | Численность наличного населения Днепра | Численность наличного населения Днепра | Численность наличного населения Днепра | Численность наличного населения Днепра | Численность наличного населения Днепра |
| 1804                                   | 1825                                   | 1853                                   | 1859                                   | 1865                                   | 1887                                   | 1897                                   | 1910                                   | 1917                                   | 1923                                   |
| -------------------------------------- | -------------------------------------- | -------------------------------------- | -------------------------------------- | -------------------------------------- | -------------------------------------- | -------------------------------------- | -------------------------------------- | -------------------------------------- | -------------------------------------- |
| 6 389                                  | ↗8 412                                 | ↗13 011                                | ↗19 000                                | ↗22 816                                | ↗47 000                                | ↗112 839                               | ↗232 500                               | ↘217 000                               | ↘126 462                               |
| 1926                                   | 1939                                   | 1959                                   | 1961                                   | 1967                                   | 1970                                   | 1976                                   | 1979                                   | 1981                                   | 1989                                   |
| ↗187 570                               | ↗526 998                               | ↗661 547                               | ↗707 000                               | ↗816 000                               | ↗862 100                               | ↗1 000 000                             | ↗1 066 016                             | ↗1 100 000                             | ↗1 177 897                             |
| 1991                                   | 1992                                   | 1993                                   | 1995                                   | 1998                                   | 1999                                   | 2001                                   | 2003                                   | 2004                                   | 2005                                   |
| ↗1 189 000                             | ↗1 189 900                             | ↘1 185 000                             | ↘1 161 000                             | ↘1 122 400                             | ↘1 113 000                             | ↘1 065 008                             | ↗1 069 106                             | ↘1 060 594                             | ↘1 054 219                             |
| 2006                                   | 2007                                   | 2008                                   | 2009                                   | 2010                                   | 2011                                   | 2012                                   | 2013                                   | 2014                                   | 2015                                   |
| ↘1 047 347                             | ↘1 039 465                             | ↘1 029 507                             | ↘1 017 514                             | ↘1 011 177                             | ↘1 004 853                             | ↘999 577                               | ↘997 754                               | ↘993 094                               | ↘989 769                               |
| 2016                                   | 2017                                   | 2018                                   | 2019                                   | 2020                                   | 2021                                   | 2022                                   |                                        |                                        |                                        |
| ↘983 836                               | ↘976 525                               | ↗1 000 506                             | ↘998 103                               | ↘990 724                               | ↘980 948                               | ↗984 473                               |                                        |                                        |                                        |

### Национальный состав
Национальный состав по данным переписей:
|          | 1926   | 1939   | 1959   | 1989   | 2001   |
| украинцы | 36,0 % | 54,6 % | 61,5 % | 62,5 % | 72,6 % |
| русские  | 31,6 % | 23,4 % | 27,9 % | 30,0 % | 23,5 % |
| евреи    | 26,8 % | 17,9 % | 7,6 %  | 3,2 %  | 1,0 %  |
| белорусы | 1,9 %  | 1,9 %  | 1,7 %  |        | 1,0 %  |

Согласно опросам, проведённым USAID в 2017 году, украинцы составляли 82 % населения города, русские — 13 %.

### Языковой состав
По данным переписи 1897 года, Днепр (во время переписи — Екатеринослав), входя в состав преимущественно украиноязычного Екатеринославского уезда, являлся городом, где относительно преобладал русский:
| Язык                       | Численность, чел. | Доля     |
| -------------------------- | ----------------- | -------- |
| Русский («великорусский»)  | 47 140            | 41,78 %  |
| Идиш («еврейский»)         | 39 979            | 35,43 %  |
| Украинский («малорусский») | 17 787            | 15,76 %  |
| Польский                   | 3 418             | 3,03 %   |
| Немецкий                   | 1 438             | 1,27 %   |
| Белорусский                | 1 383             | 1,23 %   |
| Другие                     | 1 694             | 1,50 %   |
| Итого                      | 112 839           | 100,00 % |

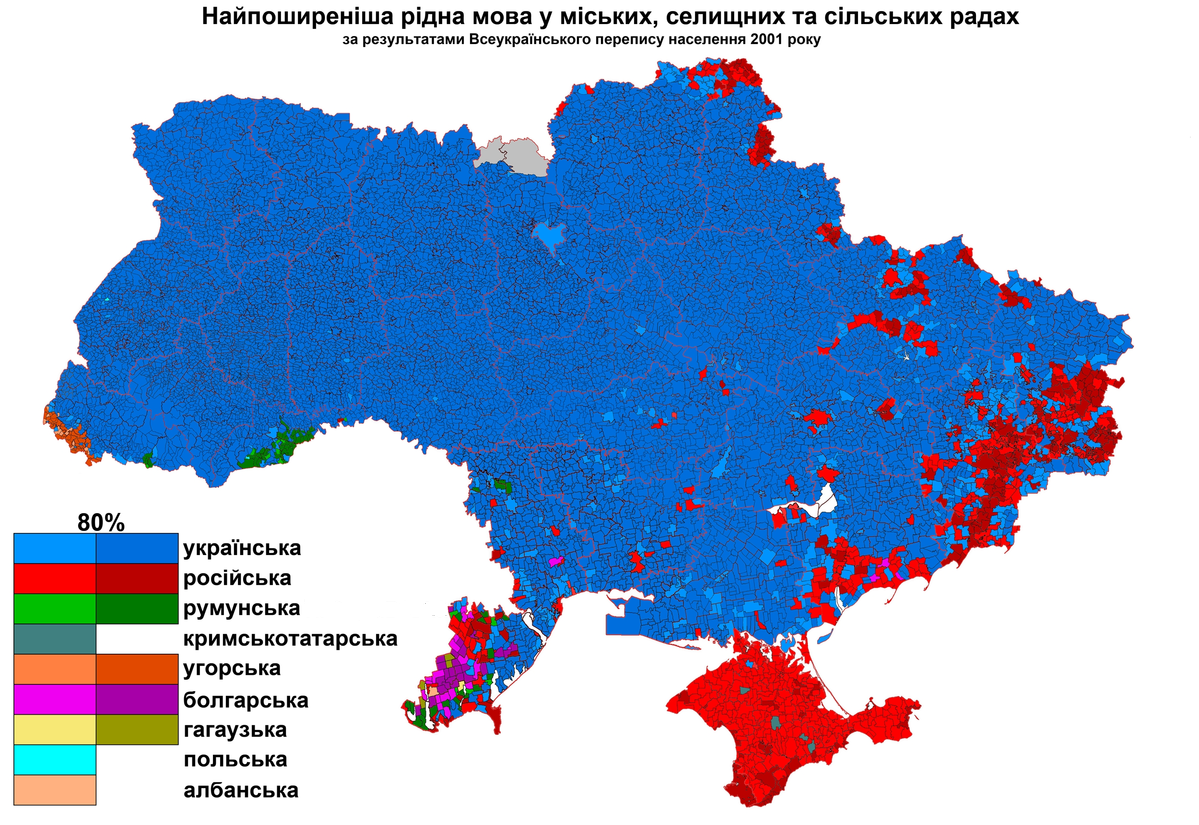
Языковая карта Украины по переписи 2001 года. Преимущественно русскоязычный Днепр окружён преимущественно украиноязычной сельской местностью

Родной язык населения по данным переписи 2001 года:
| Язык       | Численность, чел. | Доля     |
| ---------- | ----------------- | -------- |
| Украинский | 483 435           | 45,87 %  |
| Русский    | 559 483           | 53,08 %  |
| Другое     | 11 033            | 1,05 %   |
| Итого      | 1 053 951         | 100,00 % |

Родной язык населения в районах города и населённых пунктах городского совета по данным переписи 2001 года:
|                             | Украинский | Русский |
| Ленинский район             | 53,3 %     | 45,4 %  |
| Амур-Нижнеднепровский район | 52,6 %     | 46,6 %  |
| Самарский район             | 51,7 %     | 47,5 %  |
| Красногвардейский район     | 47,0 %     | 51,9 %  |
| Индустриальный район        | 42,1 %     | 57,2 %  |
| Бабушкинский район          | 41,9 %     | 57,0 %  |
| Жовтневый район             | 39,4 %     | 59,5 %  |
| Кировский район             | 37,0 %     | 61,9 %  |
| Днепр (город)               | 45,9 %     | 53,1 %  |
| пгт Таромское               | 88,5 %     | 11,0 %  |
| Днепр (гор. совет)          | 46,5 %     | 52,5 %  |

Украинский язык является единственным официальным языком Днепра.
Согласно опросам, проведённым USAID в 2017 году, на украинском дома разговаривали 9 % населения города, на русском — 63 %, на обоих языках в равной мере — 25 %.
Вторжение России на Украину спровоцировало новую волну украинизации в городе, всё больше людей предпочитают говорить на украинском языке. Согласно опросу, проведённому Международным республиканским институтом в апреле-мае 2023 года, на украинском дома разговаривали 27 % населения города, на русском — 66 %.
17 августа 2022 года решением Днепровского городского совета в Днепре утверждена «Городская программа развития и функционирования украинского языка „Українською, будь ласка“ на 2022—2025 годы».
Согласно опросу, проведённому Международным республиканским институтом в апреле-мае 2024 года, на украинском дома разговаривали 63 % населения города, на русском — 85 % (в отличие от опроса 2023 года был разрешён выбор нескольких вариантов).
По данным Государственной службы статистики Украины в 2024/25 учебном году все 304 080 учащихся в учреждениях общего среднего образования в Днепропетровской области обучались в украиноязычных классах.

### Еврейская община
Екатеринославская еврейская община была одной из первых, получивших официальный статус в Российской империи. Через 15 лет после основания города, в 1791 году, указом Екатерины II «О предоставлении евреям гражданства в Екатеринославском наместничестве и Таврической области» евреям была предоставлена возможность селиться на этой земле.
За менее чем одно столетие еврейское население города выросло из небольшой группы в 376 человек в 1805 году до общины в 41.240 человек в 1897 году, что тогда составляло 36,3 % общего населения. Значительный процент общины составляли обеспеченные иудеи, в городе проживали богатые купцы, мелкие торговцы, ремесленники, промышленные и портовые рабочие.
В 1800 году в городе была построена первая деревянная синагога, но впоследствии она сгорела. На её месте в 1833 году появилась большая каменная хоральная синагога «Золотая роза». До революции 1917 года в городе функционировали 38 синагог и молельных домов (по другим данным — 44), которые создавались по профессиональному признаку — например, были синагоги шорников, портных и водовозов.
|                    |                    |                  |                       |              |
| Хоральная синагога | Хоральная синагога | Городская управа | Жертвы погрома (1905) | Центр Менора |

Первый каменный дом в Екатеринославе построил купец Герш Луцкий (позже в этом доме помещалась городская управа). Первая контора для закупки льна была Штиглица, комиссионерами от которого были братья Каценельсоны. В городе родились художник Самуэль Грановский (1882 г.), логик и математик Моисей Шейнфинкель (1889 г.), кинорежиссёр и сценарист Михаил Шапиро (1908 г.), физик Наум Манзон (1913 г.), адвокат Дина Каминская (1919 г.), скульптор Вадим Сидур (1924 г.) , психиатр Олег Виленский (1931 г.).
16 октября 2012 года в Днепропетровске был открыт самый крупный еврейский культурно-деловой центр в мире — «Менора». Идея его создания принадлежала бизнесмену Геннадию Аксельроду. Реализация проекта прошла при поддержке президента Днепропетровской еврейской общины Геннадия Боголюбова и его партнёра, президента объединённой еврейской общины Украины Игоря Коломойского, которые взяли на себя финансирование проекта; центр «Менора» занял 50 тыс. м², расположился в сердце Днепра и состоит из семи башен, которые архитектурно символизируют традиционный еврейский семисвечник. Самая высокая часть «Меноры» — центральная 22-этажная башня высоты 77 метров. Частью комплекса стала и центральная синагога города «Золотая роза». Помимо бизнес-пространств, кошерного ресторана и библиотеки, в «Меноре» также открыт музей «память еврейского народа и холокост на Украине» — один из крупнейших в мире музеев, посвящённых истории Шоа на территории Украины.

## Административно-территориальное устройство

### Административные районы города
| Наименование района         | Год образования | Площадь, га | Население на 2021 г., чел. | Берег  |
| --------------------------- | --------------- | ----------- | -------------------------- | ------ |
| Амур-Нижнеднепровский (АНД) | 1918/1926       | 7162,6      | 142 858                    | Левый  |
| Индустриальный              | 1969            | 3267,9      | 124 648                    | Левый  |
| Новокодакский               | 1920            | 10 928      | 160 256                    | Правый |
| Самарский                   | 1977            | 6683,4      | 70 316                     | Левый  |
| Соборный                    | 1935            | 4409,3      | 164 675                    | Правый |
| Центральный                 | 1932            | 1040,3      | 58 125                     | Правый |
| Чечеловский                 | 1933            | 3589,7      | 113 449                    | Правый |
| Шевченковский               | 1973            | 3145,2      | 140 100                    | Правый |

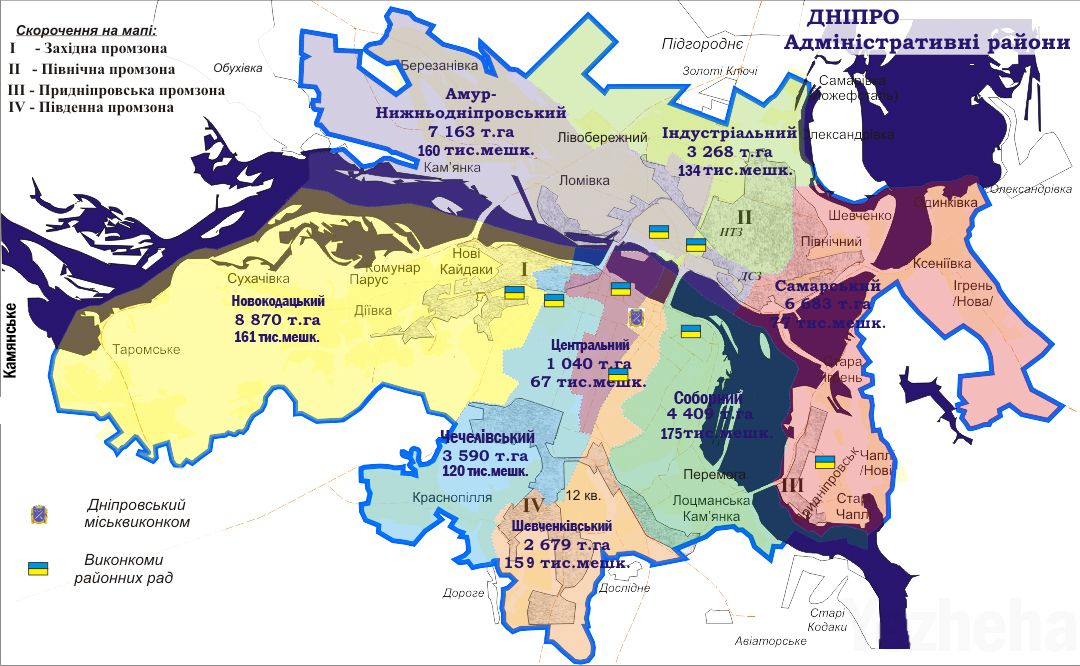
Карта деления Днепра на районы

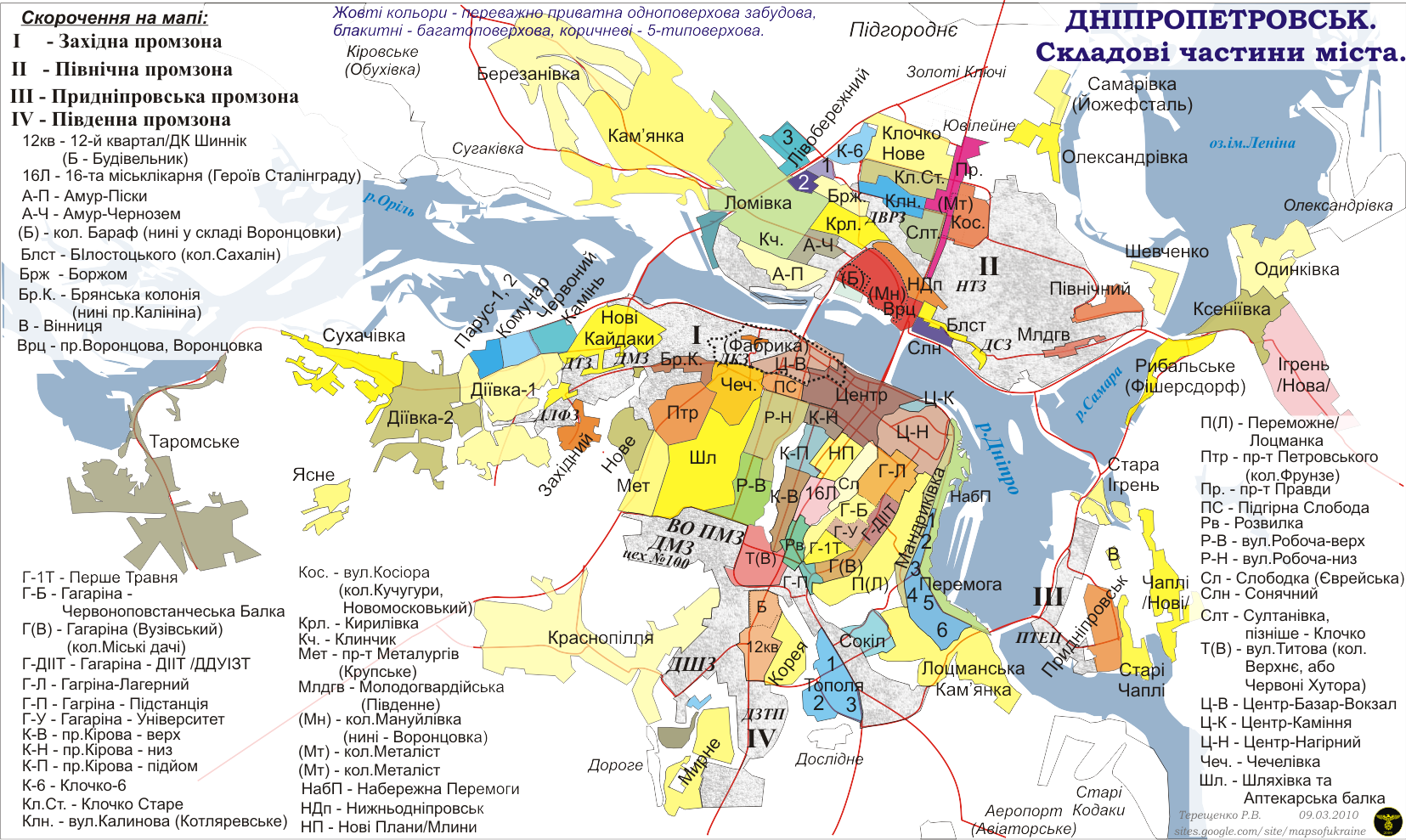
Карта деления Днепра на жилые массивы

Кроме того, ещё с дореволюционных времён существует деление города на естественные части: рабочие посёлки, сёла, вошедшие со временем в состав города, жилые массивы и микрорайоны. В общей сложности таких частей несколько десятков (см. карту).

### Пригороды
- Авиаторское
- Шевченко
- Александровка
- Баловка
- Василевка
- Волосское
- Горького
- Горяновское
- Днепровое (старое название «Ямбург»)
- Дорогое
- Золотые ключи
- Илларионово
- Любимовка
- Новоалександровка
- Новое
- Обуховка[97]
- Опытный
- Партизанское
- Перше Травня
- Подгородное
- Сад
- Слобожанское[98]
- Старые Кодаки
- Сурско-Литовское

В Генеральном плане развития Днепра заложено расширение границ за счёт присоединения ряда посёлков, по плану Д. Никифорова, главного архитектора города.

### Руководители города

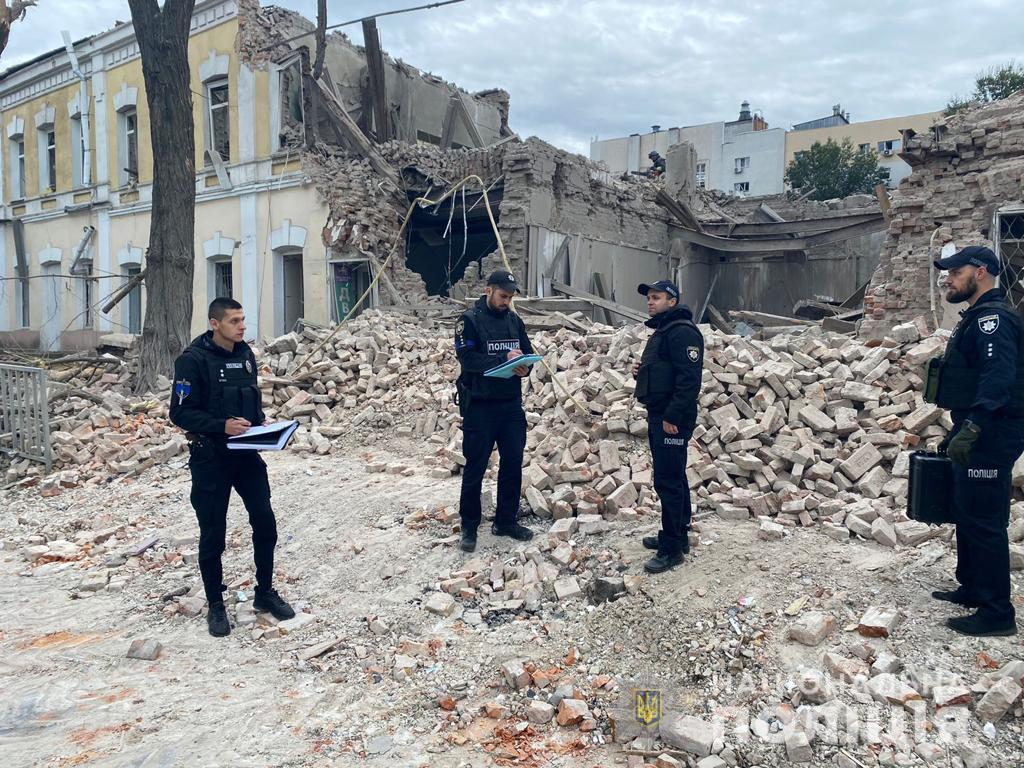
Разрушения после обстрела в ночь на 11 сентября 2022 года во время вторжения России в Украину

## Экономика
Днепр — один из крупнейших промышленных и экономических центров, центр металлургии Украины. Особенно развита чёрная металлургия, металлообработка и машиностроение, а также ракетостроение.

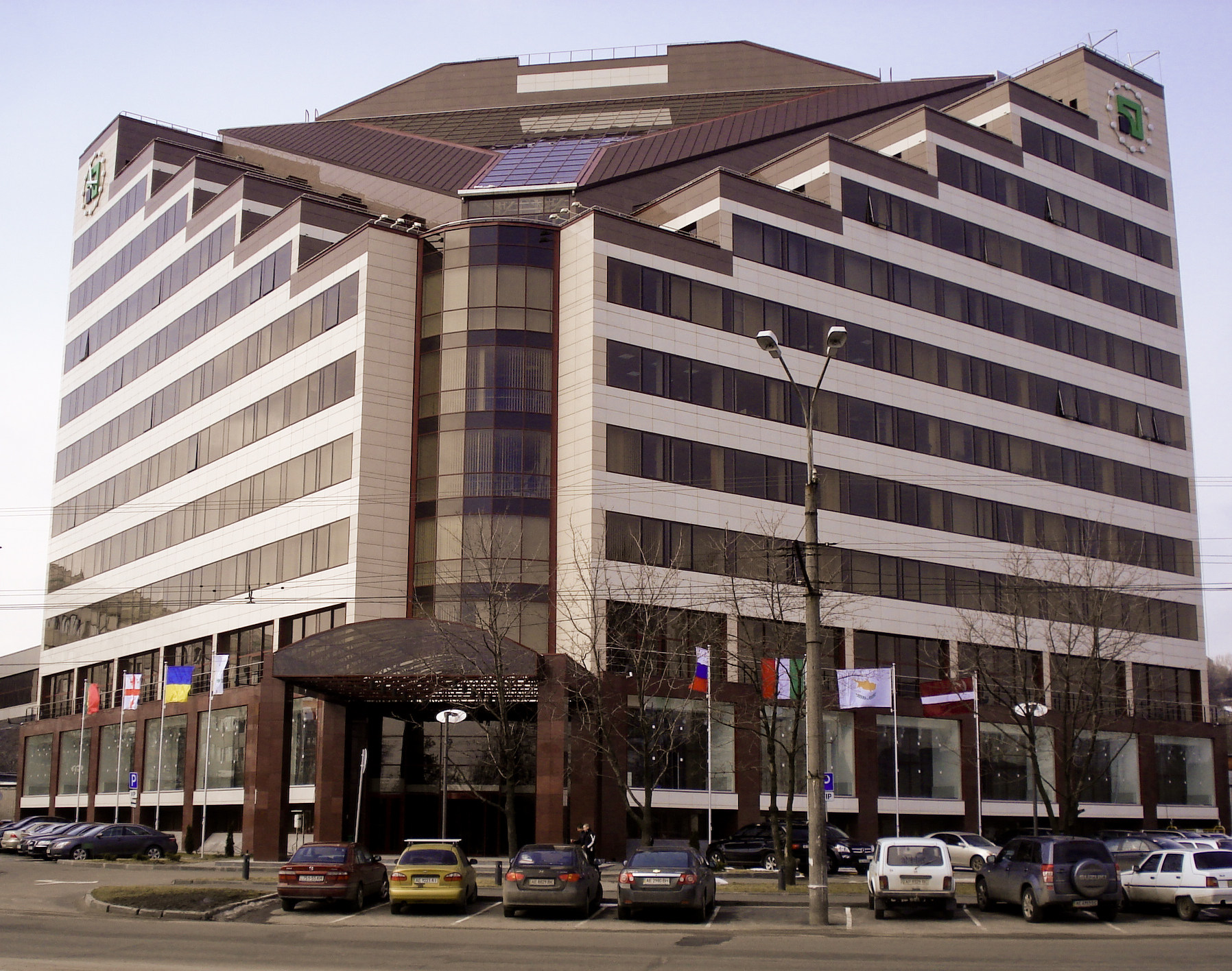
Главный офис «ПриватБанка»

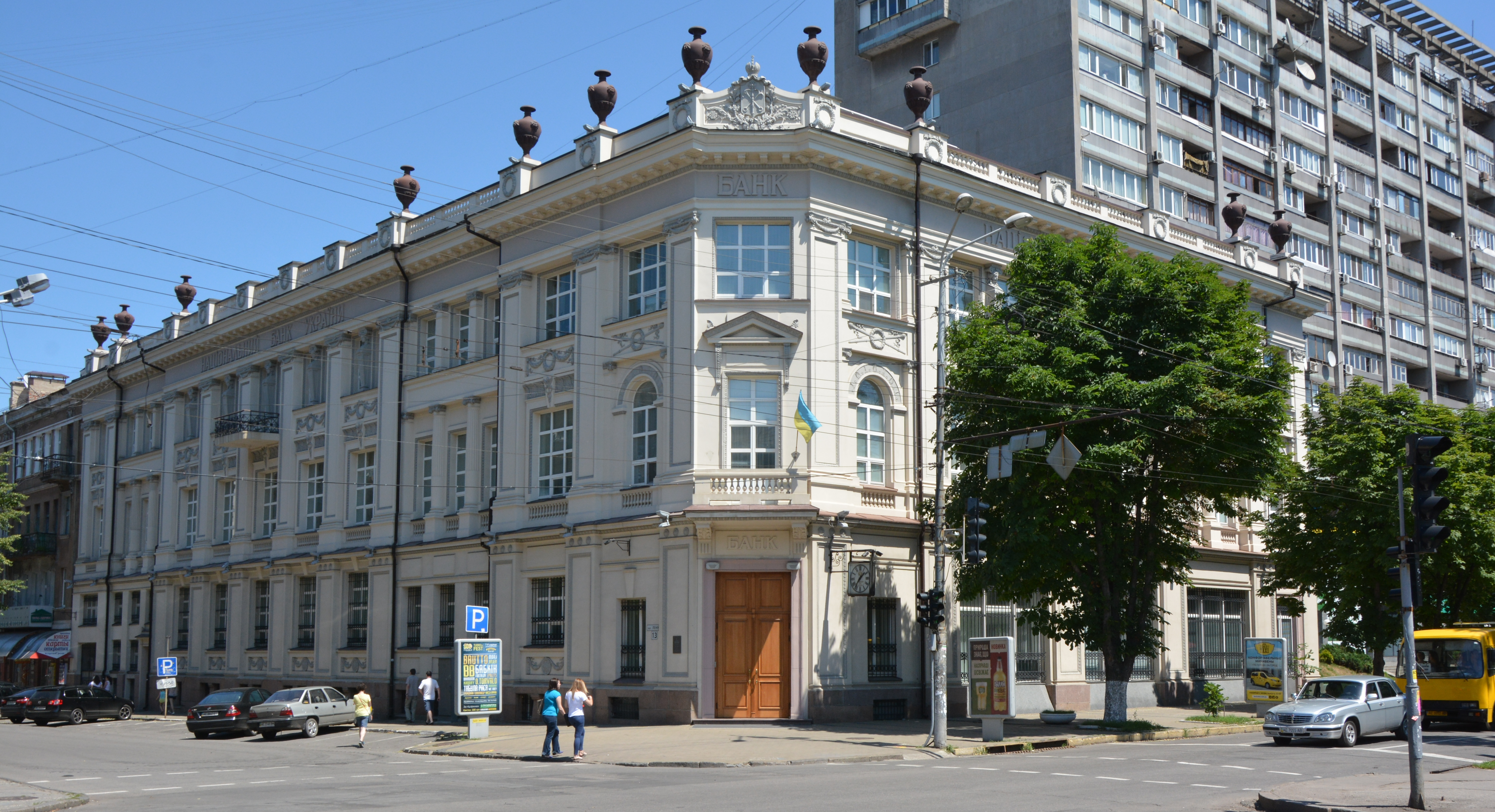
Отделение Национального банка Украины в Днепре

Днепр неофициально является бизнес-столицей Украины. Большинство украинских миллионеров и миллиардеров живут или имеют местные корни. По данным статистики за 2011 год, каждый 1200-й днепропетровец является миллионером (для сравнения: в Донецке — каждый 1700-й, а в Киеве — 3200-й).
В Днепре находится главный офис крупнейшего украинского банка — «Приватбанка», который входил в принадлежащую Игорю Коломойскому и Геннадию Боголюбову группу «Приват» (национализирован в декабре 2016 года). В группу напрямую или опосредованно входит более 100 предприятий на Украине и в мире.
Внешнеэкономическая деятельность осуществляется со 130 странами. Экспортно-импортный оборот Днепра составляет 7 % оборота Украины. Экспортирует город преимущественно металлургическую, машиностроительную, пищевую и химическую продукцию, а импортируют в город природный газ и нефтепродукты.

### Промышленность
Основа промышленности города — металлургический комплекс. Продукция отрасли составляет 6,9 % от общего объёма производства чёрной металлургии Украины, в частности: труб — 51,4 %, стали — 5,3 %, чугуна — 5 %, проката — 4,4 %, кокса — 4 %. Основные предприятия отрасли: открытые акционерные общества «Днепровский металлургический комбинат», «Днепрококс», завод тяжёлых прессов «Коминмет», «Днепровский трубный завод», завод метизов, «Нижнеднепровский трубопрокатный завод», «Интерпайп».
Машиностроительная и металлообрабатывающая отрасль промышленности города в общегосударственном производстве машиностроительного комплекса составляют 10,5 %. Наиболее развитыми являются металлургическое, транспортное, электротехническое, горно-шахтное и горнорудное, строительно-дорожное и коммунальное, химическое и полимерное машиностроение, станкостроение. Лидерами отрасли являются: «Днепровский машиностроительный «завод», «Днепротяжмаш», «Днепропресс», «Днепрошина», Днепровагонремстрой", научно-производственное объединение «Днепровский электровозостроительный завод».

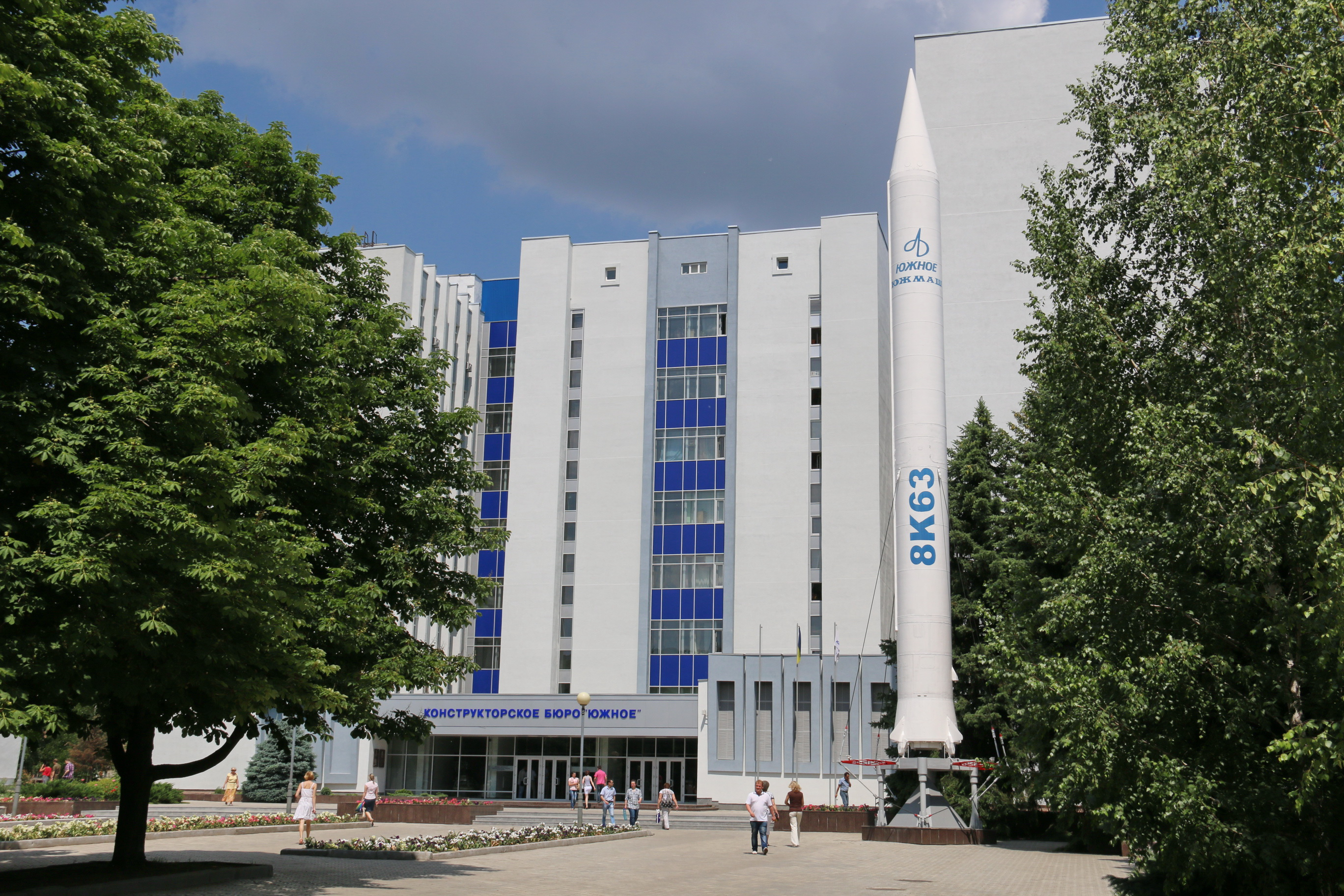
КБ «Южное»

Город — центр ракетостроения Украины: тут расположены завод «Южмаш» и КБ «Южное»; космические аппараты, изготовленные на «Южмаше», принимают участие в международной программе «Морской старт» с участием четырёх стран: Украины, России, США и Норвегии.
Химическая отрасль — это 7 предприятий, продукция: лакокрасочные материалы, минеральные удобрения, резинотехнические изделия для многих отраслей: космоса, воздушного транспорта, более 80 типоразмеров шин, в частности, крупногабаритных и низкого давления для современной сельскохозяйственной техники, которые экспортируют в 30 стран мира. Продукция отрасли составляет 7,5 % объёма производства химической и нефтехимической промышленности Украины. Развита лёгкая, пищевая и перерабатывающая промышленности.
Пищевая отрасль известна по таким торговым маркам, как «Олейна», «Бон Буассон», шоколад «Миллениум», молочная фабрика «Рейнфорд», молочные комбинаты «Приднепровский» и «Злагода». В 1937 году в городе был запущен Днепропетровский комбинат пищевых концентратов — первый в СССР производитель кукурузных хлопьев. В городе производится 5,6 % объёма производства продуктов питания Украины. В советское время в городе работала Днепропетровская кондитерская фабрика, после распада СССР преобразованная в АОЗТ «Днiпровськi Зорi». Впоследствии, в 2003 году, фабрика вошла в состав компании «АВК», а наследником традиций Днепропетровской кондитерской фабрики стала кондитерская фабрика «СТИМУЛ».

### Транспорт

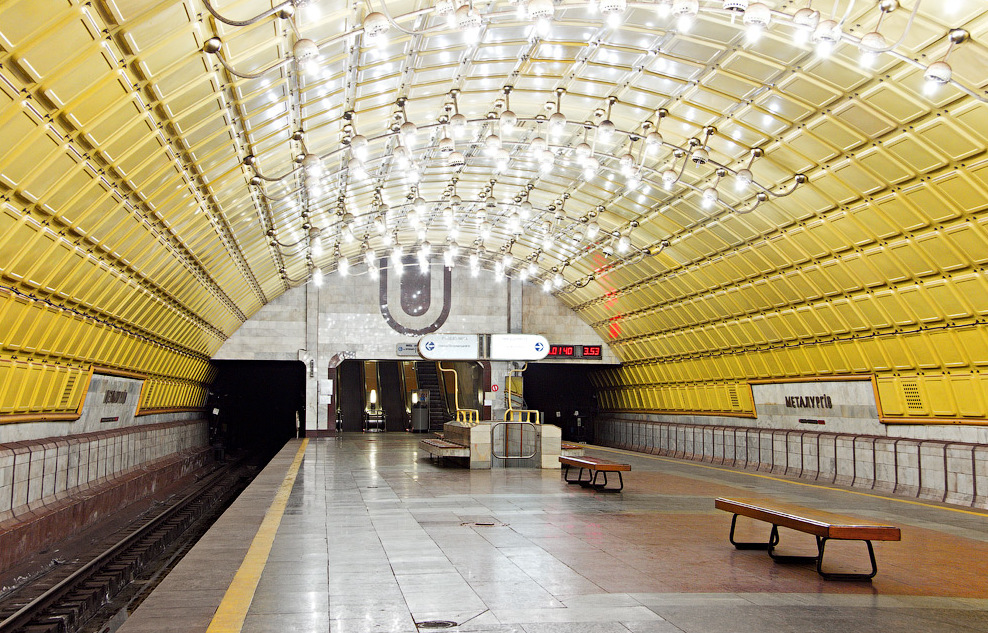
Станция метро «Металлургов»

Внутригородской транспорт представлен троллейбусными, автобусными и трамвайными линиями, а также развитой сетью маршрутных такси.
С 29 декабря 1995 года действует метрополитен, тогда была сдана 1-я очередь из 6 станций: «Коммунаровская» (ныне — «Покровская»), «Проспект Свободы», «Заводская», «Металлургов», «Метростроителей», «Вокзальная». Общая протяжённость эксплуатируемой линии 7,9 км. В данный момент на стадии строительства на 1-й линии метро от центрального железнодорожного вокзала к центру города находятся 3 станции: «Театральная», «Центральная» и «Исторический музей».
В перспективе общая длина первой линии составит 11,8 км с 9 станциями. В развитии метро предусмотрено строительство в будущем до 80 км путей с тремя линиями.

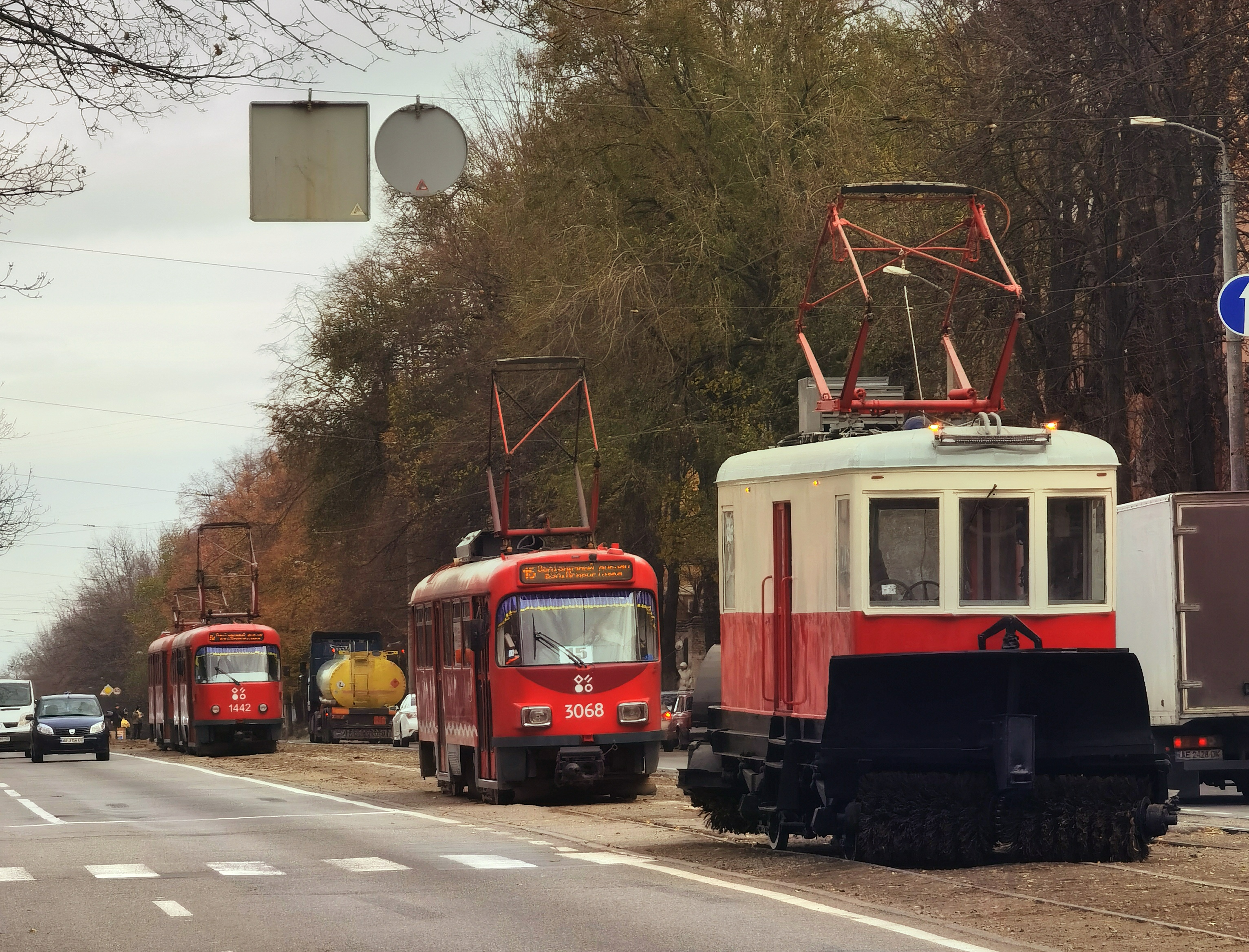
Днепровский трамвай

На городских маршрутах в среднем в сутки работает (2021 год):
- 213 трамваев,
- 170 троллейбусов,
- 5 поездов метро (по 3 вагона),
- 128 автобусов большой и средней вместимости,
- 2255 маршруток небольшой вместимости,
- 1200 легковых такси,

Протяжённость маршрутов составляет (кольцевое расстояние):
- трамвайных — 176,9 км,
- троллейбусных — 412,6 км,
- метрополитена — 7,9 км,
- автотранспортных — 2410 км.

Также в Днепре расположены: два пассажирских железнодорожных вокзала (Центральный и Южный), международный аэропорт, речной и автовокзалы (центральный автовокзал, автостанция «Новый центр», автостанция № 2 на проспекте Богдана Хмельницкого и автостанция «Левый Берег» на Слобожанском проспекте).

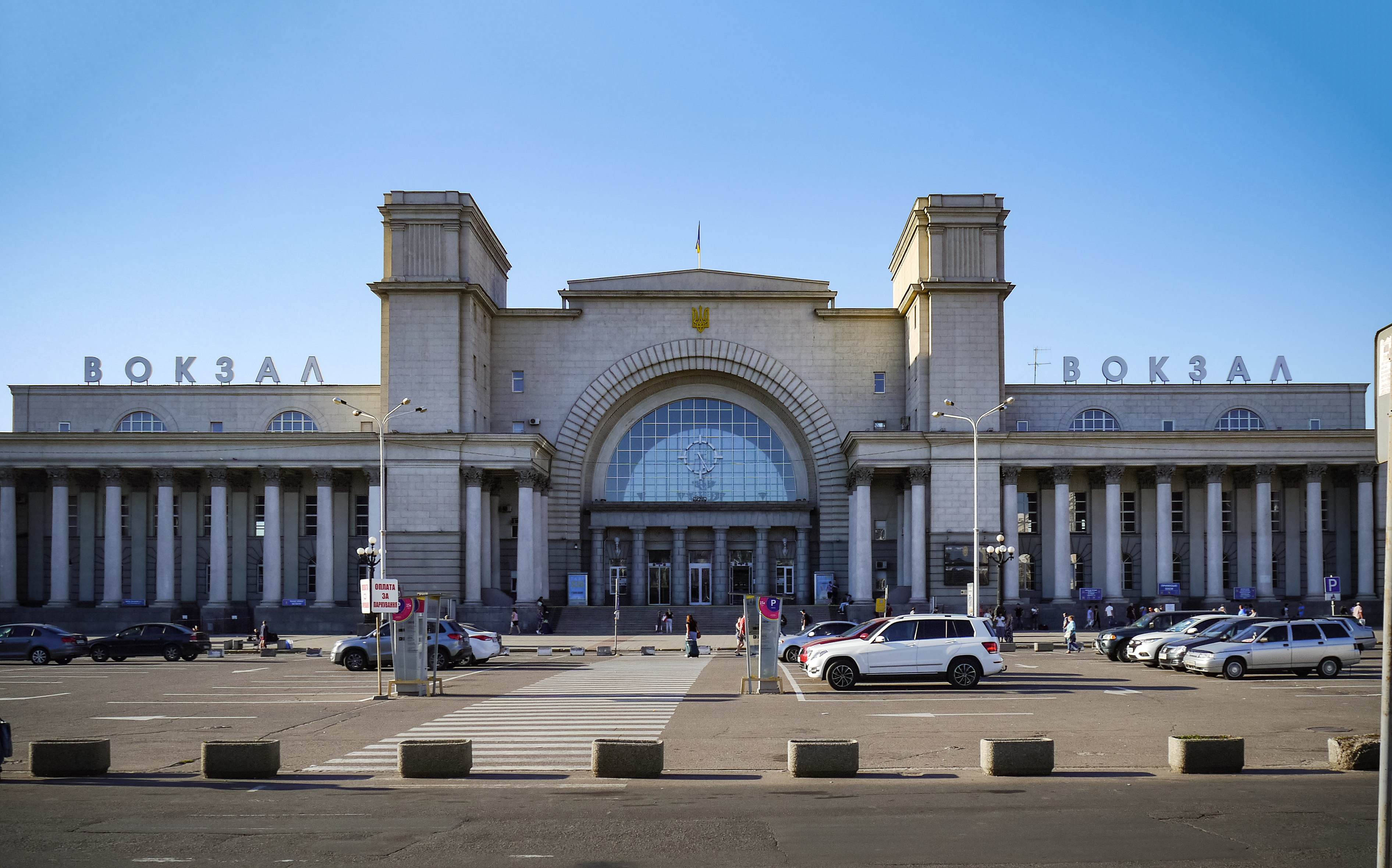
Железнодорожный вокзал

Через город проходят ряд важных трасс, среди которых М04, E50, Н08, Н11, Н31. Днепр является важным железнодорожным узлом и центром Приднепровской железной дороги. Через город проходят пути Донбасс — Западная Украина, Киев — Крым, Одесса — Николаев — Херсон — Москва.
11 ноября 2012 года начато движение скоростных электропоездов «Интерсити+» сообщения Днепропетровск — Киев. С 26 мая 2013 года руководство «Украинской железной дороги» продлён маршрут поезда сообщения Киев — Днепропетровск в Запорожье, а другой в Донецк (с 2014 г. — до станции Покровск). Также в городском парке им. Глобы работает детская железная дорога.
Международный аэропорт «Днепр» расположен в 11 км от центра города и осуществляет регулярные рейсы в Киев, Вену, Тель-Авив, Бургас и Берлин, а также сезонные в Анталью, Шарм-ель-Шейх, Афины, Никосию и Батуми. В ближайшее время планируется реконструкция аэропорта.
В городе находится речной порт, обеспечивающий судам типа «река — море» прямые международные перевозки с выходом в Чёрное море.

### Торговля
В городе зарегистрировано 13 677 объектов торговли, в том числе 4210 магазинов и 1322 предприятия общественного питания. В Днепре работают 100 супермаркетов, в том числе 4 гипермаркета, 68 торговых центров и 50 крупных специализированных магазинов. Кроме того, на территории города функционируют 70 рынков, на которых ежемесячно реализуют более 2 тыс. тонн сельхозпродукции. За первое полугодие 2013 года товарооборот составил 244 миллиона гривен, что превысило аналогичный показатель 2012 года на 31,8 миллиона гривен (15 %). Ежедневно рынки города посещают около 100 тыс. покупателей.
Центральный рынок Днепра — «Озёрка», находящийся на ул. Шмидта. До 1880-х годов на этом месте было озеро. 16 апреля 1885 года городская дума Екатеринослава разрешила нескольким мещанам построить деревянные мясные лавки на Озёрной площади. Воды озера со временем были отведены на территорию городского сада, расширив уже имевшийся там водоём. На образовавшейся площади выросли торговые ряды городского базара, названного Озёрным.
В 1993 году в Днепре была основана сеть «АТБ-Маркет» — ныне одна из крупнейших в стране.

## Мосты

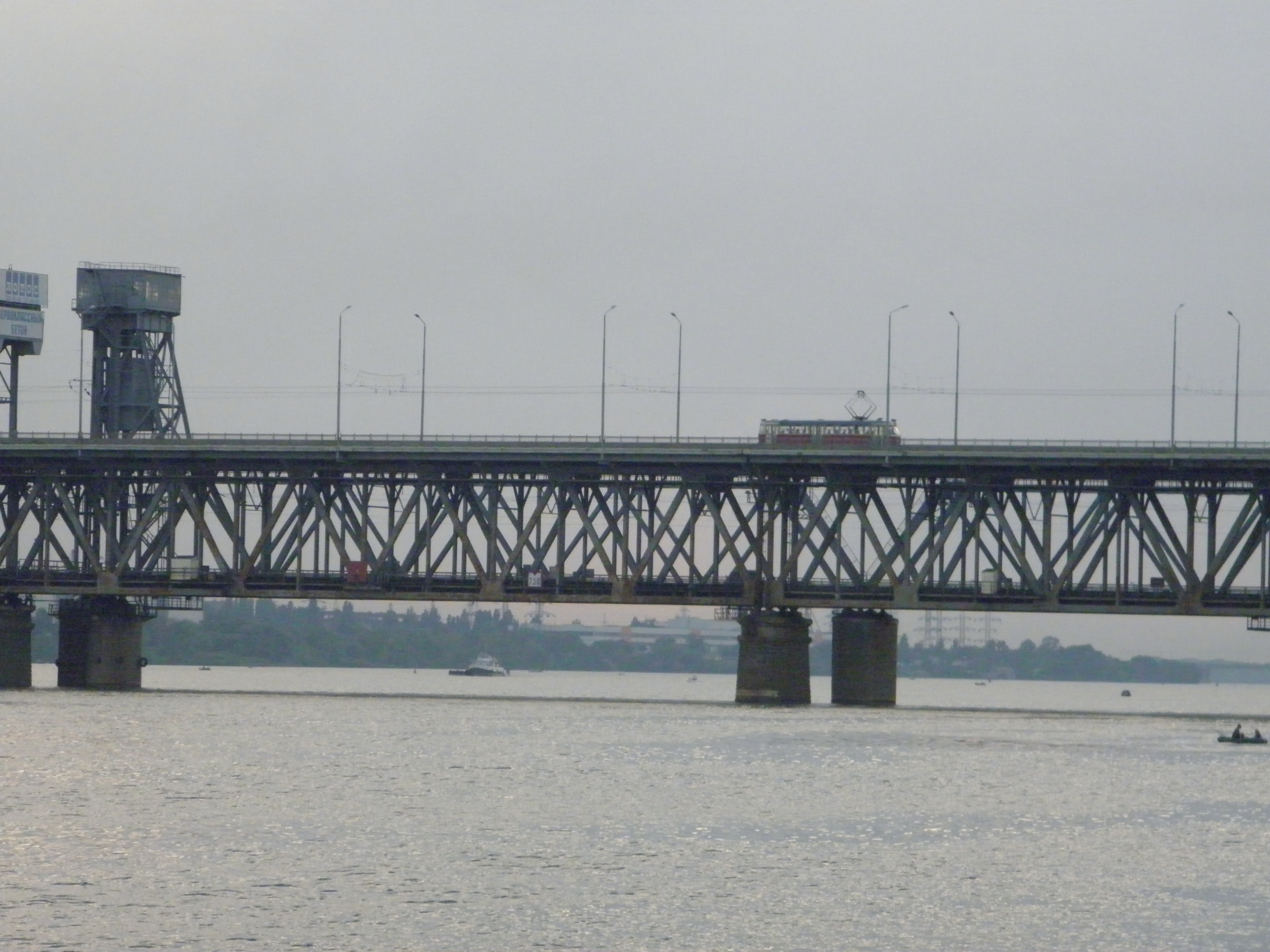
Амурский (Старый) мост, современный вид

- Амурский (Старый) мост, современный видАмурский (Старый) мост, мост № 1 — железнодорожно-автомобильный мост, соединяет район вокзалов с левобережной частью города. Длина современного Амурского моста составляет 1395 м, с подходами — 2397 м, ширина — 15,5 м. Открыт в 1884 году под названием «мост Императора Александра ІІІ». Длинна составляла порядка 1300 м. В 1889 году на Всемирной выставке в Париже получил золотую медаль (наряду с Эйфелевой башней). Открытие моста было связано с возросшими из-за обнаружения на Криворожье больших залежей руды потребностями Екатерининской железной дороги. В 1935 году по мосту была проложена трамвайная линия. Во время Великой Отечественной войны мост был практически полностью разрушен. В начале 1950-х восстановлен в современном виде. В 1956 году через мост проложена троллейбусная линия, а впоследствии начали курсировать автобусные маршруты. В 1977 году сдан дублёр железнодорожного моста — мост № 5.Центральный (Новый) мост[укр.]

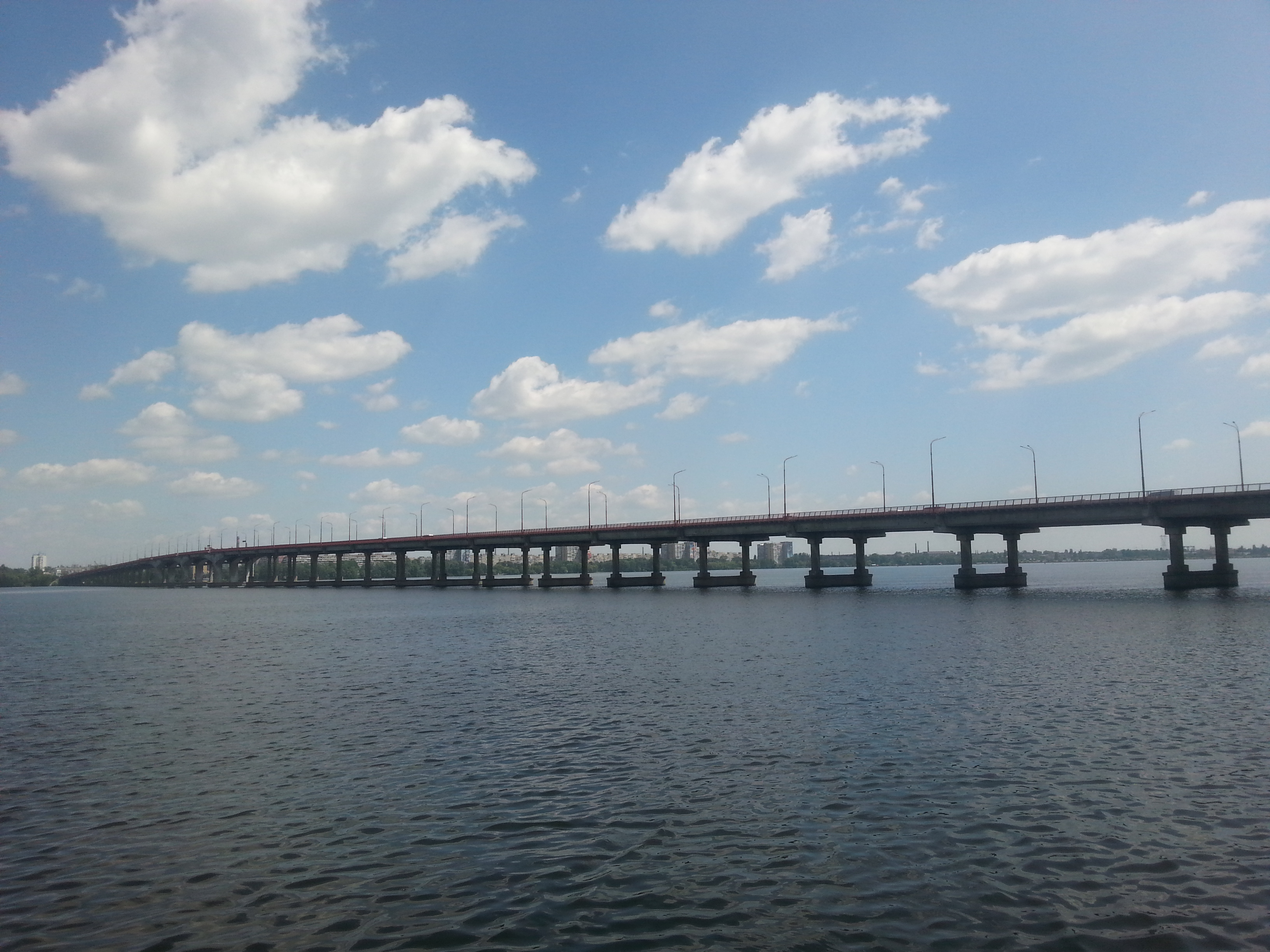
Центральный мост (Днепр)

- Центральный (Новый) мост[укр.], мост № 2 — автомобильный мост, связывающий центр города с левобережной частью (выезд на Слобожанский проспект). Длина 1 478 м, ширина 21 м. Открыт 5 ноября 1966 года под названием «мост имени 50-летия Великого Октября». Построен на месте деревянного моста, сооружённого воинами Красной армии в 1944 году. Долгое время являлся самым длинным мостом на Украине[104]. 12 июля президент Украины Владимир Зеленский поспорил с мэром Днепра Борисом Филатовым на то, что если мост не будет достроен до 14 сентября, то Филатов подаст в отставку. Мост был достроен.[источник не указан 482 дня][значимость факта?]

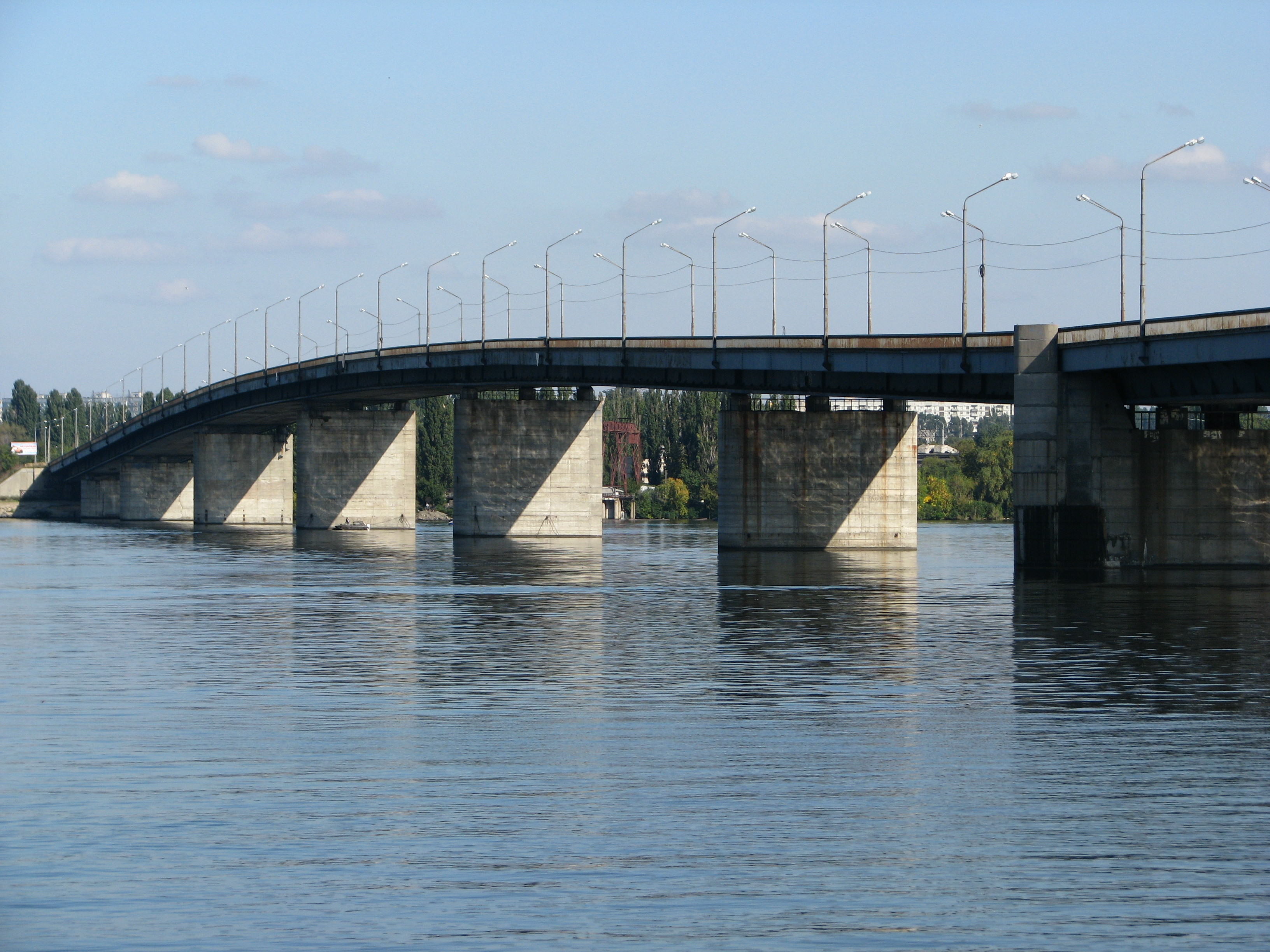
Южный мост

- Южный мостМерефо-Херсонский железнодорожный мост — первый[где?][в какой стране?] мост, построенный в форме дуги. Первые опоры возведены ещё в 1914 году, однако завершено строительство было только в 1932 году. Почти полностью разрушен в ходе Великой Отечественной войны, восстановлен в послевоенное время.
- Кайдакский мост[укр.] — самый длинный[105] автомобильный мост в Украине с общей длиной 1 732 м, имеющий 3-полосное движение автотранспорта в обе стороны. Соединяет западные районы правого берега с левобережьем и трассой на Харьков и Донецк; был открыт 10 ноября 1982 года. По центру моста 17 декабря 1996 года был пущен трамвай.
- Южный мост — автомобильный мост, соединяет жилой массив Приднепровск напрямую с правобережьем (жилой массив Победа[укр.]). Длина 1 248 метров, ширина 22 м. Открыт в декабре 2000 года, строился этапами с 1982 по 1993 годы и с 1998 по 2000 годы. Неофициальное название моста, «Горбатый», связано с тем, что правобережная часть моста ниже левобережной, из-за чего в центральной части конструкции возник перепад в высоте.
- Усть-Самарский мост — автомобильный мост, соединяет Приднепровск, Чапли[укр.] и Игрень с левым берегом. Открыт в 1981 году. Назван так из-за того, что пересекает устье реки Самары, впадающей в этом месте Днепр.
- Самарский (Игренский) мост — автомобильный (построен в 1957 году) и железнодорожный (сдан ещё в 1873 году). Соединяет Рыбальский, Ксеньевку и Игрень с левобережной частью города.
- Мост на Монастырский остров — пешеходный мост, соединяющий правый берег Днепра с Монастырским островом. Пересекает Архиерейский пролив[укр.].

Всего в Днепре, кроме упомянутых, существует 3 средних моста (над железнодорожным полотном), 20 малых мостов, 18 виадуков и путепроводов.

## Здравоохранение
Действует 26 больниц на 6520 мест, пять — детских. Сеть амбулаторно-поликлинических учреждений включает в себя 25 самостоятельных амбулаторно-поликлинических учреждений и 119 амбулаторно-поликлинических подразделений, 12 центров первичной медицинской помощи, 5 поликлиник и 7 стоматологий. Это место работы 4,5 тыс. врачей и более 7 тыс. младших специалистов.

## Образование и наука

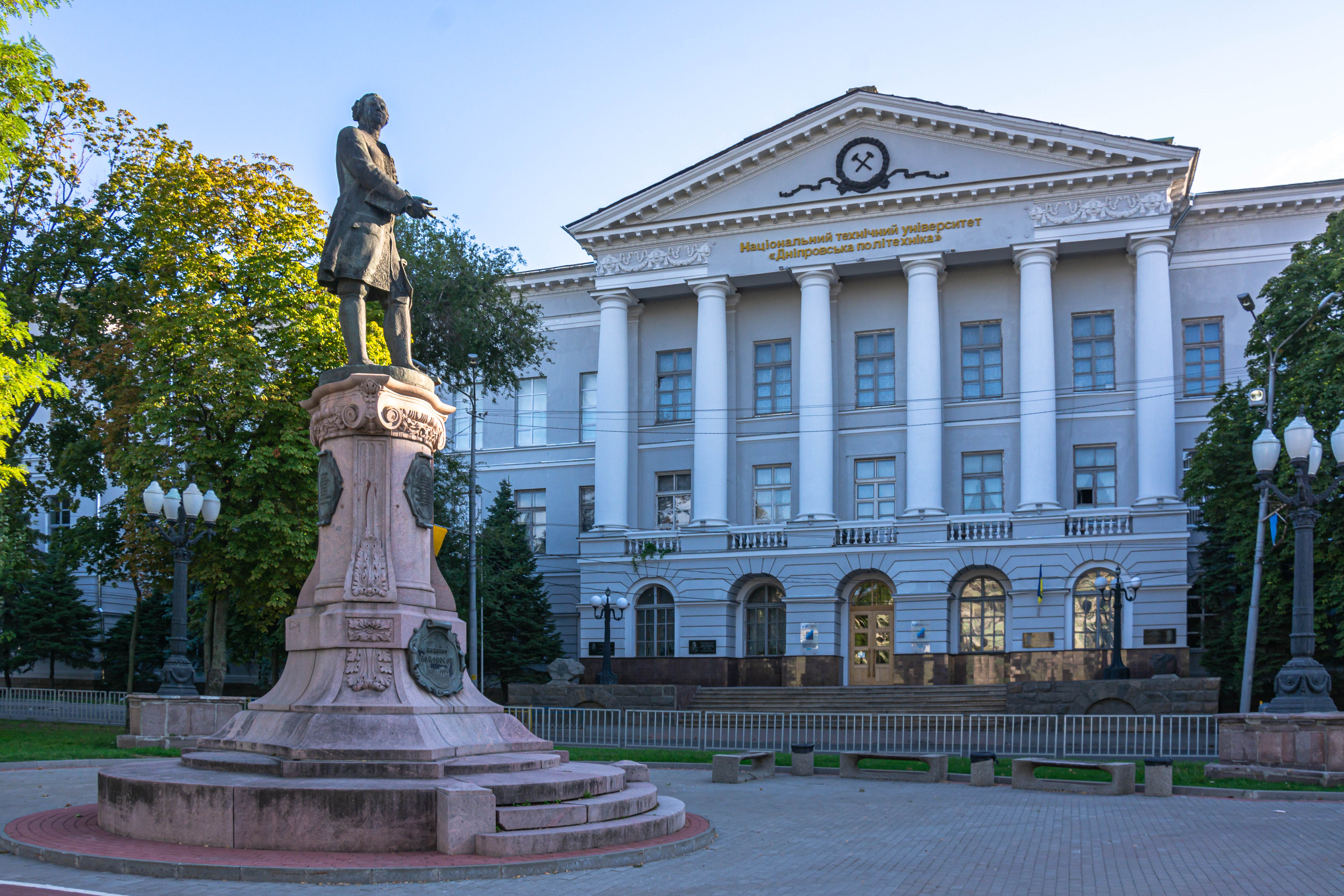
«Днепровская политехника»

Обучение в Днепре осуществляют в 163 учебных заведениях. В 2010 году в них поступило 80 тыс. учеников, в том числе почти 9 тыс. — в 1-й класс. Открыто 173 детских сада, 39 внешкольных учреждений, 6 детских домов. В дошкольных учреждениях обучают 30 тыс. детей.
В 2008 году в Днепропетровске проходила всеукраинская олимпиада по математике. В 2009 году город принимал полуфинал всеукраинской студенческой олимпиады по программированию (восточный регион). В 2006, 2011 и 2012 годах в городе проходила всеукраинская олимпиада по информатике.
Система высших учебных заведений Днепра объединяет 38 ВУЗов, 14 — IV и ІІІ, а также 22 — І и ІІ уровней аккредитации. Первый ВУЗ города — Екатеринославское высшее горное училище, открытое 30 сентября (12 октября) 1899 года. В рейтинге вузов «топ-200 — Украина» национальный горный университет (ныне «Днепровская политехника») занял 7-е место, а Днепровский национальный университет имени Олеся Гончара — 9-е. Всего в ВУЗах города обучают более 100 тыс. студентов.

### Университеты

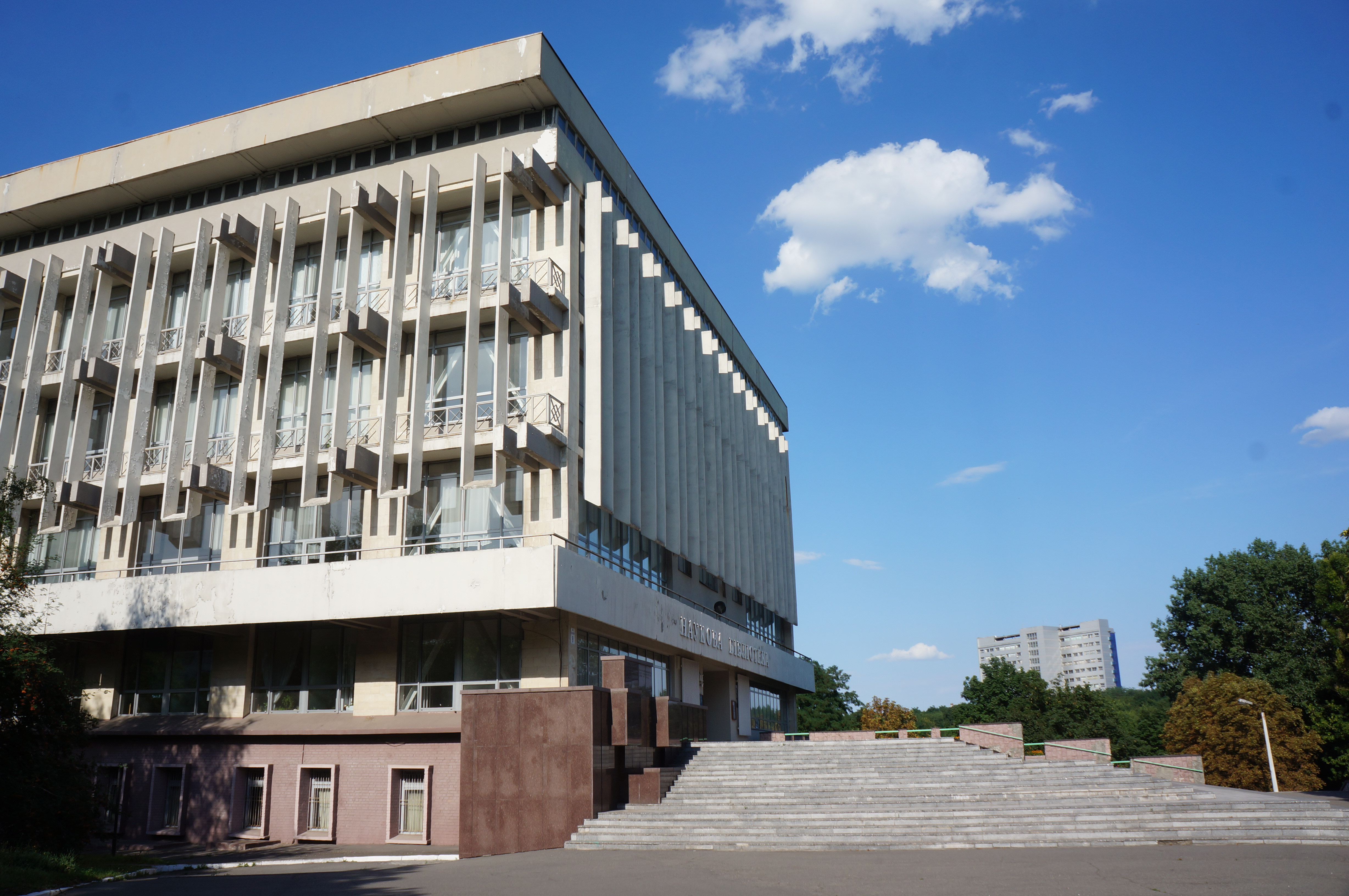
Библиотека Днепровского национального университета

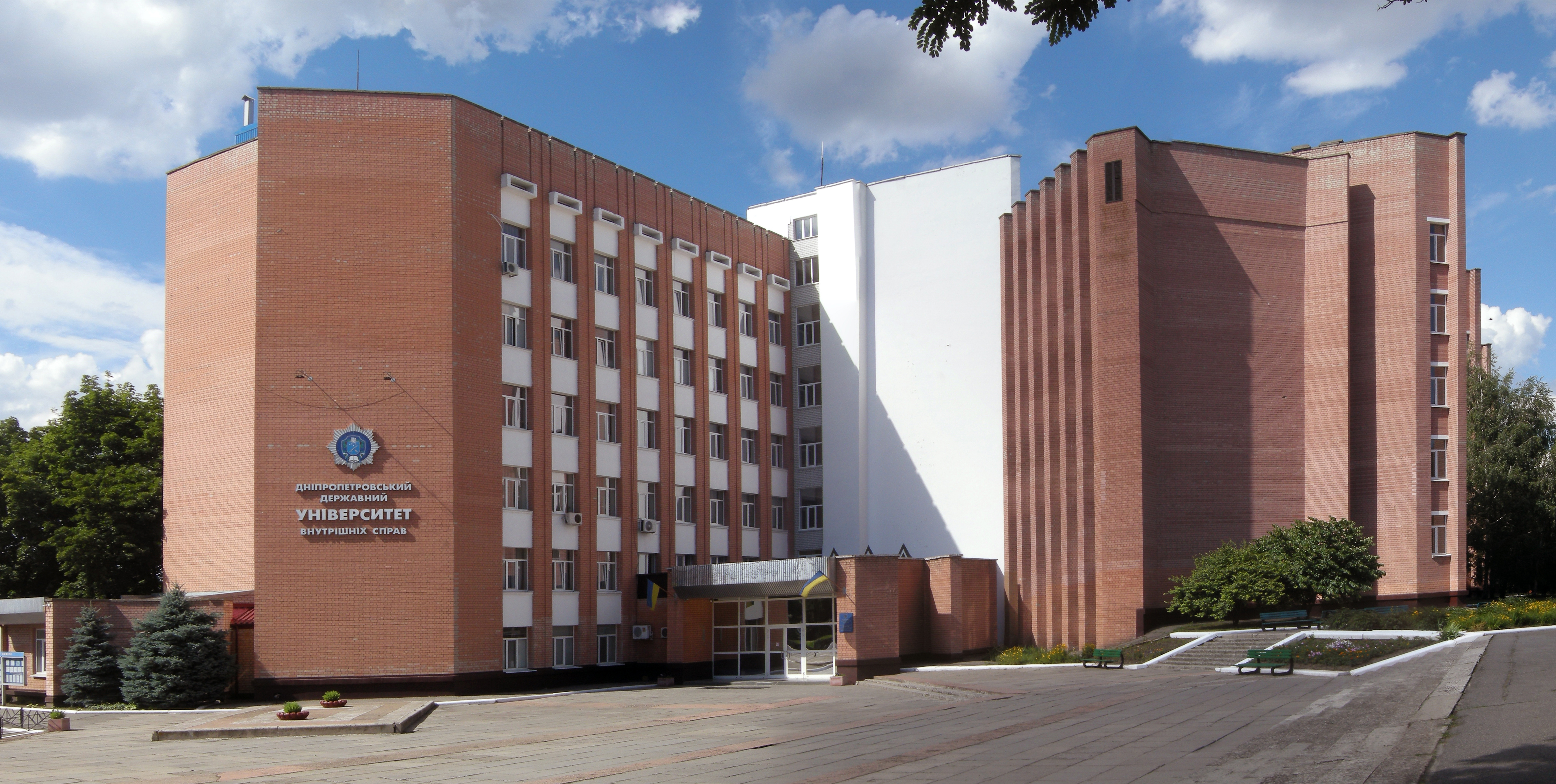
Днепропетровский государственный университет внутренних дел

- Днепровский национальный университет имени Олеся Гончара,
- Национальный технический университет «Днепровская политехника»,
- Университет таможенного дела и финансов,
- Днепровский национальный университет железнодорожного транспорта,
- Украинский государственный химико-технологический университет,
- Днепропетровский государственный университет внутренних дел,
- Днепровский государственный аграрно-экономический университет,
- Днепровский гуманитарный университет
- Университет имени Альфреда Нобеля.

### Институты
- Днепропетровский институт Межрегиональной академии управления персоналом,
- Днепропетровский региональный институт государственного управления Национальной академии государственного управления при президенте Украины,
- государственный институт подготовки и переподготовки кадров промышленности,
- Днепровский медицинский институт традиционной и нетрадиционной медицины,
- Институт чёрной металлургии национальной академии наук Украины имени Зота Некрасова.

### Академии
- Национальная металлургическая академия Украины,
- Приднепровская государственная академия строительства и архитектуры,
- Днепропетровская медицинская академия министерства здравоохранения Украины,
- Приднепровская государственная академия физической культуры и спорта,
- Межрегиональная академия бизнеса и права.

Положением от 2019 года в Днепре функционируют 7 библиотек (наибольшая из которых — Днепровская областная универсальная научная библиотека имени первоучителей славянских Кирилла и Мефодия), 223 школы, 33 учреждения профессионально-технического образования, 805 разнообразных курсов, 28 музыкальных школ, 346 учреждений дошкольного образования, 38 спортивных школ, 11 детских домов, 83 автошколы и др.

### Литература

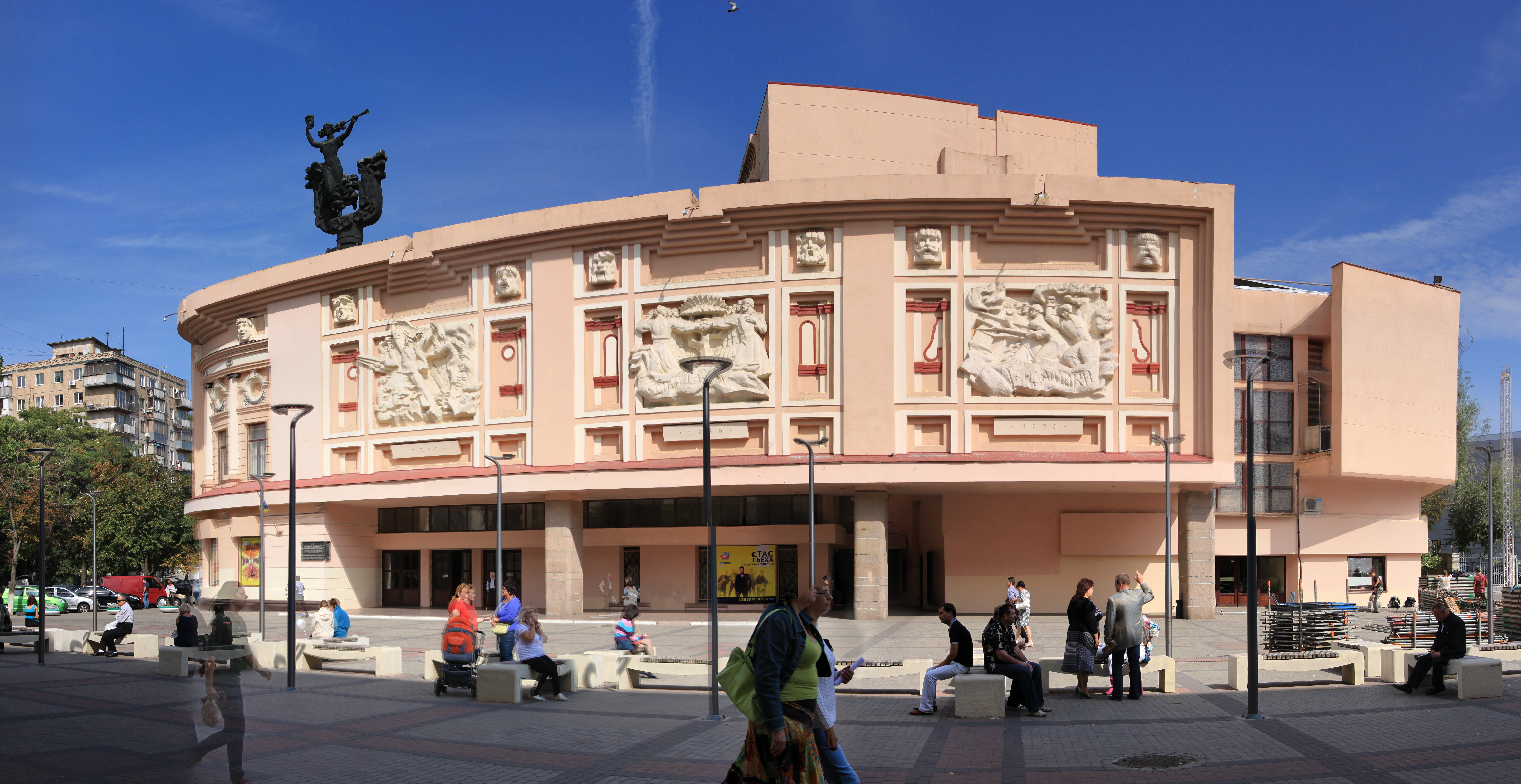
Днепровский драматический театр имени Т. Шевченко

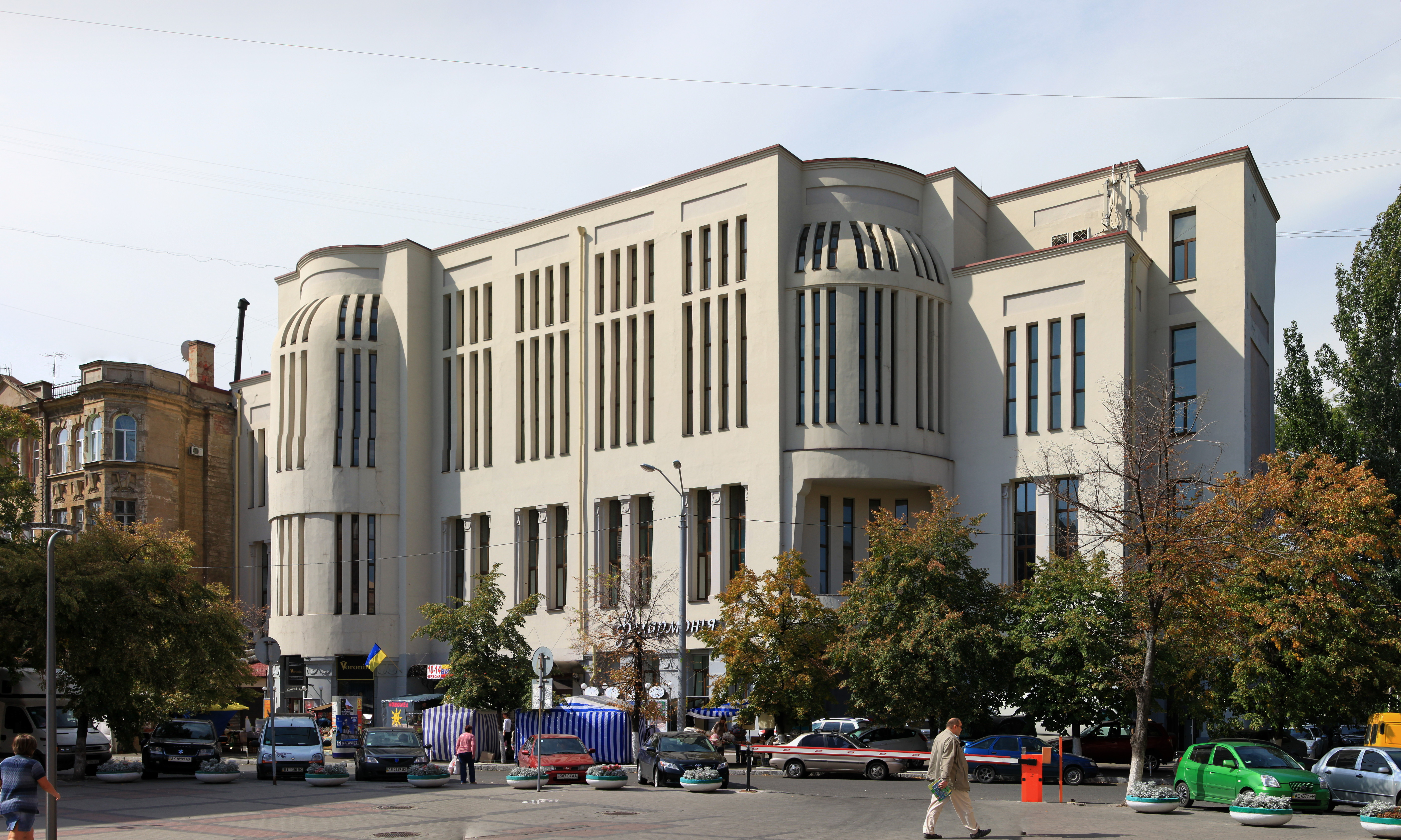
Днепропетровская филармония

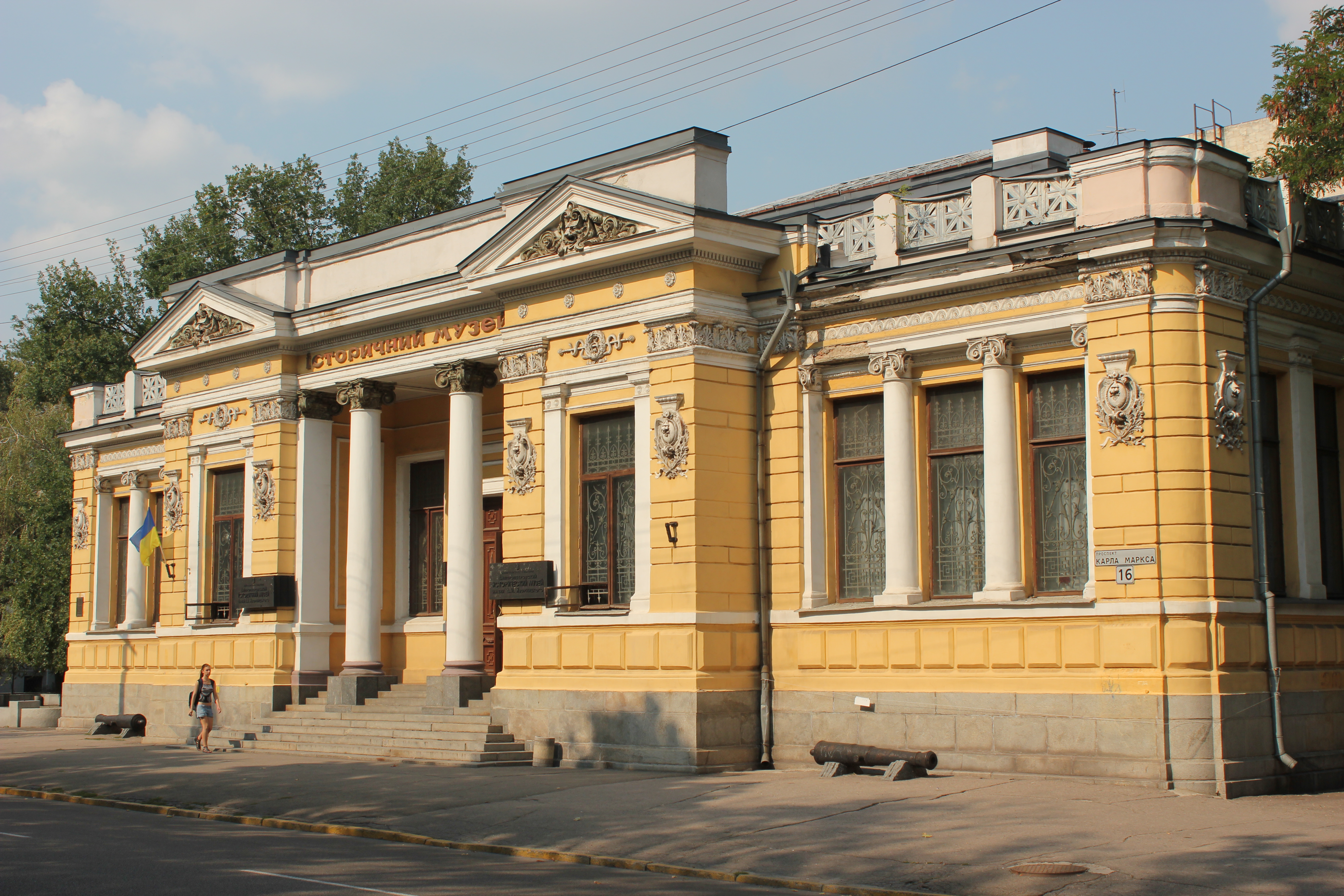
Днепропетровский национальный исторический музей имени Д. И. Яворницкого (памятник архитектуры Украины № 12-101-0004)

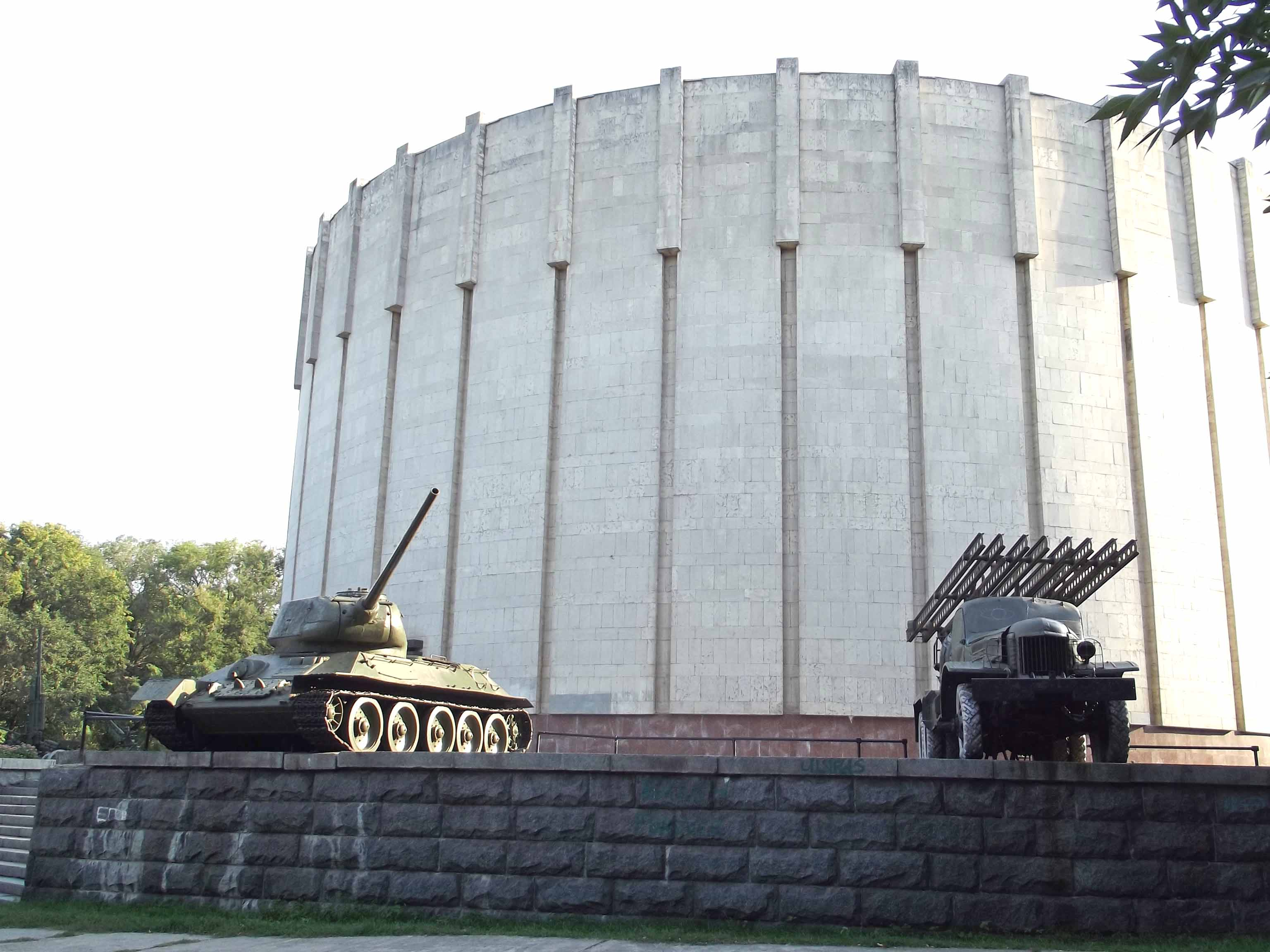
Диорама «Битва за Днепр»

## Культура

### Музеи
Крупнейший музей города и один из крупнейших на Украине — исторический музей им. Дмитрия Яворницкого. Среди уникальных экспонатов музея: половецкие «бабы», Керносовский идол и коллекция казацких древностей. Другими подразделениями являются музей местного самоуправления, диорама «Битва за Днепр» — крупнейшая диорама Украины и вторая по величине в Европе. На площади перед диорамой расположена коллекция советской военной техники 1940-х годов.
Художественный музей хранит собрание объектов украинского, русского, европейского и советского искусства XVII — начала XX в. Также в городе расположены: мемориальный дом-музей академика Д. И. Яворницкого, музей «Литературное Приднепровье», музей монет Украины, музейный центр Е. П. Блаватской и её семьи, Днепропетровский народный музей истории милиции и др.

### День города
День города проводят с 1970-х годов. В 2001 году принят устав города, в котором утверждена официальная дата проведения дня города — второе воскресенье сентября. В этот день праздничные мероприятия проводят по всему городу: спортивные соревнования, фестивали, выставки, концерты, ярмарки и др. Традиционно празднества заканчивают на набережной праздничным фейерверком.

### Арт-объекты

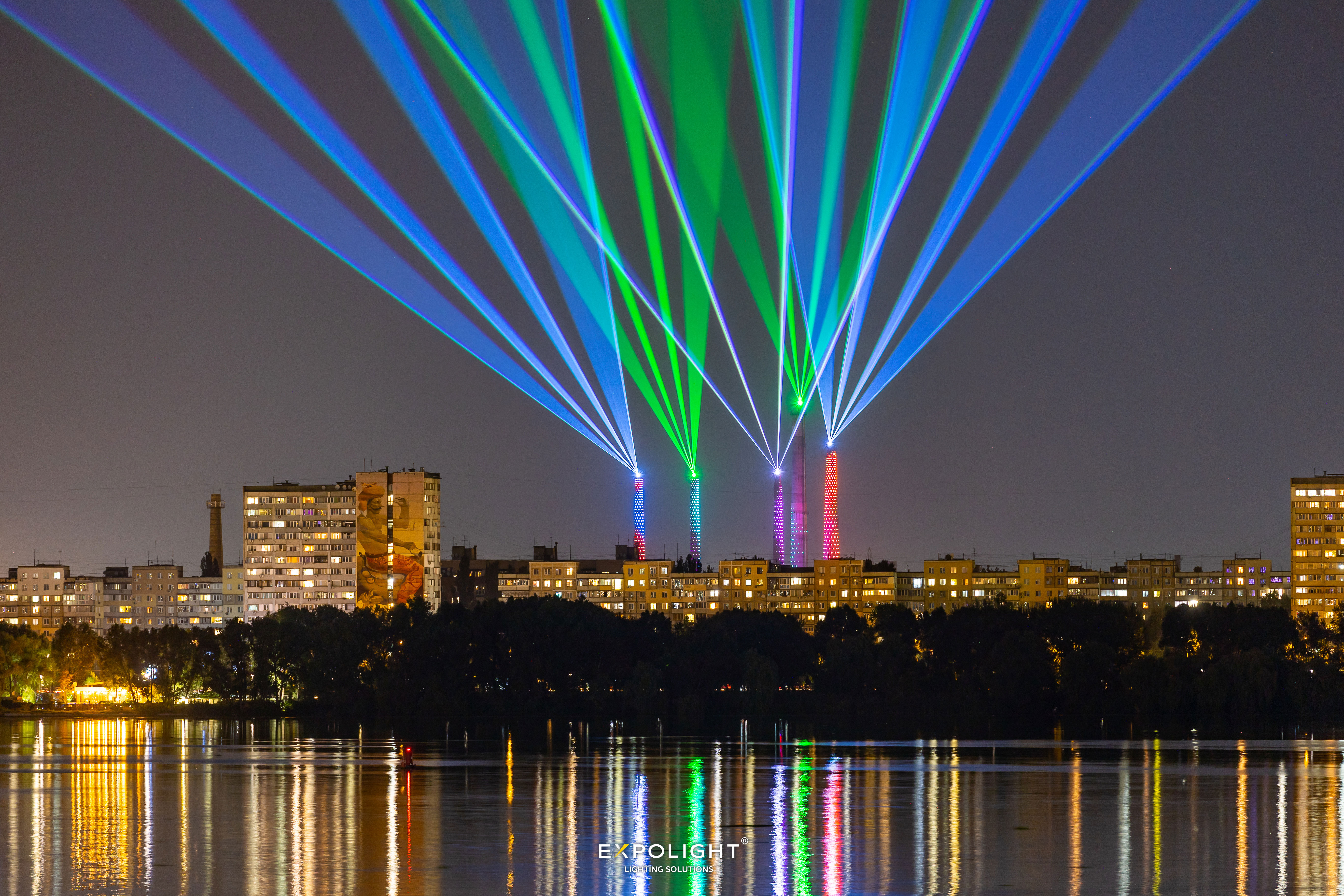
Лазерно-светловая арт-инсталяция Dnipro Light Flowers

«Днепропетровский восход» — инсталляция всемирно известного художника Олафура Элиассона на территории электросталеплавильного комплекса «Интерпайп-сталь». Искусственное солнце 60-метровой высоты. Освещённое изнутри в часы рассвета и сумерек, оно выглядит как постоянно восходящее или заходящее светило.
На улице 6-й стрелковой дивизии, в районе площади Славы, расположена «стена Цоя» — комплекс граффити, посвящённых преимущественно Виктору Цою.
Возле главного корпуса Днепровского национального университета на проспекте Гагарина, д. 72, установлена инсталляция «Лекторий» площадью 600 м², представляющая собой 17 металлических стульев кораллового цвета, высоты более 3 метров. Автор проекта — Никита Шаленный в сотрудничестве с Максом Гольдиным реализовали его к 100-летнему юбилею университета.

## Религия

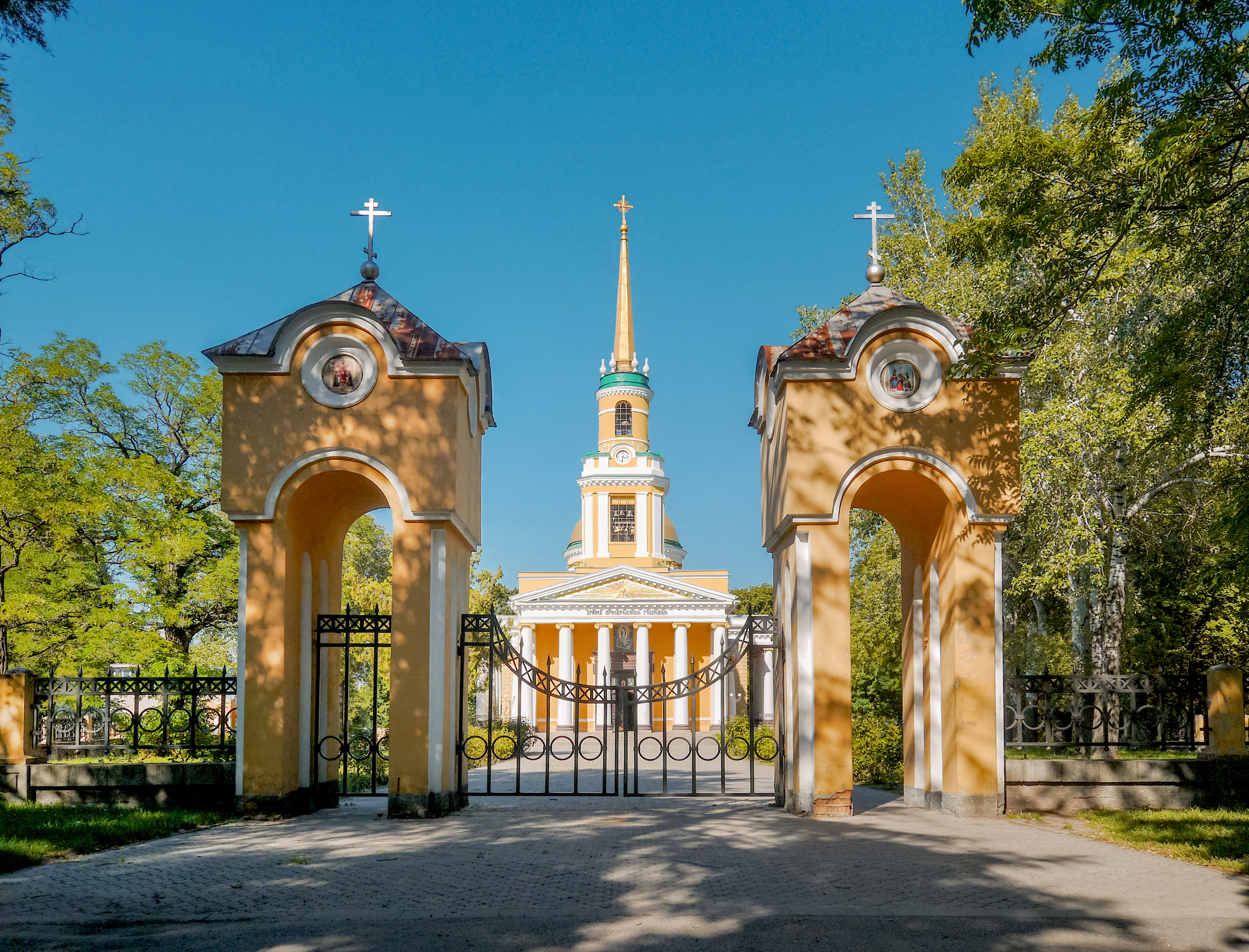
Спасо-Преображенский собор

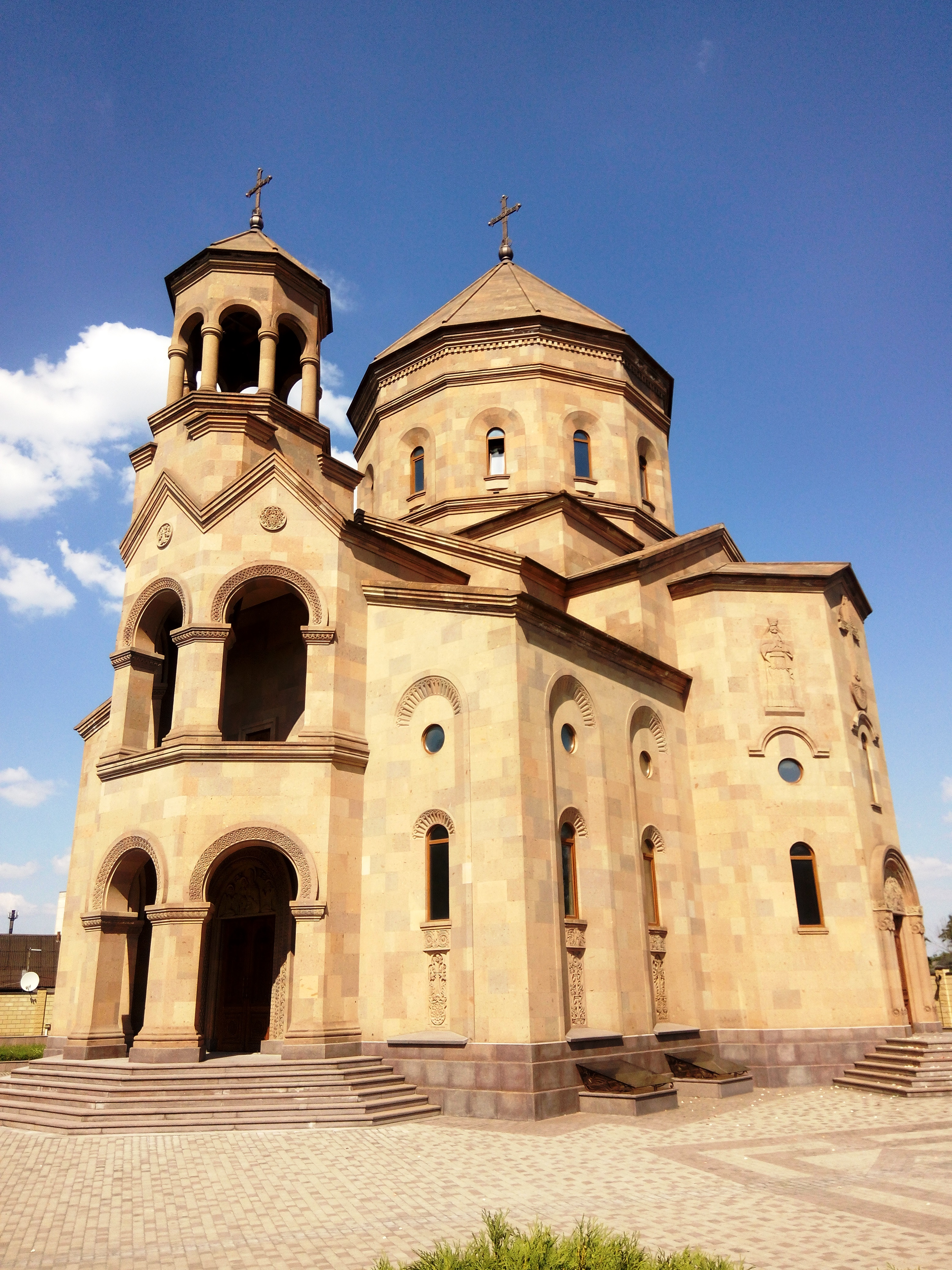
Армянская церковь (Днепр) Армянской апостольской церкви

Наиболее распространённой религией в Днепре является христианство, а доминирующей конфессией в его рамках — православие. Святым покровителем Днепра принято считать Екатерину Александрийскую. В городе функционирует множество православных храмов, наиболее известными из которых являются Спасо-Преображенский собор на Соборной площади и Свято-Троицкий собор на Троицкой площади (оба — памятники архитектуры XIX века). Днепр является центром епархий Украинской православной церкви (епархиальное управление местной епархии которой находится на Троицкой площади рядом со Свято-Троицким собором) и Православной церкви Украины. С 1998 года возобновлено издание «Днепропетровские епархиальные ведомости», издававшееся с 1872 года под названием «Екатеринославские епархиальные ведомости». Также в городе существуют общины греко-католиков (единственный храм этой конфессии в Днепре находится на ул. Андрея Шептицкого, 8), лютеран (кирха на проспекте Дмитрия Яворницкого, 103) и католиков (храм Святого Иосифа на проспекте Дмитрия Яворницкого, 91). Также для обслуживания духовных потребностей весьма обширной в Днепре армянской диаспоры в 2018 году была открыта церковь Святого Григора Лусаворича.
В 1800 году в Екатеринославе была открыта первая деревянная синагога, но впоследствии она сгорела. На её месте в 1833 году появилась большая каменная хоральная синагога «Золотая роза». До революции 1917 года в городе функционировали 38 синагог и молельных домов (по другим данным — 44), которые создавались по профессиональному признаку — например, были синагоги шорников, портных, водовозов. 16 октября 2012 года в Днепропетровске был открыт крупнейший еврейский культурно-деловой центр в мире — «Менора». Центр расположен в самом сердце города и состоит из семи башен, которые архитектурно символизируют традиционный иудейский семисвечник. Частью комплекса стала и центральная городская синагога «Золотая роза».
С 1997 года в городе функционирует буддийская община направления Кагью (группа Оле Нидала).
С 1983 года существует община вайшнавов (кришнаитов).

## Кладбища
Первое кладбище в Екатеринославе было открыто в 1786 году в районе, где сейчас находится стадион «Днепр-Арена» — это был огромный массив захоронений. Но в 1936 году оно было разрушено.
После закрытия первого кладбища центральным в городе стало так называемое «На развилке» — в районе нынешнего парка им. Писаржевского. Но оно также было закрыто и разрушено в 1970-х годах. Были сохранены только три могилы: обширный воинский некрополь — 2.076 солдат Красной Армии, могила известного днепропетровского архитектора Александра Красносельского (1877—1944 гг.) и могила академика Л. В. Писаржевского (1874—1938 гг.).
С 1957 года и по сей день главным кладбищем города является Запорожское — на выезде из города вдоль Запорожского шоссе. Именно там хоронят наиболее известных людей города: учёных, спортсменов, деятелей культуры, политиков и т. д. В последние годы существования Советского Союза известных горожан хоронили также на Сурско-Литовском кладбище. Это огромный участок захоронений площади около 50 га. Основан некрополь в начале 1970-х годов в южной оконечности Сурско-Литовского шоссе (ныне — проспект Богдана Хмельницкого). В настоящее время оба эти кладбища являются полузакрытыми.
С начала 1990-х годов в городе началось открытие новых кладбищ — так появились Краснопольское, Ново-Игренское и Ново-Клочковское кладбища. Именно на Краснопольском кладбище с 2014 года хоронили погибших в войне на востоке Украины военных Вооружённых сил Украины.

## Спорт

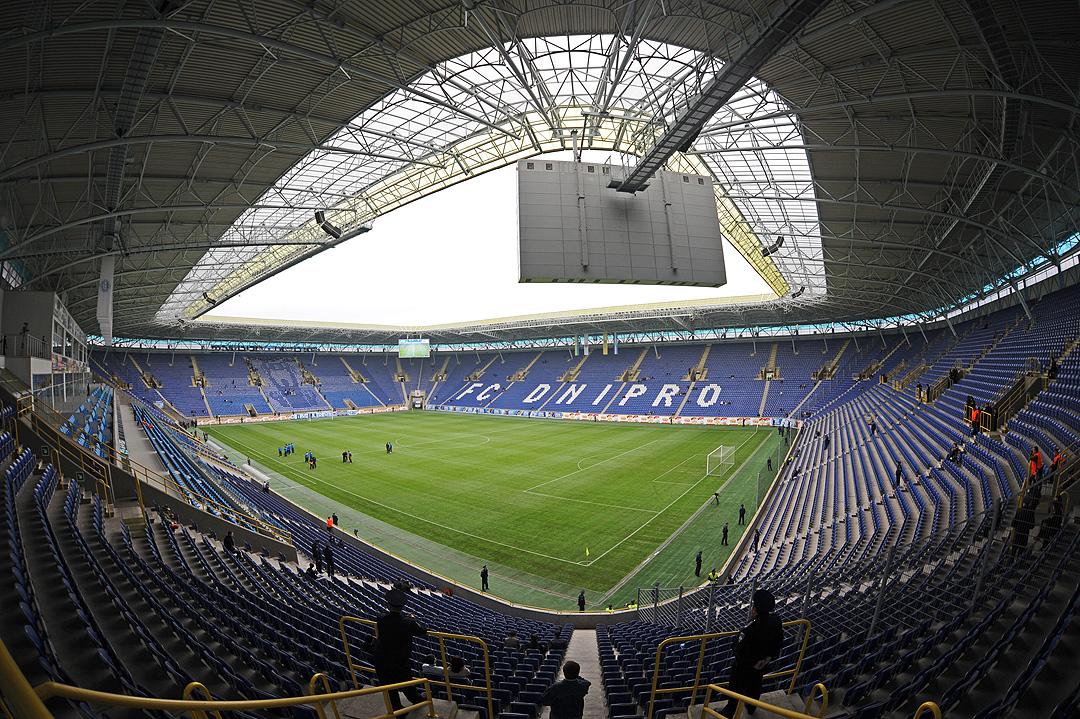
«Днепр-Арена»

Футбольная команда «Днепр» создана в 1918 году и за свою историю дважды выигрывала чемпионат СССР (в 1983 и 1988 годах), кубок СССР в 1989 году. «Днепр» был серебряным призёром чемпионата Украины в сезонах 1992/1993, 2013/2014, 7 раз бронзовым призёром, что является рекордом. Главным достижением в европейских турнирах для «сине-бело-голубых» стал выход в финал Лиги Европы 2014/2015, в котором команда уступила испанской «Севилье» (2:3). В 2018 году из-за финансовых проблем клуб был лишён профессионального статуса, а через год фактически прекратил существование. В 2015 году основывается футбольный клуб «Днепр-1», который был расформирован в 2024 году.
Первым стадионом города была спортивная площадка «Сокол», на которой проводились матчи первенства Екатеринослава по футболу. В 1920-х годах игры также стали проводиться на стадионе «Динамо» в нынешнем парке им. Шевченко. Первым большим стадионом был стадион «Сталь» (впоследствии «Металлург»), открытый в 1939 году. В 1966 году был открыт стадион «Метеор». Новый стадион «Днепр-Арена» был открыт на месте бывшего стадиона «Металлург» в 2008 году. Кроме того, в городе работают стадионы «Днепропресс», «Локомотив», «Монтажник», «Славутич», «Трудовые резервы» и другие, а также крупный спортивный комплекс «Метеор», многочисленные плавательные бассейны и несколько круглогодичных ледовых площадок. Зимой работает горнолыжный комплекс «Лавина» в Тоннельной балке.

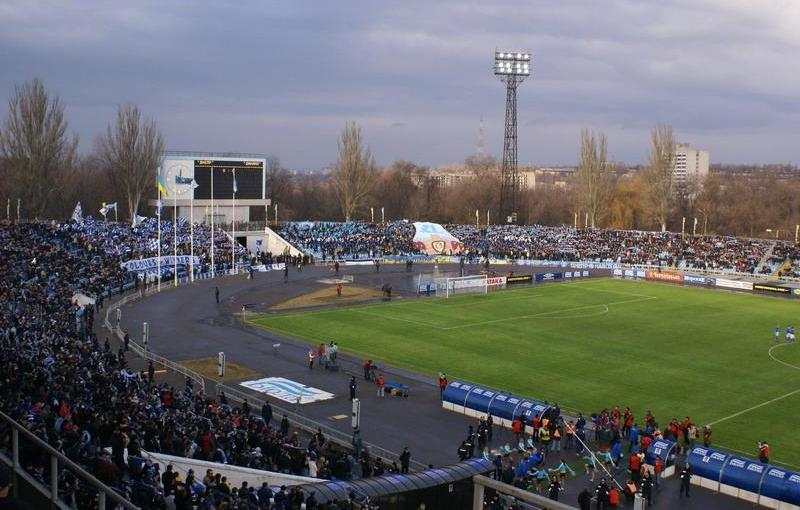
Стадион «Метеор»

Город принимал финал Кубка Украины по футболу 2009, в котором полтавская «Ворскла» обыграла донецкий «Шахтёр» со счётом 1:0. 9 мая 2018 года на стадионе «Днепр-Арена» во второй раз состоялся финал Кубка, в котором донецкий «Шахтёр» обыграл киевское «Динамо» со счётом 2:0. Также в городе четыре раза проводила свои матчи сборная Украины.
Баскетбольный клуб «Днепр» — чемпион Украинской суперлиги в сезоне 2015—2016 гг. (альтернативного турнира, не проводившегося под эгидой федерации баскетбола Украины и не имевшего официального статуса), двукратный обладатель Кубка суперлиги, трёхкратный обладатель Кубка Украины.
Ватерпольный клуб «ДНУ-Днепр» выступает в чемпионате Украины среди мужчин. Название клуба дали от университета имени Олеся Гончара, бассейн которого является спортивной базой для клуба. В 2012 году клуб получил статус профессионального.
Регбийный клуб «Днепр» выступает в высшей лиге, также известен СК «Днепропетровские ракеты».
Также в городе базируются: хоккейные клубы «Приднепровск» и «Днепровские волки», пляжный футбольный клуб «Выбор», спортивный гребной клуб «Тамерлан», детско-юношеский спортивный клуб «Олимпик», школа казацкого боевого искусства «Спас-штурм» и др.
Днепропетровский авиационный спортивный клуб базируется на аэродроме Каменка. Клуб осуществляет подготовку лётчиков, планеристов и парашютистов. На базе клуба неоднократно проводились сборы сборных команд по планёрному спорту СССР и Украины, соревнования по авиационным видам спорта, испытывалась новая планёрная техника. Среди самых известных пилотов города Мария Долина, Анатолий Брандыс, Георгий Паршин.

## Достопримечательности

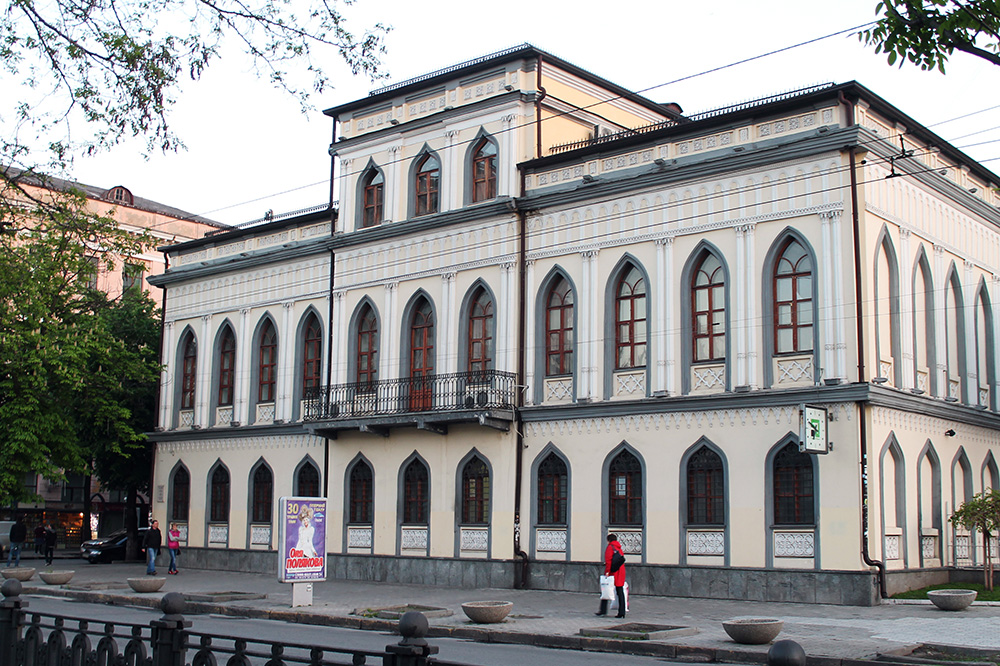
«Дом губернатора» в Днепре — памятник архитектуры Украины национального значения

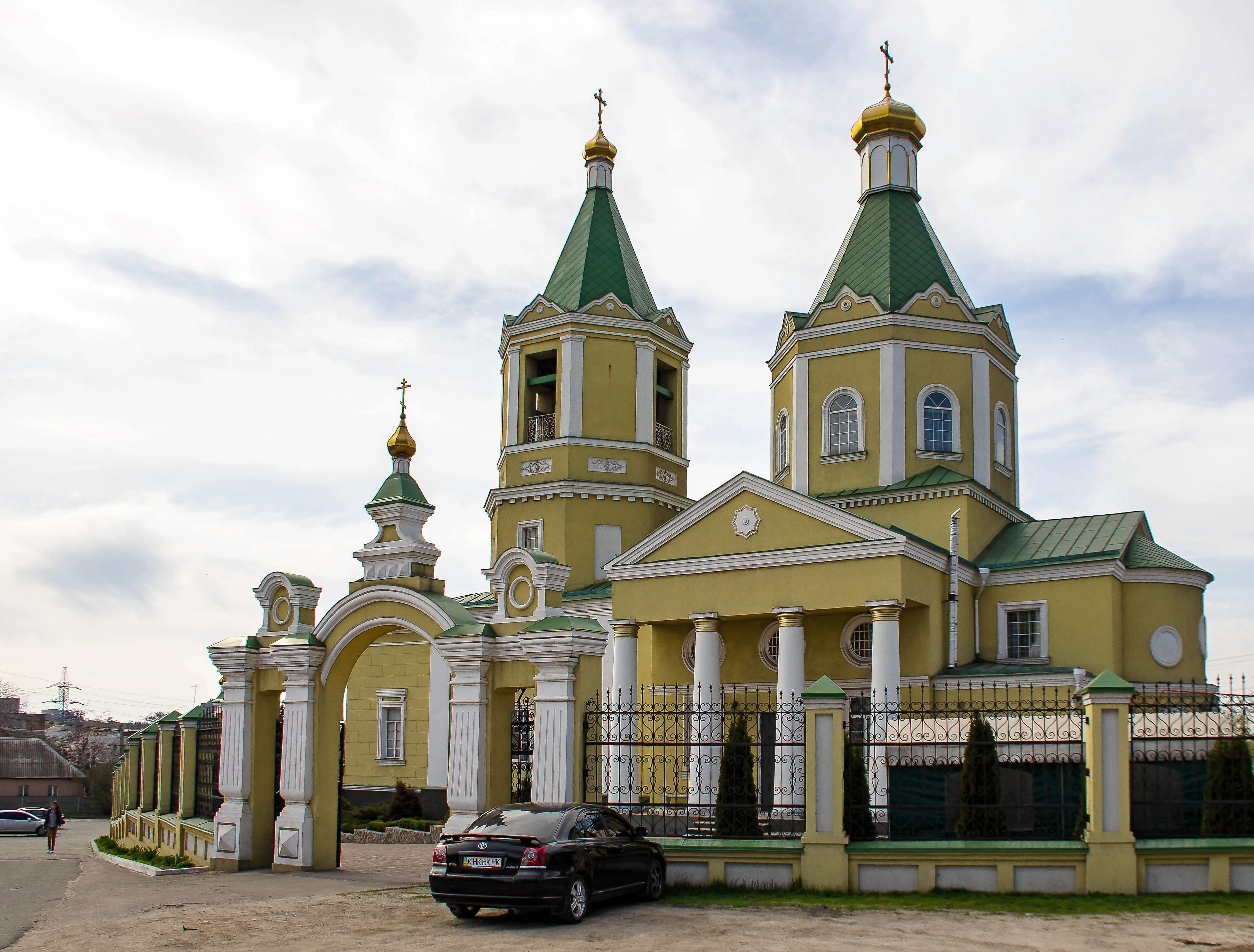
Николаевская церковь нач. XIX ст.

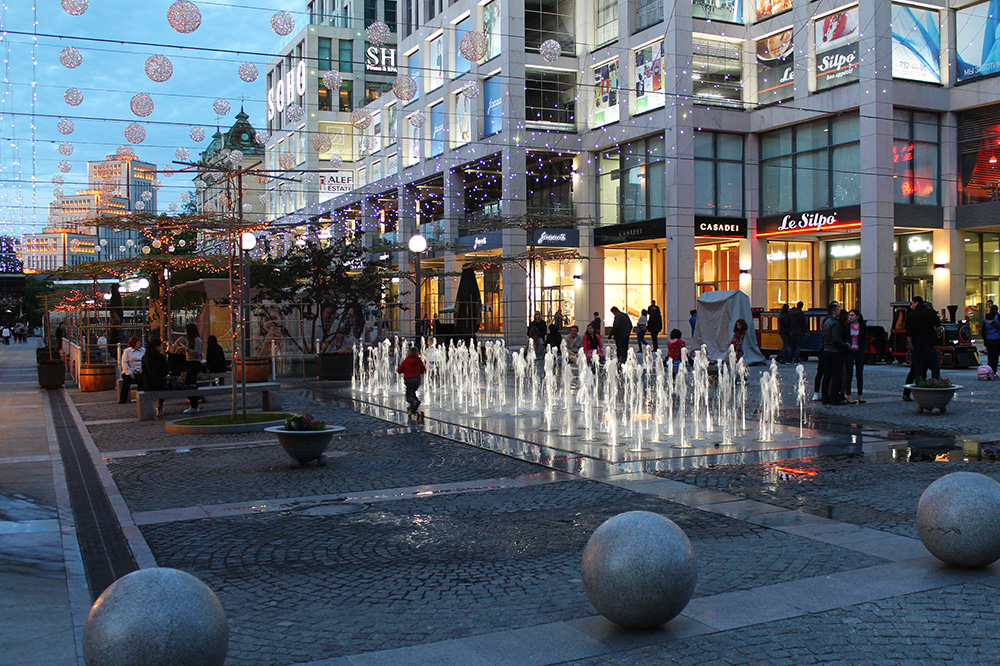
Кёльнский бульвар

- Бывшая Богородицкая крепость — остатки валов на берегу Самары в пос. Шевченко. В XVI—XVIII вв. на этом месте существовал казацкий городок Самарь;
- Парки имени Тараса Шевченко и Лазаря Глобы, созданные в конце XVIII века на основе садов казака Лазаря Глобы;
- Проспект Дмитрия Яворницкого (ранее — Екатерининский, Карла Маркса) — центральная магистраль города, бульвар; здания (в том числе памятники архитектуры) разных эпох: XIX, XX и XXI веков;
- Современные пешеходные бульвары в центре города — Кёльнский, Европейский и имени Кучеревского;
- Самая длинная набережная в Европе (состоит из трёх частей: набережных Победы, Сечеславской и Заводской): вдоль правого берега Днепра, длина — около 32 км;
- Скифские и половецкие «бабы» (каменные изваяния) — крупнейшая коллекция на Украине (пр-кт Дмитрия Яворницкого, д. 16, у исторического музея);
- Днепропетровский дом органной и камерной музыки — также ранее там находился Брянский собор (пр-кт Сергея Нигояна, д. 66);
- Николаевская церковь, 1807 год; близ бывшей деревянной Николаевской церкви в городке Новый Кодак, в стиле классицизма. Сохранились росписи XX в. (Крепостная ул., д. 108);
- Спасо-Преображенский собор, 1830—1835 годы. Сооружён по проекту А. Захарова; исторический центр города — собор заложила сама Екатерина II в 1784 году. По плану строительства 1786 года преображенский собор должен был превзойти размерами римский собор святого Петра. (площадь Соборная, д. 15А);
- Свято-Троицкий собор (Троицкая площадь, д. 7);
- Потёмкинский дворец, 1786 год. Сильно пострадал в 1941-43 годах, восстановлен. С 1961 года — дворец культуры студентов (парк им. Тараса Шевченко);
- Диорама «Битва за Днепр» (1975 год, авторы: Н. Я. Бут, Н. В. Овечкин), угол обзора — 230 градусов, площадь живописного полотна — 840 м² (пр-кт Дмитрия Яворницкого, д. 16, в здании исторического музея);
- Фонтан «Лебедь» у «нового» моста. Установлен в 2005 году на Днепре в нескольких метрах от берега. Высота струи может достигать 50 м (Сичеславская набережная, напротив цирка);
- Искусственный водопад «Порог ревучий» высоты 17 м на природных скалах Монастырского острова на берегу Днепра;
- Детская железная дорога в парке имени Глобы. Открыта в 1936 году;
- Днепровский государственный цирк — уникальное здание, вместимость зрительного зала 1914 человек (Сечеславская набережная, д. 33);
- Днепропетровский театр оперы и балета (пр-кт Дмитрия Яворницкого, д. 72А);
- Светомузыкальный фонтан у театра оперы и балета;
- Музей ракет (пр-кт Александра Поля, д. 2В);
- Музей «Литературное Приднепровье» (пр-кт Дмитрия Яворницкого, д. 66);
- Музейный центр Е. П. Блаватской и её семьи (ул. Князя Ярослава Мудрого, д. 11);
- Ботанический сад ДНУ (Бронетанковая ул., д. 1А);
- Мемориал «Вечная слава» участникам Великой Отечественной войны (пл. Славы);
- Дом губернатора (Воскресенская ул., д. 14);
- Церковь Иоанна Предтечи — на крыше церкви установлена самая большая в мире[источник не указан 1380 дней] статуя Иоанна Предтечи (Сечеславская набережная, д. 27Д);
- Культурно-деловой центр «Менора» — наибольший еврейский центр в мире[117] и синагога (ул. Шолом-Алейхема, д. 4).

## Средства массовой информации
К общественно-политическим изданиям Днепропетровской области относятся: газеты «Вести Приднепровья», «Событие», «Горожанин», «Днепровская правда», «Комсомольская правда — Днепр», «Наше місто», «Лица», «Популярная газета», а также одна из старейших и массовых газет региона — «Днепр вечерний». 95 лет выходит в области газета «Заря». Всего в Днепре насчитывают 45 разнообразных газет и журналов.
Работают телеканалы регионального и спутникового вещания — «9 канал», «11 канал», «Nobel TV», «34 телеканал», «41 канал», «UA: Дніпро», «УНІАН ТБ Дніпро», «ІРТ», «ОТВ», «D1», «ДніпроTV», «Відкритий», «Розпакуй TV», «Возрождение», «English club TV», «Classical harmony».
На территории города в пределах радиочастот FM-диапазона своё вещание проводят 24 всеукраинских и региональных радиостанции:
| Название                                  | Частота   |
| ----------------------------------------- | --------- |
| Светлое радио «Эммануил»                  | 70,37 MHz |
| Украинское радио / Украинское радио Днепр | 87,5 MHz  |
| Радио «Культура»                          | 88,1 MHz  |
| Radio Relax                               | 88,5 MHz  |
| Radio Jazz                                | 89,3 MHz  |
| Стильное радио «Перец FM»                 | 89,7 MHz  |
| Мелодия FM                                | 90,1 MHz  |
| Radio ROKS                                | 90,5 MHz  |
| Город FM                                  | 90,9 MHz  |
| Радио НВ                                  | 91,4 MHz  |
| Авторадио                                 | 92,9 MHz  |
| Люкс ФМ                                   | 100,5 MHz |
| Радио Байрактар                           | 101,1 MHz |
| Радио Пятница                             | 101,5 MHz |
| Хит FM                                    | 102,0 MHz |
| Европа Плюс                               | 102,5 MHz |
| Наше радио                                | 102,9 MHz |
| «DJ FM»                                   | 103,3 MHz |
| «Power FM»                                | 104,0 MHz |
| Радио «Проминь»                           | 104,8 MHz |
| Радио Шансон                              | 105,3 MHz |
| "Просто Радио                             | 105.8 MHz |
| Краина FM                                 | 106,4 MHz |
| Kiss FM                                   | 106.8 MHz |
| Информатор FM                             | 107,3 MHz |
| Максимум FM                               | 107,7 MHz |

## Международные связи
В Днепре работают визовые центры следующих стран:
- Болгария
- Италия
- Польша
- Греция
- Литва
- Венгрия

Почётные консульства
- Чехия
- Германия
- Турция
- Армения
- Литва
- Кот-д’Ивуар

Культурные центры
- Израильский культурный центр «Менора»
- Французский культурный центр «Альянс Франсез»
- Азербайджанский культурный центр
- Болгарский культурный центр
- Армянский культурный центр
- Центр польской культуры имени Кароля Войтылы
- Украинско-немецкий культурный центр
- Украинско-японский культурный центр

### Города-побратимы
К 2016 году насчитывалось около полутора десятков городов-побратимов и партнёров.
- Салоники, Греция (1993)
- Герцлия, Израиль (1993)
- Сиань, Китай (1995)
- Далянь, Китай (1998)
- Ханчжоу, Китай (2013)
- Оклахома-Сити, США (2017)
- Вильнюс, Литва (1998)
- Ташкент, Узбекистан (1998)
- регион Дюрам, Канада (2000)
- Жилина, Словакия (2003)
- Кутаиси, Грузия (2007)
- Каринтия, Австрия (2009)
- Щецин, Польша (2010)
- Сольнок, Венгрия (2013)
- Острава, Чехия (2024)
- Берн, Швейцария (год неизвестен)

Города с которыми заключены соглашения о дружбе и сотрудничестве:
- Осака, Япония (2022)[118][119]
- Кёльн, Германия (2022)[118]

7 сентября 2016 года партнёрство с российскими городами Красноярск (побратимы с 2007 года), Самара (с 2001 г.) и Улан-Удэ (с 2011 г.) было расторгнуто в одностороннем порядке от украинского руководства.